# Historia de Santa Ana (El Salvador)

Escudo de Santa Ana

La historia de la ciudad de Santa Ana (conocida como La ciudad Heroica) es la propia de una ciudad salvadoreña que se ha visto marcada por guerras y conflictos a lo largo de su historia y de la cual han salido varios personajes importantes e ilustres de El Salvador y en donde se han levantado majestuosos monumentos.
Durante la época prehispánica  las poblaciones del territorio son partícipes de la mayas para posteriormente ser habitado por los pipiles quienes fundan la población de Cihuatehuacán, la cual en el siglo XVI es conquistada y colonizada por los españoles quienes la renombran como Santa Ana, formando parte de la alcaldía mayor y posterior intendencia de San Salvador dentro del Imperio Español hasta 1821, cuando pasa a formar parte del estado de El Salvador dentro de la República Federal de Centroamérica. Después de la disolución de las República Federal de Centroamérica y de convertirse el estado de El Salvador en una república soberana e independiente, inicia un período de convulsión política, económica y comercial dominada por los grandes terratenientes. Dando paso después a un período de deterioro en los majestuosos monumentos y de crecimiento de la ciudad, siendo luego, una de las ciudades más azotadas por la guerra civil de El Salvador, llegando esta guerra a su fin con los Acuerdos de Paz de Chapultepec y dando paso a una nueva época.

## Época prehispánica
La ciudad de Santa Ana fue fundada en la época prehispánica durante el período posclásico tardío con el nombre de Ciguateguacán (que significa: lugar de sacerdotisas). Sin embargo, hay evidencias de asentamientos durante los períodos preclásico y clásico. Sus moradores eran partícipes durante los períodos preclásico y clásico de la cultura maya sudoriental, y durante el posclásico pertenecían a la etnia nahua, la cual había emigrado a Centroamérica desde los actuales estados mexicanos de Veracruz y Chiapas a principios del período posclásico temprano (900-1200) luego del colapso de las poblaciones y centros mayas del período clásico.

### Período preclásico

Estructuras de Finca Rosita

En el municipio y en la ciudad de Santa Ana, existen evidencias de asentamientos del Período Preclásico, estos son: Finca San José, Finca Rosita, Carcagua, El Matazano, San Jorge, Las Aradas, Santa Teresa, San Antonio, Cantarrana, Arizona y El Sinaí. De estos sitios preclásicos, el sitio dominante o centro regional primario (es decir un sitio con una extensa zona habitacional con varios montículos mayores a 5 m) en esta zona era Finca Rosita, la cual llegó a su apogeo durante el preclásico tardío (500 a. C.-250) y contaba con un centro ceremonial compuesto por 6 estructuras de entre las cuales destaca su pirámide de 13 metros de altura.
Finca Rosita junto con todo su territorio subordinado formaba parte del área maya sudoriental y se veía influenciado por la cercana población de Chalchuapa, participando por tanto de la cultura o fase Chul (600 a. C.-200 a. C.) y Caynac (200 a. C.-250 d. C.), una de las características sobresalientes de las poblaciones que participaban de tales culturas o fases es la fabricación de cabezas de piedra con la cara de un jaguar con rasgos antropomórficos, de esas cabezas de jaguar se han encontrado en el municipio santaneco en sitios como Santa Teresa (ubicado en el actual cantón Natividad; dicho sitio cuenta con 10 montículos y fue probablemente un centro ceremonial secundario ya que uno de esos montículos supera los 5 metros de altura); por otro lado las poblaciones que participaban de las culturas o fases antes dichas formaban parte de la esfera Miraflores que contenía a las poblaciones mayas sudorientales que para ese entonces se veían influenciadas por Kaminaljuyu. Finca Rosita mantendría su hegemonía durante todo el preclásico tardío siendo deshabitado al final de dicho período muy probablemente por la erupción del Lago de Ilopango en el 250 d. C.

### Período clásico
Durante el período Clásico destacarían los sitios de San Jorge y Las Aradas, ubicados ambos en el actual cantón Las Aradas, que se encuentran separados por una distancia de 1.5 km² por lo que se considera que podrían haber sido un solo sitio; por sus características son considerados centros regionales secundarios (lo cual se define como sitios con una extensa zona habitacional con varios montículos de los que por lo menos uno sobrepasaría los 5 metros, y que sería un centro rector de asentamientos más pequeños); ambos sitios fueron habitados desde el período preclásico y muestran que aunque el centro de primer orden del preclásico (Finca Rosita) colapsó, otros sitios lograron sobrevivir o fueron nuevamente habitados luego de la erupción del lago de Ilopango.
Luego del colapso de Finca Rosita no parece haber habido algún otro centro regional primario durante el período clásico en el actual municipio santaneco; por lo que San Jorge, Las Aradas y otros sitios de esa época debieron ser tributarios a alguno de los sitios principales cercanos de ese entonces (Chalchuapa o San Andrés), actuando muy probablemente como parte de una ruta de comercio que conectaría a la zona de Chalchuapa con el valle de Zapotitán (donde se ubica San Andrés). Por otro lado, la cerámica de este período es idéntica a la encontrada en Chalchuapa y San Andrés por lo que forma parte de las culturas o fases Vec y Xocco (en el clásico temprano, 250-600) y Payu (en el clásico tardío, 600-900); y muestra a su vez influencia de Copán lo que se percibe en la cerámica Copador que es un tipo de cerámica característico de Copán y los sitios ubicados en el centro y occidente salvadoreño para el clásico tardío, lo cual demuestra que los sitios del occidente y centro salvadoreño continuaban siendo partícipes de la cultura maya. Todos los sitios existentes en el municipio santaneco para el período clásico serían deshabitados en el siglo IX debido al colapso de los principales centros del clásico (específicamente Copán y San Andrés. ya que Chalchuapa continuaría habitado para el siguiente período).

### Período posclásico y fundación de Cihuatehuacán

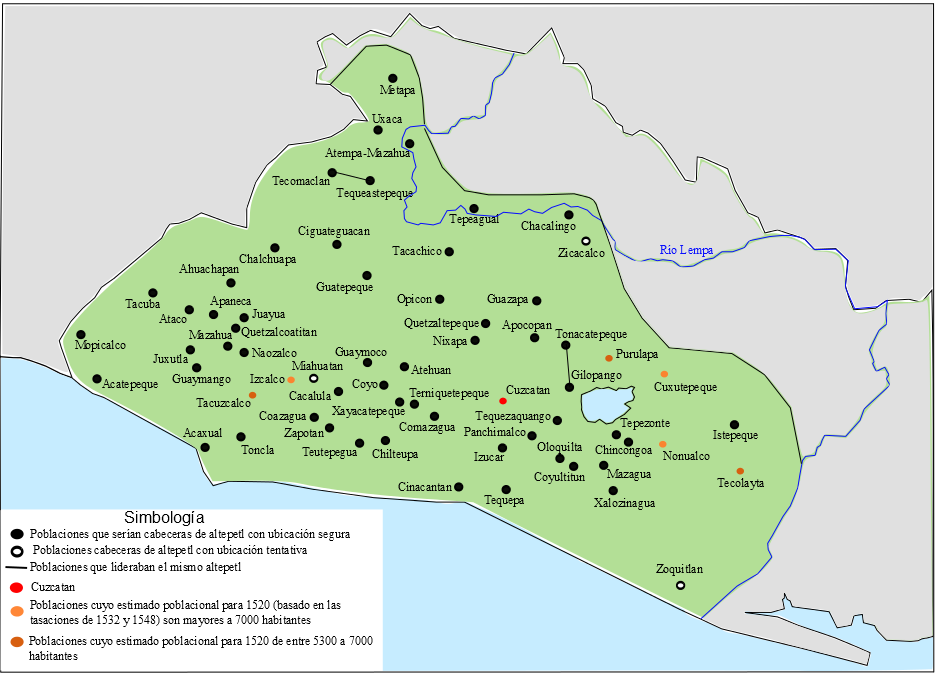
Ciguateguacán y las demás poblaciones que eran sede altépetl o provincias en el Señorío de Cuzcatlán antes de la conquista

En el período posclásico temprano (entre los años 900 y 1200) ocurrió la emigración de los pipiles, los cuales trajeron consigo la influencia de la cultura tolteca; asimismo, tras el colapso maya del período clásico ocurre un despoblamiento en los valles interiores del país (como donde se ubica la ciudad santaneca) lo cual se mantendrá durante ese período debido a que se prefería habitar en sitios ubicados en lugares altos para tener una mayor defensa.
En el posclásico tardío (1200-1528), el colapso de sitios relacionados con el mundo tolteca (Cihuatan y Chalchuapa, el primero completamente destruido y el segundo absorbido para los nuevos centros dominantes) y la posterior unificación de los pipiles en el Señorío de Cuzcatlán (que tenía su capital en la ciudad de Cuzcatlán —hoy Antiguo Cuscatlán—) permitió que las poblaciones se trasladaran a los valles interiores del país para fundar nuevos asentamientos. Como es el caso de la ciudad santaneca que es fundada con el nombre de Cihuatehuacán (cuya ubicación estaba situada en el actual barrio de Santa Bárbara) que pasó a ser sede de una de las provincias o altépetl del Señorío de Cuzcatlán.
El nombre Cihuatehuacán significa literalmente ‘Lugar de sacerdotisas’, ya que está conformado por las siguientes palabras: cihua (‘mujer’), tehua (que es un acortamiento de la palabra tehuamatine que significa ‘el que posee sabiduría’ y que era un cargo sacerdotal que tenía mucho conocimiento acerca de las leyes y rituales, y que se dedicaba a revelar la voluntad de los dioses, así como de escoger a cuál de los dioses se debía celebrar en caso de que varias divinidades coincidiesen en una misma celebración), y -can (sufijo locativo). Por otro lado, el término cihua también podría ser un acortamiento de Cihuacoatl (que era el nombre de una deidad femenina que personificaba a la tierra en su papel de madre y dadora de vida y que, por lo tanto, estaba relacionada con los partos) que podría haber sido la deidad patrona de la población; asimismo el término cihua podría corresponder a un linaje o tribu, mientras que tehuacan podría corresponder a otro (siendo este último un linaje de origen nonoalca procedente del área de Veracruz); al igual que el resto de poblaciones nahuas, Cihuatehuacán se encontraba dividido en varias subdivisiones llamadas calpullis (cada una de las cuales provendría de un linaje distinto que le da su respectivo nombre) de los cuales uno sería el principal que le daría nombre a la población, tal calpulli principal podría haber surgido de la unión de 2 linajes (cihua y tehuacan) o ser un grupo perteneciente al linaje tehuacan que tenía por deidad patrona a Cihuacoatl.
Dentro de su provincia, Cihuatehuacán tenía como pueblo tributario a Chacalcingo (cuyo significado literal es ‘lugar de chacalines o camaroncillos’, ya que proviene de chakalin —‘camarón’—, -tzin —sufijo diminutivo, que en conjunto con el anterior forma la palabra chakaltzin, que significa ‘camaroncillo’, y se refiere específicamente a los camaroncillos del género Cambarellus que viven en agua dulce y que son conocidos popularmente como chacalines—, y la palabra go, que proviene de la náhuat ku, que significa ‘lugar de’ —sufijo locativo—), que probablemente fue fundado entre el siglo XV y principios del siglo XVI, y que estaba ubicado en las laderas de la loma de Santa Lucía (donde actualmente se encuentra el barrio de Santa Lucía de la ciudad) teniendo como fuente de agua a la quebrada de Santa Lucía.
Para 1520, tomando como base la relación del obispo Francisco Marroquín de 1532 acerca de los encomenderos de la provincia de San Salvador y que la cantidad de indígenas fallecidos por las plagas traídas por los españoles entre 1520 y 1532 rondaría alrededor de ½ o ⅔, Cihuatehuacán contaba con una población de 2231 habitantes aproximadamente, mientras que la población de Chacalcingo era de unos 96 habitantes; por otro lado, la provincia dominada por Cihuatehuacán abarcaba alrededor de 115,48 km²; dentro del cual se cultivaba maíz, algodón, frijol, chile y cacao, se elaboraba ropa y se criaban pavos.

## Conquista y colonización

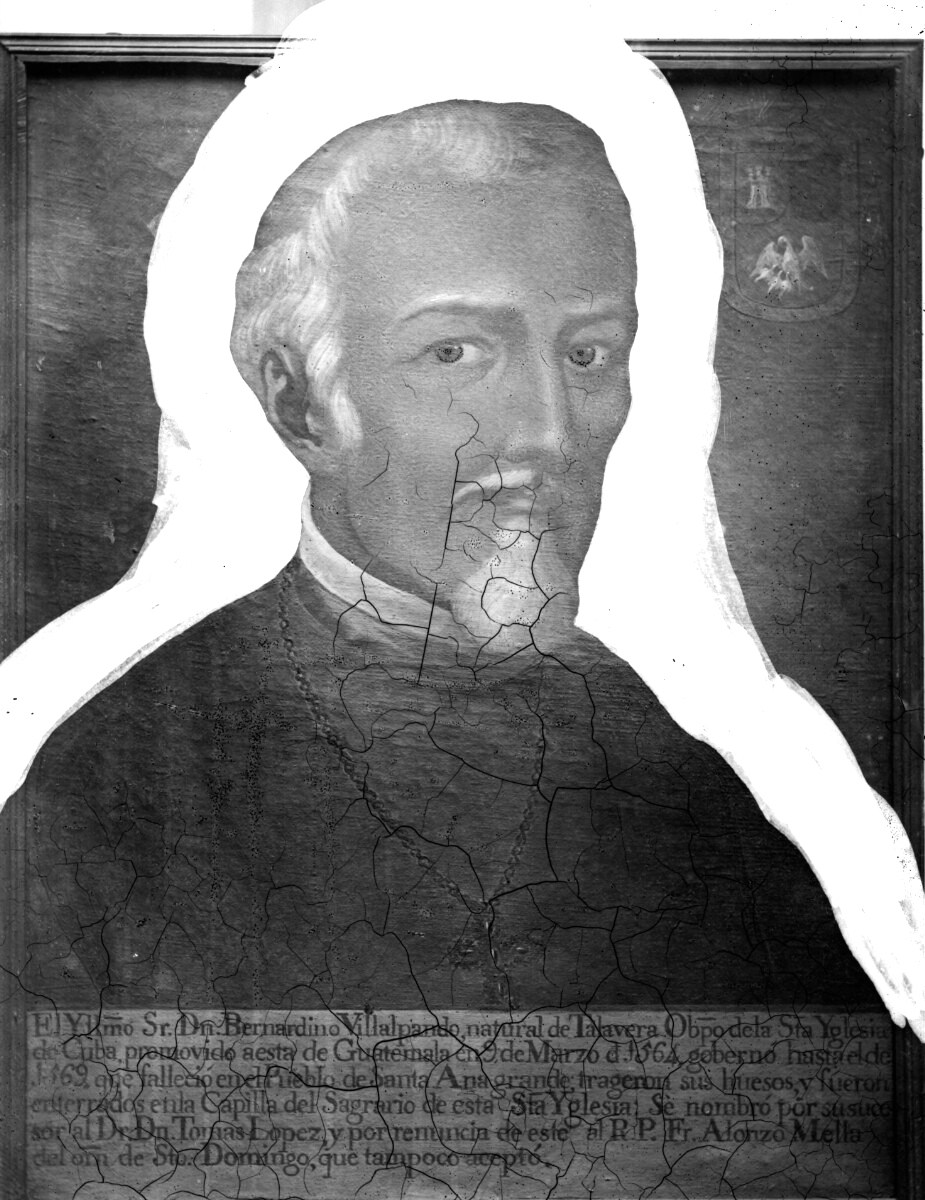
Imagen del obispo Bernardino Villalpando, segundo obispo de Guatemala, que construyó una ermita (parroquia provisional) consagrada a Señora Santa Ana, donde hoy está la catedral santaneca, con lo que daría comienzo el trazado actual de la ciudad.

### SigloXVI
Para el 23 de noviembre de 1528, todas las poblaciones que habían pertenecido al Señorío de Cuzcatlán estaban en manos de los españoles, incluyendo Cihuatehuacán y a su población tributario Chacalcingo, la cual pasó a formar parte de la Provincia de San Salvador como encomienda teniendo como anexo a Chalcalcingo (el sistema de encomienda consistía en la asignación de un determinado número de indígenas que debían pagarle al encomendero y este tenía la tarea de evangelizarlos en la fe católica y de asegurar su bienestar físico; la encomienda solo duraba dos generaciones llamadas vidas (a quien se le había asignado dicho encomienda y la de su heredero que se haría cargo de dicha encomienda luego del fallecimiento de su predecesor), tras lo cual se elegía a alguien más para encargarse de la encomienda).
Debido a que Ciguatehuacán y Chalchingo se ubicaban en la provincia de San Salvador, ambas localidades formaban parte de la jurisdicción de la municipalidad de San Salvador por lo que está tenía el derecho de nombrar "alcaldes de la santa hermandad", quienes se encargaban de administrar justicia en las áreas rurales y cuya posición podía ser ocupados por los mismos encomenderos al ser puestos como ese designados por el ayuntamiento; sin embargo, a partir de la década de 1580, el rey Felipe II autorizó que varios puestos de los ayuntamientos (incluido el cargo de alcalde de la santa hermandad) fuese dada al mejor postor, por lo que a partir de entonces la posición de alcalde de la santa hermandad sería ocupado mayoritariamente por mercaderes.

#### Encomiendas de Diego Usagre y Antonio Docampo
Para el año de 1532, Ciguatehuacán y Chacalcingo estaban encomendadas a Diego de Usagre; según la relación del Obispo guatemalteco Francisco Marroquín de 1532 (en donde con la ayuda del cura párroco de San Salvador presbítero Antonio Lozano consigna los encomenderos habidos en la provincia de San Salvador y los pueblos que cada uno de ellos tiene como encomienda) tenía entre 250 a 260 casas (lo que equivale a una población aproximadamente 1275 habitantes) de esas entre 10 o 12 casas se encontraban en Chacalcingo (lo que equivale a una población de aproximadamente de 55 habitantes, por lo que restando eso al total dicho anteriormente se consigna que Ciguatehuacán contaba con una población de aproximadamente 1220 habitantes). Según el mismo documento, tanto Ciguatehuacán como Chacalcingo daban en calidad de tributo al encomendero: cacao, algodón, maíz, frijoles, chile y ropa hecha de algodón.
Entre 1535, tras la muerte de Diego de Usagre, la población pasó a formar parte de la encomienda de Antonio Docampo quien además consiguió la encomienda que había sido de Juan de Aguilar que estaba conformada por las poblaciones de Ilopango, Tonacatepeque y Soyapango (este último no aparece documentado en 1532 debido a que de seguro era un pueblo tributario a Ilopango y Tonacatepeque que conformaban una sola unidad prehispánica, y fue reconocido pueblo hasta 1543).
En el año de 1548, durante el mandato del presidente de la real audiencia de los Confines Alonso López de Cerrato, se llevó a cabo una tasación de tributos, en la que se deja consignado que la localidad santaneca era la más grande registrada en la Provincia de San Salvador pues tenía 540 gentes o familias, lo que es igual a una población de alrededor de 2700 habitantes (más que en 1532 debido a que su encomendero Antonio Docampo hizo trasladar indígenas de otras poblaciones a esta localidad). Además, pertenecía a la encomienda que al igual que Ilopango, Tonacatepeque y Soyapango seguía estando encomendada a Antonio Docampo, a quien la población de Cihuatehuacan daba como tributo 350 xiquipiles de cacao, lo que es igual a 2 800 000 semillass de cacao. A su vez Docampo adquirió 25 xiquipiles de cacao (200 000 granos de cacao) a cambio de los servicios de 4 sirvientes, y también obtuvo 300 kg de trigo para ser plantadas en la localidad. Por otro lado la tasación de tributos menciona que el líder indígena de la localidad para ese tiempo era Diego Ocelot.

#### Encomiendas de Nicolá López de Irraga y María Cerrato
En 1550, la población (junto con Ilopango, Tonacatepeque y Soyapango) fue vendida por Docampo (debido a que este regresó a España ese año), a un pariente del capitán general y presidente de la Real Audiencia de Guatemala Alonso López de Cerrato, específicamente a Nicolás López de Irarraga que era esposo de María Cerrato (la cual era hija del hermanos de Alonso López de Cerrato) y que se desempeñaba para ese entonces como alguacil mayor de la Real Audiencia de Guatemala. Irraraga ejerció como encomendero hasta su fallecimiento acaecido el 11 de julio de 1565, dejando la población a su esposa María Cerrato.
Para la segunda mitad del siglo XVI debido a las leyes nuevas promulgadas en 1542, la localidad era tratada y considerada como un pueblo de indios y por lo tanto se reconocía la autoridad de los líderes indígenas que eran llamados como: cacique gobernador (quien era el líder y representante de los indígenas de la localidad) y cacique (quien era elegido por el cacique gobernador para que liderara un barrio, parcialidad o pueblo sujeto a la población, en este caso lideraba el cabildo auxiliar de Chacalcingo); la población era encomendada junto a Soyapango, Ilopango y Tonacatepeque a quien la real audiencia designaba o quien había sido escogido por el encomendero anterior como heredero de la encomienda para que la ejerciese en segunda vida (las encomiendas solo duraban dos generaciones llamadas vidas), hasta 1616 la encomienda sería ejercida por María Cerrato.
La labor evangelizadora será impulsada principalmente por las órdenes monásticas, en especial los dominicos quienes fundarían un convento en San Salvador en 1551; dentro de las órdenes habría estudiosos de las culturas e idiomas indígenas, que con su conocimiento facilitarían la conversión de los naturales; de ese modo los misioneros buscarían reemplazar a la deidad patrona de cada pueblo con el santo más afín. Con ello, en el caso de Cihuatehuacán, se adoptaría a Señora Santa Ana como patrona, y por lo tanto empezaría a figura en los documentos como Santa Ana Cihuatehuacán o Santa Ana Cihuateocán. Posteriormente, le correspondería al obispo Francisco Marroquin (primer obispo de Guatemala, y quien visitó la provincia de San Salvador en varias ocasiones, incluyendo en 1550 para ver la factibilidad de fundar un convento dominíco; también en 1553, visitaría la provincia de San Miguel, la actual zona oriental salvadoreña) nombrar al párroco para la población. Siendo el primero del que se tenga constancia Francisco de Peralta, quien era arcediano de la catedral guatemalteca; más adelante, en 1565, sería párroco de Nahulingo, y fallecería en 1568, dejando en su testamento la orden de pagar y cobrar los derechos de cacao, ciertos esclavos y ropa que vendía en esa población.
El 26 de julio de 1569, el obispo guatemalteco Bernardino Villalpando, luego de numerosas dificultades en su administración al intentar aplicar lo acordado en el concilio ecuménico de Trento y de decidir en 1567 abandonar la capital de su jurisdicción para visitar numerosas poblaciones de su diócesis para fundar en ellas sus respectivas parroquias y consagrarlas a un determinado santo patrono, llegaría a Cihuatehuacán en donde construiría una ermita o parroquia provisional dedicada a la Señora Santa Ana (en el mismo lugar donde posteriormente se construiría la catedral), con ello daría inicio el trazado actual de la población, ya que enfrente de la parroquia se abriría la plaza pública (hoy parque Libertad), que estaría rodeada de los edificios principales, y alrededor del cual se irán concentrando la vivienda de los indígenas. Villalpando decidiría viviría a partir de ese momento en la población santaneca hasta su fallecimiento acaecido el 28 de diciembre de 1570 siendo enterrado en la ermita de la población santaneca (sus restos permanecerían allí hasta mayo de 1571 cuando fueron trasladados a la capilla de San Pedro en Santiago de Guatemala).
Entre 1575 y 1576 se reemplazó la ermita por una parroquia con material permanente que pasaría a ser la parroquia central de la población santaneca; mientras que Chacalcingo recibió la advocación de Santa Lucía, cambiando su nombre por el de su patrona y a su vez se le construyó su propia capilla; constituyéndose de esa manera el curato de Santa Ana (dentro de la cual estaban las poblaciones de Santa Ana, Santa Lucía, San Pedro Coatepeque, Santiago Chalchuapa y Atiquizaya; de esas poblaciones solamente se consideraban como pueblos Santa Ana, San Pedro Coatepeque y Santiago Chalchuapa, mientras que Santa Lucía y Atiquizaya eran aldeas).
En 1572 se realizó una tasación de tributos, para tal fecha el curato de Santa Ana tenía 560 vecinos (alrededor de 2800 habitantes; de esos según la Geografía y Descripción Universal de las Indias de Juan López de Velasco que hecha el mismo año. Chalchuapa y Atiquizaya tenían 70 vecinos o 350 habitantes, Coatepeque 30 vecinos o 150 habitantes, por lo que a Santa Ana y Santa Lucía le corresponden una población de 460 vecinos o 2300 habitantes); por otro lado según el documento para ese entonces seguía desempeñándose como encomendera María Cerrato, a su vez tal documento menciona que para ese momento se desempeñaban como autoridades indígenas Diego Ocelot (probablemente el mismo mencionado en 1548) y su esposa Magdalena Mixco, los cuales eran las autoridades indígenas principales con el título de cacique gobernador; a su vez ellos eran seguidos por el cacique Francisco Mendoza y su esposa María (quienes probablemente eran líderes de los indígenas del poblado de Santa Lucía); a su vez el documento menciona que el cura y vicario de la población era el presbítero Martín de Montes de Oca.
En el año de 1579, la provincia de San Salvador fue elevada al rango de Alcaldía Mayor y al año siguiente se le unió a su jurisdicción las provincias de San Miguel y Choluteca (está última sería separada de esta alcaldía mayor a principios del siglo XVII), conservándose las provincias dentro de la alcaldía mayor, estando Santa Ana en la provincia de San Salvador administrada por los alcaldes ordinarios de San Salvador.
En abril de 1579 se encontraba frente a las costas de Acajutla el corsario inglés Francis Drake, ante el temor de un posible ataque de tal corsario el presidente de la real audiencia, gobernador y capitán general de Guatemala Diego García de Valverde convocó a todos los soldados y capitanes de la real audiencia, para tal situación la encomendera María Cerrato dio 600 tostones al escribano real Luis de Peralta Valderrama para financiar el enlistamiento de las tropas, siendo quien contribuyó con más dinero de los 39 personas que contiene la memoria que escribió el escribano Valderrama. Al final se concentró una gran cantidad de soldados en las costas de Acajutla pero no hubo ningún percance porque Drake no intento desembarcar en las costas de Acajutla.
En el 9 de mayo de 1586, fray Alonso Ponce, durante su visita a los conventos franciscanos entre México y Nicaragua en calidad de comisario general de la Orden de San Francisco, pasó por el pueblo de Santa Ana después de salir ese día de Ahuachapán y pasar por Atiquizaya y Chalchuapa. Según el fraile, el pueblo estaba ya bajo el beneficio de un clérigo y lo describió como un pueblo "bonito". Al llegar fue recibido por el clérigo y el guardián del convento franciscano de Sonsonate; los vecinos indígenas le hicieron fiesta y quedó la noche en el pueblo. Salió en la madrugada del 10 de mayo en camino al sur y prosiguió a Coatepeque.

### SigloXVII
En el siglo XVII se le dio el título de pueblo a Santa Lucía Chacalcingo y se lo dispuso como pueblo que tributaba directamente a la real corona a través de un procurador nombrado por el fiscal de la real audiencia guatemalteca, mientras que Santa Ana seguía siendo dado en calidad de encomienda junto con Ilopango, Tonacatepeque y Soyapango a quien la real audiencia designaba o a quien el encomendero anterior dejase por herencia la encomienda para que la ejerciese en segunda vida; a su vez, en el lado administrativo la localidad santaneca se convirtió en la sede de una tenencia o partido dentro de la provincia de San Salvador que era administrado por un teniente de alcalde mayor que era nombrado por el alcalde mayor y cuyas funciones eran principalmente judiciales.
Los líderes indígenas de la localidad se los constituyó en un cabildo indígena conformado por dos alcaldes (normalmente había un alcalde pero cuando en la población había más de 80 casas se nombraba a 2 alcaldes), 4 regidores, 2 alguaciles (uno mayor y uno menor) y un escribano; dicho cabildo será el encargado de representar a los indígenas ante la autoridad española y de vigilar el buen comportamiento de los indígenas pudiendo meter a cualquier persona (indígena o incluso de origen africano) a la cárcel de la población. Asimismo, el ayuntamiento de San Salvador seguiría nombrando alcaldes de la santa hermandad (sobre la base de quien decidía comprar dicho cargo) encargados de impartir justicia en el área rural, esto haría que entraran en disputa con los tenientes de alcalde mayor al querer estos últimos resolver los casos del área rural sin que estos pasasen a conocimiento del alcalde de la santa hermandad respectivo.
Los pueblos de indígenas (a pesar de que se consideraba que en dichas poblaciones solo debía de haber indígenas y las autoridades coloniales españoles) siempre contaron con una cantidad de ladinos (indígenas que se vestían como españoles, mestizos y españoles pobres), africanos, mulatos y españoles (este última casta era de cantidad considerable en la localidad santaneca, a comparación de la que había en otras poblaciones, debido a que era sede de tenencia) habitando en ellas, dichas poblaciones serían pequeñas minorías (ya que no tenían que sobrepasar a la población indígena) y no se las tomaba en cuenta a la hora de contabilizar a la población.

#### Encomiendas de Marcos Estupiñán y Antonio de Estupiñán
En el año de 1616 fallece María Cerrato por lo que la encomienda de la población santaneca, Ilopango, Soyapango y Tonacatepeque queda vacante (tiempo durante el cual tributo es recibido directamente por el escribano de San Salvador) hasta el 8 de noviembre de 1616 cuando el presidente de la Real Audiencia, gobernador y capitán general de Guatemala Antonio Peraza Ayala y Rojas nombró como nuevo encomendero de la población santaneca y de las poblaciones de Ilopango, Soyapango y Tonacatepeque a Marcos de Estupiñán.
Para el tiempo en que empieza a ejercer como encomendero Marcos de Estupiñán, según lo que se consigna de su confirmación como encomendero, de lo tributado en la encomienda se pagaba como pensión: 200 tostones a la viuda Guiomar de Escalante (teniendo en cuenta que 1 tostón = 1 real de a 4, 1 real de a 8 = 2 reales de a 4, 1 peso = 1 real de a 8, 1 colón = 1 peso, 1 dólar = 8.75 colones; eso sería igual a $11,43), y 100 tostones (lo que es igual a $5,71) a Marcela de San Antonio quien era monja del monasterio de Santa Catalina en Santiago de Guatemala; de esas pensiones la primera era vitalicia y la segunda sería de solamente 4 años.
Para 1616, la población de Santa Ana estaba tasada en 146 indígenas varones casados (de los cuales 10 por vejez de sus esposas pagan tributo de viudos), 29 indígenas mujeres viudas (dentro de las cuales hay 8 que tienen los maridos ausentes, 3 que son casadas con indígenas naboríos (que se aseguraban del servicio personal de algún español) y una que estaba casada con un indígena de otra población), 205 indígenas varones solteros o viudos (de los cuales 4 tenían las mujeres ausentes), y 19 nueve indígenas reservados de tributos; lo que equivale a una población de 545 indígenas adultos presentes al momento de la tasación. Con respecto al tributo, lo que estaban reservados de tributo pagaban únicamente por las milpas de cacao que tienen; mientras que en los que son tributarios se recogía un total de: 39 cargas y 6 zontes de cacao (una carga era una medida española que equivalía aproximadamente a 24 000 granos de cacao, y el zonte una medida indígena que era un total de 400 granos de cacao; lo cual significa que se producían aproximadamente 938 400 granos de cacao), 186 gallinas de castillas y 1 milpa de fanega y media de maíz que son sembradas y cosechadas cada año (una fanega de maíz equivale a un aproximado de 65 kg o 143,30 lb, lo que significa que se producían 97,5 kg o 214,95 lb). En ese entonces se obtenían 40 tostones por cada carga de cacao, 1 real por cada gallina de castilla; en total de dichos productos se obtenía un total de 1606 tostones y 2 reales (lo que equivale a $91,79, es de mencionar que según la ley de la casa de la moneda de 1883 (en la que se cambia el sistema monetario de reales a centavos) 1 real es igual 10 centavos de la moneda de ese entonces (es decir el peso posteriormente llamado colón) por lo que 2 reales sería igual a 20 centavos de peso o colón); en total en la encomienda se recogía 2037 tostones y 2 reales (lo que es igual $116,42); de esos, 300 tostones se daban como pensiones (como se dijo anteriormente) por lo que al encomendero le quedaban 1737 tostones y 2 reales (lo que es igual a $99,28).
Marco de Estupiñán ejerció la encomienda hasta su fallecimiento cuando se la legó a su hijo Antonio de Estupiñán, el que a su vez se desempeñó como encomendero (ejerciéndola en segunda vida) hasta su muerte acaecida en el año de 1655.

#### Encomienda de Pedro Criado de Castilla y período vacante de la encomienda de 1667 a 1669
Debido a que la encomienda de Antonio de Estupiñán estaba vacante y a que al mismo tiempo había fallecido el encomendero Mathías de Salazar (quien era encomendero de San Martín Jilotepeque ubicado en el valle de Guatemala o distrito de la Real Audiencia), el capitán general y presidente de la real audiencia guatemalteca Fernando Altamirano de Velasco nombró como encargado de ambas encomiendas a Pedro Criado de Castilla; dándose cuenta de ello el Consejo de Estado de España hasta el 7 de junio de 1667 de que el presidente de la real audiencia guatemalteca había dado a una persona dos encomiendas ubicadas en diferentes provincias, envió una notificación a Velasco sobre esa caso, y él a su vez dio aviso a Criado de Castilla para que escogiese cuál encomienda quería, escogiendo este la que había sido de Mathías de Salazar, debido a ello queda vacante el puesto de encomendero por lo que los tributos los recibía directamente el escribano de gobierno de la alcaldía mayor de San Salvador a través de un fiscal.
Según la tasación de tributos de 1667, cada año la localidad tributaba al encomendero: 124 mantas de 4 piernas (una pierna es una medida indígena cuyo nombre original en nahuatl clásico era zotl, y se trataba de los lienzos o tiras de tejido utilizadas para hacer una manta) de 3 varas de largo y 4 cuartas de ancho (2,51 m de largo y 83,49 cm de ancho era lo que medía cada pierna o tiras de tejido), 121 tostones en dinero (lo que es igual a un aproximado de $6.91), 10 cargas y 21 zontes de cacao (lo cual da un total de aproximadamente 248.400 granos de cacao aproximadamente), 207 fanegas de maíz (en total en la población se producía 13 455 kg o 29.663 lb de maíz) y 186 gallinas; al vender todo eso, el encomendero obtenía de la localidad 278 pesos (lo que es igual a 556 tostones) y 3 reales (en total eso da a aproximadamente $31.81). Por otro lado de la población también producía para pagar la pensión de ciertas personalidades lo siguiente: 64 mantas de 4 piernas, 6 cargas y 21 zontes de cacao (es decir 152 400 granos de cacao), 125 fanegas de maíz (lo que es igual a 8125 kg o 17.912 lb de maíz), 156 pesos y 10 reales en dinero (es decir aproximadamente $18.11), y 96 gallinas; todo eso al venderlo se obtenía alrededor de 1200 tostones (lo que es igual a $68.57) que se repartían de la siguiente manera: 400 tostones (igual a $22.86) eran dados a María Girón Lobo y Alvarado, 400 tostones (aprox. $22.86) a Gerónima Salazar Monsalve, 300 tostones (es decir $17.14) a Mariana de Manaél y 100 tostones (lo que es igual a $5.71) a Lorenza de Cárdenas. En total de todo lo tributado a Santa Ana y lo tributado de Ilopango, Tonanacatepeque y Soyapango se obtenía alrededor de 2198 tostones y 3 reales (lo que aproximadamente es $125.63); de eso al encomendero le quedaba un total de 998 tostones y 3 reales (lo que es igual a un aproximado de $57.06). Por otro lado debido a que se tasaba una manta de tributo por cada tributario, se puede conocer a través del número de mantas tributado la cantidad aproximada de habitantes indígenas que había; por lo tanto como la población tributaba 124 mantas al encomendero y 64 como pensiones, en total 188 mantas, lo que indica que había 188 indígenas tributarios que es igual a 696 habitantes, lo que muestra una considerable reducción de la población indígena tributaria debido principalmente debido a las enfermedades sobre todo la peste bubónica de 1650 y la peste probablemente tifus de 1666; lo que no se percibe a la hora de tasar a la población es a los ladinos (tanto mestizos, españoles pobres, como indígenas totalmente castellanizados, que estaban exentos de tributos y de los registros administrativos), los esclavos africanos y los españoles residentes en la población.

#### Encomienda de Cristóbal Valerro del Corral
El 9 de noviembre de 1669, ante la presencia del escribano real, el capitán general y presidente de la real audiencia guatemalteca Sebastián Álvarez Alfonso Rosica de Caldas nombra como nuevo encomendero de las poblaciones de Santa Ana, Soyapango, Ilopango y Tonacatepeque a Cristóbal Valero del Corral, el cual toma posesión como encomendero el 9 de noviembre de 1669; a tal evento no asistió personalmente, sino que lo hizo su padre Antonio Valero del Corral, el cual pidió que se le presentase las autoridades indígenas de las poblaciones respectivas para de esa forma hacer efectiva la toma de posesión de su hijo; el día 2 de enero de 1670 llega a la ciudad Francisco de Velasco y Sagredo en representación de Antonio Valero del Corral junto con el escribano real Alonso de Contreras y el alcalde mayor de San Salvador Martín de Revollar (quien recién había llegado a la provincia para iniciar su oficio de alcalde mayor), con ello se presentaron: el teniente de alcalde mayor Álvaro de Quiroz y Mora; y las autoridades indígenas integradas por los alcaldes Joan Pérez y Bareholomé Vázquez, los regidores Joan Chamul, Joan Lorenzo, Joseph Ortiz y Joseph de la Cruz, y el escribano Pedro Alanjío, siendo testigos el sargento Cristóbal Martínez de Vargas y Fiman Hernández Machuca.
Los siglos XVII y XVIII son conocidos como la edad de oro de la piratería (específicamente desde 1630 hasta 1795). A mediados del siglo XVII, las incursiones de Henry Morgan y otros bucaneros a varias colonias españolas en el Caribe hacía crecer la preocupación de la Corona España por la vulnerabilidad de sus colonias; por ello en 1672 el rey Carlos II nombró como presidente de la real audiencia, gobernador y capitán general de Guatemala a Fernando Francisco de Escobedo (quien ya había tenido experiencia con las incursiones piratas en su anterior cargo de gobernador y capitán general de la provincia de Yucatán); para ese entonces el reino guatemalteco no contaba con un ejército permanente y entrenado, originalmente eran los propios encomenderos quienes se encargaban de proteger al reino y de financiarlo cuando había una invasión, para principios del siglo XVII las poblaciones españolas (como ciudad de Guatemala y San Salvador), ante la renuencia de los encomenderos de acudir personalmente, conformaban milicias voluntarias (originalmente compuestas únicamente de españoles y luego desde mediados del siglo XVIII compuestas además por mestizos, mulatos y personas de origen africano no esclavas) que carecían de entrenamiento y no contaban con suficiente pólvora. Ante esto, Escobedo se dedicó a reorganizar, mejorar, ampliar y armar a las tropas ordenando un alistamiento general en el año de 1673; por lo que en la localidad santaneca se conformó una compañía de infantería (probablemente de españoles) compuesta por 92 hombres que contaban con 50 arcabuces y 38 picas y que tenía por capitán al teniente de alcalde mayor Álvaro de Quiroz y Mora, así como también se conformó una compañía de infantería de pardos (mulatos y africanos libres) compuesta por 63 hombres y armados con 3 arcabuces y 14 picas.

#### Encomienda de María Manuela Zavaleta y Guzmán
El 3 de junio de 1678 falleció Cristóbal Valero del Corral sin dejar descendientes ni herederos, por lo que su padre Antonio Valero del Corral dio aviso a la real audiencia guatemalteca de que la encomienda de las poblaciones de Santa Ana, Soyapango, Ilopango y Tonacatepeque había quedado vacante y no había nadie en la voluntad del encomendero anterior para que ocupase la encomienda en segunda vida. Tras ello la real audiencia tardó cuatro años en elegir a una nueva persona para ejercer el cargo de encomendero, tiempo durante el cual el escribano público de San Salvador a través de un fiscal se encargó de recibir el tributo de la encomienda, en 1682 la real audiencia escogió como encomendera a María Manuela Zavaleta y Guzmán, tomando posesión el 28 de abril de ese año.
El 20 de diciembre de 1682, como la toma de posesión de una encomienda incluía presentar a un representante del encomendero ante las autoridades indígenas, llegaron a Santa Ana el escribano real Joseph Aguilar y el comisario general Pedro de Castañeza (quien era tutor y representante de María Manuela Zavaleta), ante ellos llegó el teniente de alcalde mayor Antonio de Vaide, y como testigos estuvieron Fimán Hernández Machuca y los alféreces Domingo de Campos y Diego Muñoz. Posteriormente en el mismo día, el teniente de alcalde mayor Antonio de Vaide y el alférez Domingo de Campos, Fimán Hernández Machuca y el alférez Diego Muñoz junto con el escribano Antonio Salvador Ortiz, se presentaron ante los alcaldes y regidores de la población, los cuales aceptaron a la nueva encomendera y tributar normalmente a ella. María Manuela Zavaleta ejerció la encomienda hasta su fallecimiento siendo sucedida por su prima Francisca de Arrivillaga y Gálvez (a quien había designado como sucesora en segunda vida María Manuela Zavaleta y última encomendera de que se tiene constancia).

### SigloXVIII

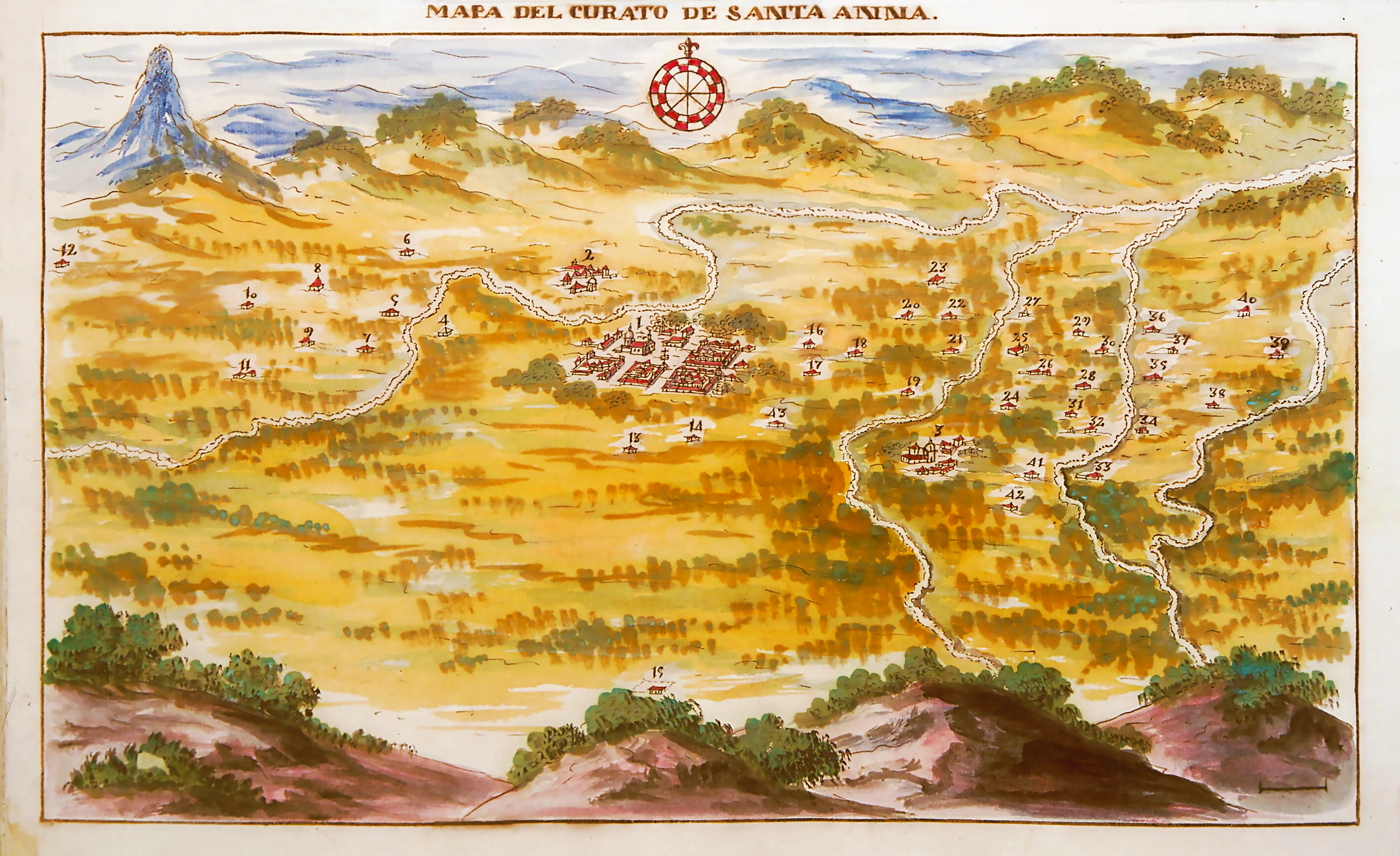
Mapa del curato de Santa Ana en 1770 elaborado por el obispo guatemalteco Pedro Cortés y Larraz sobre la base de su visita pastoral. En el mapa aparece enumerados en orden:
- Santa Ana (como número 1),
- Santa Lucía (como n.° 2),
- Coatepeque (n.º 3),
- Haciendas a varias distancias (enumeradas del 4 al 41),
- Trapiches y Molinos a varias distancias (enumeradas del 41 al 47, es de mencionar que no aparecen todos los trapiches que menciona Cortés y Larraz)

En el siglo XVIII, la población ladina (ya sea mestizo, indígena que se vestían como los peninsulares o españoles pobres) aumenta mientras que la población indígena decrece; a su vez se les permitiría a todas las poblaciones y los barrios de ladinos a tener sus propios cabildos (que actuaba de la misma manera que el de los indígenas) cuando tenían más de 10 habitantes, conformado por un alcalde (que podían ser dos cuando hubiese más de 20 habitantes), un síndico (solamente cuando hubiese más de 30 pobladores) y un escribano. En 1768, la separación residencial entre españoles e indígenas sería abolida en el virreinato de Nueva España (al que dependía el reino guatemalteco desde el siglo XVI) por el visitador José de Gálvez, por lo que a partir de entonces los españoles (tanto criollos como peninsulares) podrán asentarse sin ningún problema lo que también hará que aumente la población de mestizos; a su vez se les permitiría a los españoles adueñarse de parte de las tierras del área rural por lo que el territorio rural es dividido en numerosas haciendas algunas de las cuales serán el comienzo de algún respectivo cantón actual.
Debido a la fundación de la parroquia de Santiago Chalchuapa se crea el curato homónimo teniendo como anexo a Atiquizaya, por lo que el curato de Santa Ana tendría por anexo solamente a las poblaciones de Santa Lucía y San Pedro Coatepeque; por otro lado el partido de Santa Ana es elevado al rango de provincia (únicamente en nivel eclesiástico, y que incluye los curatos de Santa Ana, Texistepeque, Chalchuapa, Metapán y Opico) pero aún seguía siendo gobernada por un teniente de alcalde mayor; así como también el ayuntamiento de San Salvador seguiría nombrando a los alcaldes de la santa hermandad sobre la base de quién decidía comprar dicho cargo. Por otro lado, en el año de 1708 la población empieza a figurar en los documentos como Santa Ana Grande o Santa Ana La Grande.

#### Sucesos desde comienzos delsigloXVIIIhasta 1779
En 1713, la Real Audiencia de Guatemala presidida por el presidente, gobernador y capitán general Toribio José de Cosío y Campa autorizó el gasto para construir un acueducto para que condujese el agua a las poblaciones de Santa Lucía y Santa Ana, para de esa forma introducir el suministro de ese vital líquido en ambas poblaciones, lo que hizo que la población ya no tuviera movilizarse a recoger a traer en cántaros el agua de los ríos cercanos; posteriormente en la década de 1893 se introduciría el servicio de agua potable en cada una de las residencias de la ciudad.
En mayo de 1733, Santa Ana se vio afectada por fuertes temblores y una epidemia de viruela, ante tal situación los habitantes de la localidad ofrecieron fiestas a la virgen del rosario, jurándola como patrona especial a la que le ofrecieron un novenario de misas solemnes, al final del malestar tal celebración se convirtió en una anual de 15 días.
El 21 de marzo de 1734, en la plaza pública de Santa Ana y en presencia de Diego Arias (cura de Caluco), José Guillén (cura de Mita), Juan de Cabrera (cura de Metapán), y Juan de Dios Cid (cura de Texistepeque), el obispo guatemalteco Juan Gómez de Parada consagró las campanas de las poblaciones de los curatos de Santa Ana, Texistepeque, Metapan, Opico, Ahuachapán, y Chalchuapa. De estas campanas, dos fueron para la población de santaneca (una grande con un peso de 50 arrobas (lo que es igual a 1250 libras o 575.1 kg) dedicada a señora Santa Ana, y una pequeña dedica a la virgen del Rosario) y una para la patrona del pueblo de Santa Lucía.
En 1740, el alcalde mayor de San Salvador Manuel de Gálvez Corral sacó su libro titulado Relación Geográfica de la Provincia de San Salvador donde expone la situación que para ese tiempo se encontraba el territorio de la alcaldía mayor de San Salvador. Dejando estipulado a que para ese entonces Santa Ana grande poseía una población conformada de la siguiente manera: 23 familias de españoles (alrededor de 85 españoles), 265 indígenas tributarios (es decir alrededor de 981 indígenas) y 617 mestizos (aproximadamente 2283 mestizos); en total la localidad tenía 3349 habitantes; de estos se conformaban 4 compañías (2 de infantería y 2 de caballería) para la custodia y ayuda de la población; por otro el documento también expone que en la localidad santaneca se fabricaba las fibras de las que se hacen mecates (un tipo de cuerda hechas de maguey), también menciona que afuera de los límites de la población se encontraba un ingenio para fabricar hierro y un molino de harina. Asimismo, el alcalde mayor Gálvez menciona que Santa Lucía tenía para ese entonces 65 indígenas tributarios (lo que es igual a 241 indígenas). Por otro lado, en el área rural de la población santaneca (como en la de Santa Lucía, Santiago Chalchuapa, San Sebastián Texistepeque y San Pedro Coatepeque) se cultivaba maíz, frijol y algodón, y se criaban gallinas.
Desde el siglo XVI, la enseñanza de los indígenas (que no estaban en manos de órdenes religiosas: dominicos, franciscanos y mercedarios) estaba en manos del párroco y sacerdotes del curato donde se ubicaba la población; tal enseñanza comprendía tanto la doctrina cristiana como a aprender a leer y escribir en el respectivo idioma indígena de la localidad, que en el caso de Santa Ana era el nawat o pipil. Esa situación cambió en el siglo XVIII por la real cédula dada por el rey Fernando VI el 5 de junio de 1754, en la que se ordenaba que se enseñase a los indígenas la lengua española, escritura, lectura y doctrina cristiana; la educación sin embargo seguiría estando a cargo de curas seculares (únicamente en poblaciones como Santa Ana que no estaban en manos de órdenes religiosas; las que los estaban, como la vecina población de Texistepeque que estaba en manos de los franciscanos, serían secularizadas para que la educación de los indígenas fuese llevada por curas seculares), esto último se modificaría en la real cédula dada por el rey Carlos III el 14 de agosto de 1768 en la que se ordenaba que la enseñanza de gramática, retórica, geometría y artes se llevarían a cabo en escuelas menores (diferentes e independientes de los seminarios) a cargo de maestros seculares; estos decretos llevarían a la creación de escuelas de primeras letras en todas las poblaciones con habitantes indígenas y ladinos de la alcaldía mayor salvadoreña incluyendo la localidad santaneca.
En 1770 pasa por la población el obispo guatemalteco Pedro Cortés y Larráz e informa que para ese entonces en la localidad habitaban principalmente españoles y ladinos (mestizos, españoles pobres, y/o indígenas que se vestían como los peninsulares) y pocos indígenas. Habiendo en total 138 familias de indígenas (que suman un total de 635 personas), mientras que las familias de ladinos y españoles (que vivían principalmente en las haciendas) sumaban un total de 589 familias (con un total de 4106 personas), habiendo un total de 4741 habitantes; mientras que en el pueblo de Santa Lucía había 54 familias de indígenas (que sumaban un total de 244 personas). Asimismo, la parroquia central era administrada por el párroco Juan Bautista Collados y el coadjutor presbítero Joaquín Joseph Castañeda, y además se encontraba como vicario provincial Antonio Vega, tal parroquia era cabecera del curato de Santa Ana y seguía teniendo por anejos a los pueblos de Santa Lucía Chacalcingo (actualmente barrio de Santa Lucía de Santa Ana) y Coatepeque, a la vez que dicho curato contaba con 38 haciendas (entre las cuales uno eran un ingenio de fabricación de hierro), 2 molinos de harina y 43 trapiches. A su vez, el obispo Cortés y Larraz informa que la localidad tenía buenas y ordenadas calles y bastantes casas buenas cubiertas con teja, y además menciona que el idioma que se habla y se escucha normalmente era el castellano, que la mayoría de los habitantes de localidad acostumbraban a ir durante Semana Santa a Esquipulas, y que en la localidad se forman varias escuelas para los ladinos pero que no se mantenían y que en los indígenas no se ha podido formar escuelas de leído. Por otro lado, debido a que el obispo de Cortés y Larraz (con anterioridad a su visita al curato de Santa Ana) había traslado el pueblo de San Pedro Chicunquetzal (hoy Nueva Concepción en el departamento de Chalatenango) del curato de Texistepeque al curato de Tejutla (ya que a los pobladores de dicha población les era más fácil trasladarse a la parroquia central de dicho curato) y porque al quitarle dicha población al curato de Texistepeque tal curato quedaba muy disminuido (ya que en dicho curato solamente quedaban los pueblos de San Sebastián Texistepeque y San Juan Atempa-Masahua), el obispo Cortés y Larraz decide trasladar 16 haciendas del curato de Santa Ana al curato de Texistepeque.
En 1775, siendo teniente de alcalde mayor José Larreinaga y debido al rápido crecimiento de la población, se organizó a la población en barrios alrededor del centro de la localidad, siendo estos los primeros barrios, estos eran: Santa Cruz, San Juan, Tahuilapa o San Sebastián y Santa Bárbara.
En el año de 1775, la real audiencia guatemalteca recibe un informe acerca de los autos de la competencia de jurisdicción administrativa entre el teniente de alcalde mayor y el alcalde de la Santa hermandad en la ciudad santaneca. Hay que entender que en esa época Santa Ana era un pueblo de indios y de ladinos que (aunque los indígenas contaban con sus propios alcaldes estos no tenían mayor función que el de ser vigilantes del buen comportamiento de los indígenas (a los que podía meter a la cárcel ante falta grave) y representantes de estos ante las autoridades española; así como también podían vigilar el comportamiento de ladinos (mestizos, españoles pobres e indígenas castellanizados, aunque estos podían tener sus propios alcaldes, y ser agrupados en un valle o caserío propio), mulatos y africanos) no contaba con un ayuntamiento propiamente dicho, por lo que al formar parte (en lo civil y judicial) de la provincia de San Salvador (una de las 3 provincias en que se dividía la alcaldía mayor de San Salvador) se la consideraba dentro de la jurisdicción de la municipalidad de San Salvador (desde principios de la época colonial hasta el año de 1806) por lo que está tenía el derecho derecho de nombrar "alcaldes de la santa hermandad" para administrar justicia en las áreas rurales en las cuales podía sustanciar la causa y dictar sentencia; en cambio el teniente de alcalde mayor era (como representante del alcalde mayor) la máxima jurisdicción civil y criminal en primera instancia de la tenencia o partido que tenía encargado. Las causas judiciales de los españoles (peninsulares y criollos) eran llevados por esos dos cargos (alcaldes de la santa hermandad y tenientes de alcalde mayor), el problema se causaba cuando el teniente de alcalde mayor quería conocer los problemas del área rural (como robo de ganado o disputas de tierras) sin que estos pasasen primeramente por el juicio de los alcaldes de la santa hermandad. Este problema si bien era algo que se daba comúnmente durante la existencia de la Alcaldía Mayor de San Salvador, es sin embargo el único caso registrado en que dicho problema se dio en la población santaneca.

#### Implementación de las reformas borbónicas
En 1779 toma posesión como presidente de la real audiencia, gobernador y capitán general de Guatemala Matías de Gálvez y Gallardo de Madrid y Cabrera quien se encargaría de comenzar la implementación de las reformas borbónicas (la reorganización territorial y el mejoramiento institucional que los monarcas españoles pertenecientes a la dinastía de los Borbones impulsaron luego de que Felipe V (primer rey de dicha dinastía) lograse la victoria en la guerra de sucesión española) en el reino guatemalteco, por lo que luego llegar a dicho cargo se dispuso a crear el ejército permanente del reino de Guatemala siguiendo las ordenanzas del rey Carlos III; entre las acciones llevadas a cabo por Matías de Gálvez para llevar a cabo tal propósito fue el de mejorar la unidad militar permanente de la localidad santaneca elevándola al rango de batallón, el cual estaría conformado por dos compañías con 100 soldados cada una (estando en total el batallón santaneco conformado por 200 soldados) dirigidas por un coronel, siendo el primer comandante de tal batallón el coronel Josef de Navas.
En 1780, debido a la guerra anglo-española (que se suscitó entre 1779 y 1783) en la cual la monarquía española en apoyo a la independencia de las Trece Colonias (que posteriormente formarían los Estados Unidos) le declara la guerra al Reino Unido de Gran Bretaña, el batallón santaneco participa de la reconquista de Omoa y de la campaña de La Cribá junto con otras milicias del reino guatemalteco liderados en conjunto por el presidente de la real audiencia, gobernador y capitán general guatemalteco Matías de Gálvez. Posteriormente en 1782, el batallón de la localidad santaneca junto con milicias de Amatitlán, Sacatepequez, Chiquimula, San Salvador, León, Nueva Segovia, Olancho, Tegucigalpa y Comayagua, partieron nuevamente bajo el mando del presidente de la real audiencia, gobernador y capitán general guatemalteco Matías de Gálvez, está vez para recuperar la isla de Roatán que había sido ocupada por segunda vez por los ingleses; logrando el 16 de abril de 1782 recuperar la isla tras incendiar 600 casas y haber tomado como prisioneros a toda la guarnición, en tal combate se distinguieron los 200 soldados santanecos que habían sido uniformados y equipados por el coronel y comandante de ese batallón Josef de Navas.
El 17 de septiembre de 1785, por real cédula dada por el rey Carlos III la alcaldía mayor de San Salvador es convertida en una Intendencia, naciendo así la Intendencia de San Salvador, de la cual Santa Ana fue sede de uno de sus 4 partidos que se encontraba subdivido en los distritos de Metapán y Santa Ana, estando este última formado por las poblaciones de Santa Ana, Santa Lucía, Coatepeque, Chalchuapa y Texistepeque. Por otro lado, al ser Santa Ana sede de un partido en ella habitaba un subdelegado de la real hacienda (que vendría a sustituir a los tenientes de alcalde mayor) que se hacía cargo de la administración del partido y del distrito al que pertenecía esta localidad; específicamente se hacía cargo de las causas de hacienda y guerra, pero debido a que la localidad santaneca no contaba con ayuntamiento también se encargaba de las causas de justicia y policía. Siendo el último teniente de alcalde mayor fue Félix Mir (quién había ocupado ese puesto desde el 23 de junio de 1777 cuando el alcalde mayor de San Salvador Manuel Fadrique y Goyena lo nombró para ese puesto), mientras que el primer subdelegado de la real hacienda fue Salvador Mariano de Cubtiño, quien fue designado en agosto de 1786 por José Ortiz de la Peña (primer intendente de San Salvador) con el cargo de juez preventivo (ya que la intendencia aún estaba organizándose para el momento de su nombramiento) para luego convertirse en subdelegado de la real hacienda.
Debido al aumento de la población española, el intendente de San Salvador (según la facultad que le concedía el artículo 40 de la ordenanza de intendentes) designaría cada año para la población santaneca alcaldes locales que se encargarían de vigilar el buen comportamiento de la población no indígena de la localidad; asimismo, el ayuntamiento de San Salvador seguiría nombrando alcaldes de la santa hermandad para administrar justicia en el área rural. Esto suponía una pérdida de jurisdicción de los ayuntamientos tradicionales, ya que antes de la implementación del sistema de intendencias era el propio ayuntamiento de San Salvador quién recibía y administraba justicia a la población española de la localidad en lo referente al buen comportamiento de estos fuera del área rural, por lo que en el año de 1788 el ayuntamiento de San Salvador se queja ante la real audiencia guatemalteca por la pérdida de jurisdicción en la localidad santaneca (a la que consideraba un distrito clave); sin embargo tal sistema subsistiría y se mantendría, y sería el comienzo de la obtención de autonomía de la localidad santaneca (con respecto al ayuntamiento de San Salvador) que se concretaría con la erección del ayuntamiento propio de la población santaneca en el año de 1806.
En la década de 1790, Santa Ana se encontraba organizada en los barrios de Santa Cruz, El Calvario o San Juan, Santa Bárbara y Tahuilapa (posteriormente llamado San Sebastián); la población tenía en total dos templos (la parroquia central y la iglesia de Santa Cruz), 3 ermitas (Santa Bárbara, San Juan y San Sebastián) y se empezó a construir una iglesia dedicada a la virgen de Belén pero no se terminó; en esa década de 1790 el subdelegado de la real hacienda y receptor de alcabalas Salvador Mariano de Cubtiño arregló la población y ubicó a los indígenas en un solo barrio denominado barrio España y los demás barrios quedaron repartidos entre españoles y ladinos, Cubtiño a su vez prohibió que se hablara el Nawat y castigó a todo aquel que desobedeciese, debido a ello los indígenas dejaron de hablar el nawat y pasaron a hablar únicamente español; aunque el barrio España fue fundado como barrio indígenas, su vecindario siempre estuvo compuesto de indígenas, españoles y ladinos; después de la independencia española y debido a que tal barrio no contaba con parroquia propia, se lo unió al barrio San Juan, desde ese momento al propio barrio San Juan se lo llamó San Juan Calvario, mientas que a lo que era el barrio España se lo llamó San Juan Indígenas; posteriormente en la década de 1850 los indígenas fundarían en el barrio San Juan Indígenas un oratorio dedicado a San Lorenzo y a partir de entonces se conocería a ese barrio como San Lorenzo.

### Principios delsigloXIX
Entre 1800 y 1802, Santa Ana se vio azotada por una epidemia de chapulín que dañó y destruyó totalmente las sementeras o terrenos de siembra de los pobladores y ocasionó hambruna; está fue una plaga que afectó a varias localidades del reino de Guatemala desde que empezó en Nicaragua en el año 1797 hasta su total desaparición en 1802.
Los alcaldes ordinarios electos en el 1 de enero de 1803 para regir ese mismo año eran don Francisco Antonio Méndez, alcalde de primer voto, y don Mariano Castro, alcalde de segundo voto.
En 1806, el procurador de Santa Ana Juan José Aguilar se presentó ante el presidente de la real audiencia, gobernador y capitán general de Guatemala Antonio González Mollinedo y Saravia para pedirle la creación del ayuntamiento de Santa Ana; la real audiencia aceptó tal solicitud y el 22 de noviembre de ese año de 1806 fue creado el Ayuntamiento del pueblo de Santa Ana, quedando los cargos repartidos de esta forma: como alcalde provincial José Mariano Castro, como regidores sencillos Domingo Figueroa y Mariano Menéndez, como alférez real Fernando Méndez, y como alguacil mayor Santiago García. Este nuevo ayuntamiento tendría por jurisdicción todo el distrito de Santa Ana, por lo que las poblaciones de Santa Lucía, Coatepeque, Chalchuapa y Texistepeque quedaban incluidas dentro del territorio del nuevo municipio, por lo que tal ayuntamiento nombraba los alcaldes pedáneos que se hacían cargo de impartir justicia en alguno de esas poblaciones.
En 1807, el intendente Antonio Gutiérrez y Ulloa publicó su libro Estado General de la Provincia de San Salvador donde deja constancia del estado en que se encontraba la intendencia de San Salvador para ese tiempo; en tal documento menciona que para ese entonces el distrito de Santa Ana (cuya extensión era de 12 leguas de norte a sur, y 19 leguas de este a oeste) estaba conformado por 3 curatos con 5 pueblos, 34 haciendas, 26 sitios y 20 ranchos, con una población total de 10 529 personas de las cuales 206 son españoles, 6856 mulatos o ladinos (incluye africanos, mestizos e indígenas castellanizados) y 3469 indígenas; por otro lado, el intendente Gutiérrez apunta que en Santa Ana cuenta con un ayuntamiento presidido por 2 alcaldes ordinarios (como era lo normal en las poblaciones españolas como San Salvador, San Vicente o San Miguel; lo que la equiparaba a estas) desde principios de ese año de 1807, y que en ella reside un subdelegado de la real hacienda y otros empleados que trabajaban en la receptoría de alcabalas, estafeta de correos, estanco de tabaco y estanco de aguardiente que hay en la población; a su vez menciona que a pesar de ser una de las mejores poblaciones no cuenta con edificios públicos (cabildo y casas consistoriales); finalmente, describe que la población de la localidad se dedicaba únicamente a fabricar tejidos de algodón y a cultivar arroz, caña dulce, maíz, frijol, raíces (que consumían con cierta porción de azúcares) y añil (que se lo destinaba al comercio).
En el año de 1808, España es invadida por Napoleón por lo que el rey Carlos IV y su hijo Fernando VII se ven obligados a abdicar al trono; tras eso el territorio peninsular se divide en 2, uno controlado por las franceses y otro independiente de estos que buscara recuperar la independencia de España (durante la guerra de independencia española), sería en ese último donde se formaría la Junta Suprema Central que convocaría en enero de 1809 a todos los territorios españoles para la elección de diputados que los represente en la Junta Suprema (específicamente, tanto la capitanía general de Guatemala como los de virreinatos y demás territorios autónomas tenían que elegir un diputado cada uno). Tal elección se llevaría a cabo en los cabildos los cuales tendrían que proponer tres candidatos que fuesen de notoria probidad, talento e instrucción; de estos el ayuntamiento tendría que escoger a uno por sorteo, que se reunirían con los demás del resto de ayuntamientos del reino en la capital guatemalteca donde por sorteo del Real Acuerdo (el capitán general y los oidores de la audiencia) se escogería una terna de 3 candidatos, de donde el real acuerdo escogería al representante del reino a la Junta Suprema. En el caso del ayuntamiento santaneco, por común acuerdo entre los 8 miembros del cabildo, se eligió a tres de sus ciudadanos: José Miguel Cárcamo (alcalde ordinario de 2.º voto ese año), Domingo Figueroa (regidor en ese año), y José Ciriaco Méndez (regidor con el cargo de alférez real ese año); de estos el escogido por sorteo del ayuntamiento fue Domingo Figueroa quién participaría el 3 de marzo de 1810 del sorteo final en el que ganaría Manuel Pavón (propuesto por el ayuntamiento de Cartago, el cual al igual que los demás diputados españoles no pudo participar en la Junta Suprema debido a que está ya se había disuelto).
El 2 de febrero de 1810 se instala oficialmente el Concejo de Regencia de España e Indias que vino a sustituir a la Junta Suprema Central, posteriormente el 1 de marzo de ese mismo año convoca a los reinos americanos a elegir diputados (permitiendo en esta ocasión que cada intendencia pueda elegir a un diputado). Luego de ello, entre julio y octubre de ese mismo año los ayuntamientos de la Intendencia de San Salvador juraron sus fidelidad a este nuevo concejo, específicamente el 6 de octubre de ese mismo año el ayuntamiento santaneco jura fidelidad al nuevo concejo, tal documento sería firmado por: Domingo Figueroa, José Ciriaco Méndez, Santiago García, Mariano Menéndez y Pedro Miguel Rodríguez.
El historiador eclesiástico Domingo Juarros, en el año de 1810, deja constancia en su obra Compendio de la historia de la ciudad de Guatemala que el pueblo de Santa Ana Grande tiene una población numerosa que pasa de 6000 habitantes y que estaba conformada por 338 españoles, 3417 ladinos y los demás son indígenas; y además apunta que la parroquia es muy capaz, que en la población reside el subdelegado del intendente de San Salvador, que había estafeta de correo y que tenía un regimiento de milicias conformado por 567 soldados.
Para el año de 1811, según información del intendente Antonio Gutiérrez y Ulloa como complemento de su obra "Estado General de la provincia de San Salvador", se encontraba como subdelegado de la real hacienda Santiago García (el cual había sido nombrado para tal cargo por el intendente Antonio Gutiérrez y Ulloa el día 14 de agosto de 1809) que obtenía como salario 150 pesos (lo que es igual $17.14); asimismo, se encontraba como vicario y párroco del curato de Santa Ana el presbítero Manuel Ignacio Carcamo, quién tomó posesión de dicho cargo el 6 de febrero de 1805 y que contaba con sínodo doctrinal compuesto por 183 religiosos y 6 sacerdotes; al lado de dicho párroco se encontraban como padres coadjutores los presbíteros José María Campos y José Francisco Rendón. Por otro lado, el distrito santaneco para ese entonces producía: 8284 fanegas de maíz que se vendían a 3 pesos la fanega con lo que se obtenían 24 852 pesos (lo que es igual a $2840,23), 1992 arrobas de arroz a un precio de 1 peso la arroba por lo que se obtenía 1992 pesos (que es igual $227,66), 258 fanegas de frijoles costeadas a 6 pesos obteniéndose un total de 1548 pesos (lo que sería igual a $176.91), 98 610 racimos de plátanos a 1 real cada racimo, por lo que se obtenían mismo número de reales (es de recordar que un pesos es igual a 8 reales, 1 peso igual a 1 colón, 1 dólar igual a 8.75 colones; por lo que 98 610 reales daría igual a $1408.71), 84 220 matas de raíces a 1 real cada 4 matas, dando un total de 21 055 reales (iguales a $300.79), 6086 arrobas de azúcar a 2 pesos la arroba dando un total de 12 172 pesos (iguales a $1391,09), 1684 arrobas de panela costeadas a 1 peso cada arroba por lo que se obtenían el mismo número de pesos (lo que significa un total de $192,46), 778 reses a 10 pesos por cabeza, obteniéndose un total de 7780 pesos (que es igual $889,14), 684 cerdos a 8 pesos la cabeza, obteniéndose un total de 5472 pesos (lo cual es igual a $625.37), 28 668 libras de añil a 11 reales con lo que se obtenía un total de 315 348 reales (que es igual a $4504,97), 634 arrobas de aguardiente a 12 pesos la arroba con lo cual se obtenía un total de 7608 pesos (que es igual a $869,49), y 9 fanegas en estancos a 10 pesos por mes obteniéndose un total de 90 pesos cada mes o 1080 pesos cada año (igual a $10.29 por mes o $123.43 por año); en total, en el distrito santaneco se obtenía 118 565 pesos (lo cual es igual a $13 550,29).

## Independencia

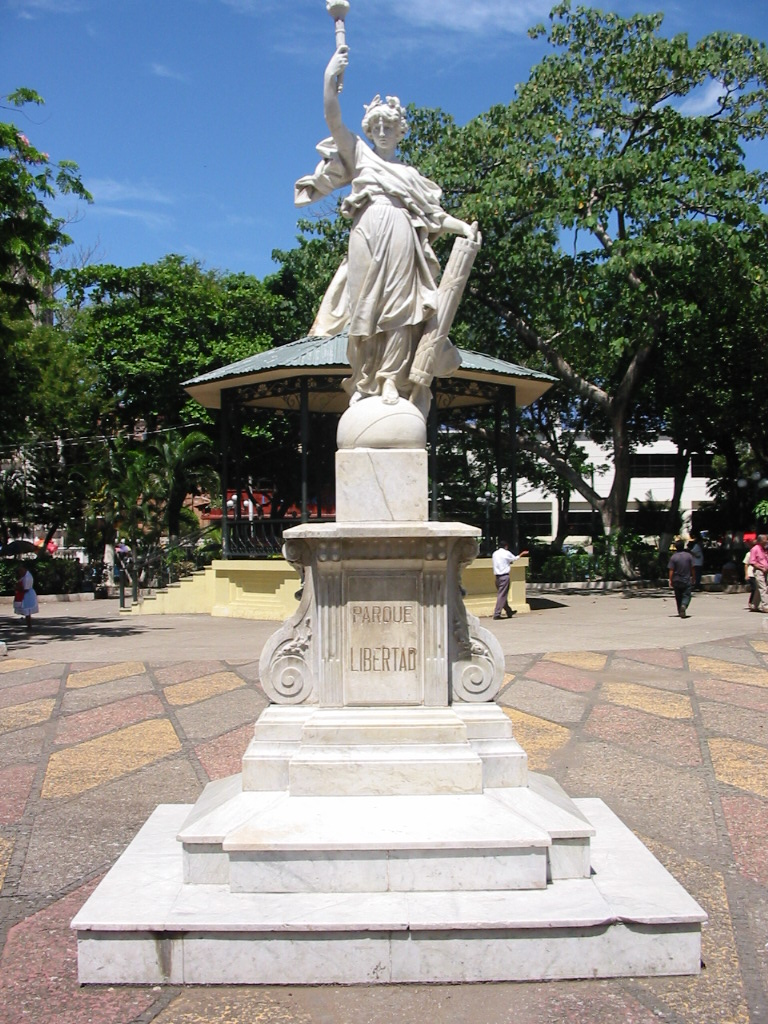
Monumento a la Libertad

### Movimiento independentista de 1811
El 5 de noviembre de 1811 se suscita el primer movimiento independentista en San Salvador contra la autoridad del intendente Antonio Gutiérrez y Ulloa, el cual es depuesto por dicho movimiento y sustituido por José Mariano Batres y Asturias, tras lo cual se envía una invitación a las poblaciones de la intendencia para unirse a dicha causa, por lo que el 11 de noviembre de 1811 el ayuntamiento santaneca presidido por los alcaldes ordinarios Mariano Menéndez y Bartolomé José Telles junto con el presbítero Manuel Ignacio Carcamo (párroco de la iglesia principal de la población) escriben al capitán general y presidente de la real audiencia Juan de Bustamante y Guerra rechazando la invitación de los independentistas y declarándose leal a la autoridad colonial.
Aunque las autoridades de la población no dieron su apoyo al Movimiento Independentista de 1811, los habitantes del barrio España de la localidad santaneca lo secundaron, tal movimiento empezó a gestarse en la noche del sábado 16 de noviembre cuando más de 600 personas provenientes del barrio España y de los alrededores volcán de Santa Ana se reunieron en casa de José Irene Aragón (cabeza o líder del barrio España) siendo dirigidos por Francisco Reyna (quien era el líder principal junto con su esposa Dominga Fabia), Tiburcio Morán, Eustaquio Linares y Roberto Quintana; todos se aposentaron en casa de José Irene Aragón, y al día siguiente (domingo 17 de noviembre de ese año), todos se amotinaron y levantaron voces contra las autoridades para que estas quitasen los tributos, estanco de tabaco y aguardiente, las alcabalas y los fondos con los que contribuyen los descendientes de africanos, y que se fueran de la localidad todos los españoles tanto peninsulares como criollos y que si el cabildo no lo hacía ellos los harían con su propia autoridad. Como el movimiento crecía con el paso de las horas, el cabildo acordó alistar a todos aquellos que estaban a favor de las autoridades coloniales y que se presentaran voluntariamente, con ellos se logró capturar a Juan de Dios Jaco y su esposa Juana Evangelista, a Lucas Morán y su esposa Anselma Asencio, a Bruno Rosales, y a Dominga Fabia (esposa de Francisco Reyna); posteriormente en la noche del 23 de noviembre se capturó a Francisco Reyna y a Ramón Salazar; todos ellos fueron puestos en prisión.
La noticia de lo sucedido en San Salvador llegó a la capital del reino guatemalteco el 10 de noviembre, y para solucionar tal situación el cabildo guatemalteco con el respaldo del capitán general nombra una comisión conformada por José de Aycinena, José María Peinado, y fray Mariano Vidaurre, los cuales se encargarían de negociar con los independentistas.name. El 19 de noviembre, la comisión partió de la capital del reino guatemalteco llegando a la localidad santaneca el 22 de noviembre, en donde se encargaron de pacificar las poblaciones de Tejutla, Metapan y Chalatenango (que también habían vivido insurrecciones relacionadas con dicho movimiento), Aycinena dispuso que se encarcelarán únicamente a los líderes de las insurrecciones y no a aquellos que habían tenido una participación menor. Posteriormente, el día 3 de diciembre la comisión se trasladó a San Salvador donde negociaron con los líderes del movimiento y lograron terminar el conflicto sin ningún problema, tras lo cual Aycinena asumió el cargo de intendente.
La mayoría de los presos de la insurrección del 17 de noviembre fueron liberados poco tiempo después de su captura, a excepción de Francisco Reyna, quien junto a otros próceres salvadoreños serían encarcelados en Guatemala donde estuvieron presos hasta 1818, cuando todos los próceres centroamericanos fueron liberados por un indulto dado por el presidente de la real audiencia, gobernador y capitán general de Guatemala Carlos Urrutia y Montoya.

### Otros sucesos entre 1811 y 1814
El 19 de marzo de 1812 entra en vigencia la constitución de Cádiz (primera constitución española) por lo que a partir de entonces la Intendencia de San Salvador pasaría a ser un partido de la Provincia de Guatemala, por lo que los subdelegados serían reemplazados por un jefe político subalterno, así como también se le daría oportunidad a cada población, con el título de pueblo y con más de 1000 habitantes, para conformar su propio municipio que estarían en igualdad de condiciones con los demás ayuntamientos establecidos anteriormente (en el caso de la localidad santaneca este sería el caso de Chalchuapa, Texistepeque y Coatepeque; la excepción sería Santa Lucía que aún seguiría siendo una pedanía de la municipalidad santaneca); esto último causaría malestar a las autoridades municipales de Santa Ana y los demás ayuntamientos establecidos antes de la entrada en vigencia de dicha constitución por lo que buscarían hacer todo lo posible para mantener íntegro su jurisdicción original.
Debido a que las autoridades de la población no apoyaron el Movimiento Independentista de 1811 y se mantuvieron leales a la autoridad establecida, el capitán general y jefe político superior de Guatemala José de Bustamante y Guerra solicitó a la Suprema Regencia que le concedieran el título de villa a la localidad santaneca y el rango de canónigo al cura vicario presbítero Manuel Ignacio Carcamo. El 11 de julio de 1812, las Cortes Generales en sesión ordinaria concedieron a la Suprema Regencia la autorización para conceder dichos títulos; por lo que el 15 de julio del mismo año, el Supremo Concejo de Regencia le concede al pueblo de Santa Ana el título de villa; sin embargo el presbítero Cárcamo no recibió el cargo de canónigo de la catedral guatemalteca.
En diciembre de 1812 se celebraron las primeras elecciones, en la villa santaneca y en las demás colonias españolas, en las que se elegiría a los miembros de los ayuntamientos para el siguiente año, el procedimiento para elegirlos era que cada varón mayor de 21 años con ciudadanía española (sean peninsulares, criollos, indígenas o descendientes de africanos) se reunirían en la plaza pública en donde votarían por los candidatos habidos y se designaría un elector por cada 200 habitantes; luego en el mismo mes los electores se reunirían y votarían cada uno por quienes habían recibido más votos en su respectivo grupo de 200 personas, de esa forma elegirían a los alcaldes, regidores y síndicos procuradores, que empezarían a ejercer sus funciones el 1 de enero del siguiente año. En el caso de la villa santaneca, en tal elección resultaron elegidos como alcaldes Domingo Figueroa (Alcalde de primer voto) y José Agustín Aguilar Rodríguez (alcalde de segundo voto).
En el año de 1813, los alcaldes y regidores de Chalchuapa informaron a la Real Audiencia guatemalteca acerca de que luego de que llevaran a cabo las elecciones de sus autoridades municipales (acto al que asistió el alcalde de segundo voto de Santa Ana) las autoridades municipales de Santa Ana les anularon el cargo de síndico debido a que consideraban que ese cargo era únicamente una atribución de los ayuntamientos españoles. Esto hizo que las relaciones entre las autoridades municipales de Santa Ana y Chalchuapa fueran tensas; por lo que Real Audiencia guatemalteca recibía informes acerca de que cuando el ayuntamiento chalchuapaneco buscaba enjuiciar o condenar a alguien, dicha alcaldía recibían un llamamiento del ayuntamiento santaneco acerca de que estaba sobrepasando sus funciones. La situación llegó al punto que el alcalde de primer voto de Chalchuapa José Policarpo Escobar llegó a considerar que sus población tenía la suficiente población española como para organizar y sostener la autoridad jurisdiccional ya que consideraba que el ayuntamiento santaneco había intervenido ante el intendente para que se reconociese su jurisdicción. Sin embargo, la diputación provincial guatemalteca resolvió a favor de Chalchuapa el 7 de diciembre de 1813, por lo que está tendría la facultad para establecerse como municipio y quedaría encargado al intendente José María Peinado establecer los límites del nuevo municipio.
El 24 de enero de 1814 se suscita el segundo movimiento independentista en San Salvador contra la autoridad del intendente José María Peinado, tal movimiento estuvo liderado por el alcalde de segundo voto de San Salvador Pedro Pablo Castillo el cual envió circulares a todas las poblaciones de la intendencia para que se unieran a la causa, ante tal suceso el ayuntamiento de la villa santaneca escribió al capitán general y jefe político superior de la provincia de Guatemala José de Bustamante y Guerra declarándose leal a la Corona española y ofreciendo su ayuda en cuanto se requiriese. Sin embargo, tal movimiento no tuvo el éxito esperado logrando el intendente Peinado controlar la situación y restablecer el orden.

### Sucesos durante el restablecimiento del absolutismo en territorio español
El 22 de marzo de 1814, la monarquía española es restablecida con el regreso de Fernando VII al territorio español, él cual promulga un decreto el 4 de mayo por el cual restablece el absolutismo y declara nula la constitución de Cádiz, por lo que las instituciones locales vuelven a su estado de antes de la crisis monárquica. El 30 de julio de ese mismo año el rey Fernando VII emite una real cédula ordenando la disolución y extinción de los ayuntamiento constitucionales en todos las poblaciones del reino guatemalteco, lo que permite al ayuntamiento santaneco (así como el resto de los ayuntamientos establecidos antes de invasión napoleónica de España) restablecer su preeminencia jerárquica sobre las demás poblaciones del distrito (Chalchuapa, Texistepeque y Coatepeque).
En enero de 1816, el alcalde primero de Atiquizaya (uno de los alcaldes de ladinos de esa población que en ese entonces era un pueblo que se encontraba en la jurisdicción del ayuntamiento de Sonsonate y por lo tanto pertenecía a la Alcaldía Mayor de Sonsonate) Pedro Grijalva informa al alcalde mayor de Sonsonate Mariano Bujons acerca de que el ayuntamiento santaneco había designado a Nazario Castro y a Juan Francisco como alcaldes pedáneos para las haciendas San Antonio y San Pedro respectivamente; además, el alcalde provincial de la santa hermandad de Santa Ana (es decir aquel a quién el ayuntamiento encargaba la tarea de velar por el área rural del municipio y supervisar el trabajo de los alcaldes de la santa hermandad dispuestos en las haciendas donde había poca o nula población española) había dicho a Grijalva que no tenía que seguir las órdenes del alcalde mayor sonsonateco. Por ello el alcalde mayor de Sonsonate Mariano Bujons dispuso a un juez para comparecer a testigos que probaran que tales haciendas pertenecían a la alcaldía mayor sonsonateca, uno de dichos testigos fue el teniente Tedoro Salazar (dueño de la hacienda San Juan) quién declaró que su hacienda y la de San Pedro (perteneciente en ese entonces a Juan Calderón) pertenecían a la jurisdicción de Sonsonate, e igualmente hizo el dueño de la hacienda San Juan capitán Luis Hidalgo. Tal situación no llegó a generar ningún problema, pasando como un ligero incidente.
En enero de 1818 vuelve a suscitarse el problema jurisdiccional de las haciendas San Juan, San Pedro y San Antonio debido a una nota enviada por el alcalde de los indígenas de Chalchuapa Leandro Calderón al alcalde indígena de Atiquizaya para resolver ese problema; por ello el cabildo de Atiquizaya le comunicó al alcalde mayor sonsonateco Mariano Bujons que la razón de ese problema es porque los dueños de tales haciendas residen en Chalchuapa. Ante esto el ayuntamiento santaneco solicitó al asesor letrado Isidro Marín a que nombrara un juez preventivo para resolver ese problema, por lo que se nombró el 19 de enero de ese año a Pedro José Amaya (habitante de Chalchuapa) para dicho cargo. En marzo de ese año, Amaya le remitió una queja al alcalde mayor Bujons debido a que había designado alcaldes pedáneos en las haciendas San Juan y San Pedro, además que le solicitó al alcalde mayor que lo comisionase para poder ejercer su labor como juez en las poblaciones de la alcaldía mayor. Sin embargo, las investigaciones llevadas a cabo por Amaya también provocaron el enojo del comisionado de la hacienda San Juan Cornelio Ayala, quién había sido designado a tal puesto por Bujons, por lo fue con varios habitantes armados a buscar a Amaya. Ante esta situación el intendente de San Salvador Simón Gutiérrez se comunicó con Bujons para que cada uno buscase los medios para tranquilizar a sus respectivos territorios, por ello Bujons dispuso al justicia de Atiquizaya Luciano Mendoza para comparecer a testigos; dichos testigos informaron que si bien los dueños de las haciendas vivían en Chalchuapa, tales haciendas estaban en territorio de Sonsonate. El 30 de junio de ese año el cabildo santaneco, presidido por los alcaldes Juan José Sandoval y Manuel de Ariza, le escribió a Bujons para que apartase a los jueces comisionados de dichas haciendas. Sin embargo, el 6 de julio de ese año el alcalde mayor Bujons decretó que no permitiría ninguna competencia de los alcalde ordinarios santanecos a través de su juez preventivo. Este conflicto sería resuelto por la real audiencia guatemalteca que sentenciaría a favor de Sonsonate por lo que tales haciendas permanecerían en jurisdicción de dicha población.
El 8 de febrero de 1819, el ayuntamiento santaneco presidido por los alcaldes José María Gallardo (alcalde de primer voto) y Mariano Menéndez (alcalde de segundo voto) escriben al ministro de gracia y justicia Juan Esteban Lozano de Torres donde dan gracias al rey Fernando VII por haber restituido en el cargo de intendente a José María Peinado y en donde elevan petición al monarca para que aprueba el título de villa que fue concedido por el concejo de regencia.

### Restablecimiento de la constitución española
En marzo de 1820, debido a que la revolución dirigida por Rafael de Riego había hecho que el rey Fernando VII restableciera la constitución de Cádiz de 1812. El 22 de marzo de 1820, el rey Fernando VII convocaría a elecciones para diputados a Cortes, tales elecciones se llevarían a cabo los días 20, 21 y 22 de septiembre de dicho año, para dichas elecciones la intendencia de San Salvador fue dividida en 2 provincias electorales: San Salvador y San Miguel, donde a la villa santaneca le tocaría votar para elegir a diputado por San Salvador; siendo el ganador de dicha elección el vicario presbítero José Matías Delgado. Sin embargo, aunque la instalación de las Cortes se dio el 1 de marzo de 1821, la intendencia de San Salvador no había podido enviar a sus diputados debido a falta de fondos; el 27 de abril de ese año el ayuntamiento de San Salvador notificaba que no tenía fondos disponibles y valoraba suplirlos con los fondos de las comunidades y los pueblos o de la tesorería general. Por ello el 28 de julio de 1821 el ayuntamiento santaneco consideró que, para conseguir fondos para los viáticos de los diputados a Cortes, no podía imponer impuestos a su población (debido a la pobreza habido en sus habitantes en ese entonces) pero si consideraron que se podía imponer a las abundantes personas diariamente ebrias; en agosto de ese mismo año propuso recolectar la cantidad necesaria entre los habitantes de Santa Ana, Texistepeque, Coatepeque y Chalchuapa. Sin embargo, no se pudo recolector los fondos suficientes para enviar diputados, solamente el representante de San Miguel José María Álvarez pero falleció en el puerto de Trujillo (provincia de Honduras), siendo sustituido por el regidor del ayuntamiento de San Salvador Mariano Gómez que tampoco pudo embarcarse a España debido a falta de fondos.
Para principios de 1821, debido también al restablecimiento de dicha constitución, todos los pueblos dentro de la jurisdicción del ayuntamiento santaneco con población igual o superior a los 1000 habitantes (Coatepeque, Chalchuapa y Texistepeque) se constituyeron como municipios; a partir de ese momento la jurisdicción del ayuntamiento santaneco abarcaría el territorio actual del municipio (excepto el cantón La Empalizada que era en ese entonces parte del municipio de Chalchuapa y seguiría perteneciendo a ese municipio hasta el año de 1860), además de los valles de Paraje Galán, La Cribá, San Jerónimo, Singüil y Candelaria (que continuarían formando parte del municipio santaneco hasta el 1 de marzo de 1882 cuando se erigió el municipio de Candelaria de la Frontera que abarcaría los valles antes dichos; es de mencionar que dentro de dichos valles se formaron, posterior al surgimiento del municipio de Candelaria de la Frontera, los caseríos Las Piedritas, San Cristóbal y los Cerros Dormidos, que pasarían a formar parte de los cantones San Cristóbal (los dos primeros) y El Rosario (el tercero) del municipio de El Porvenir, por lo que el territorio de dichos cantones también formaría parte del municipio santaneco desde ese entonces hasta 1882).
En febrero de 1821, sobre la base de lo dictado en el artículo 273 de la constitución española, las cortes españolas ordenan el establecimiento de jueces letrados en el reino guatemalteco (los que tendrían la primera instancia en lo contencioso y ejercerían su función en determinadas poblaciones que conformarían un distrito o partido), por ello se instala un juez letrado en la villa santaneca cuya jurisdicción incluiría los curatos de Santa Ana, Texistepeque, Coatepeque, Opico, Metapan, Chalchuapa, Atiquizaya, Yupiltepeque, Conguaco y Jalpatagua (estando estos últimos tres ubicados en territorio de la provincia de Guatemala, igual que Atiquizaya que como pueblo perteneciente a la alcaldía mayor de Sonsonate también formaba parte de dicha provincia).
El 24 de febrero de 1821, en territorio de la provincia de Nueva España (sede del Virreinato de Nueva España, y cuyo territorio forma parte del actual territorio de México) el general Agustín de Iturbide proclama el Plan de Iguala que declaraba la independencia de Nueva España, tras lo cual el lado independentista empieza a obtener más victorias sobre el lado realista durante la guerra de independencia de México. Por ello, el 21 de mayo de ese mismo año, el ayuntamiento santaneco presididos por los alcaldes José de la Cruz Rodríguez y José Gabriel Martínez solicita a la diputación provincial guatemalteco noticias de los eventos en Nueva España, a la vez que también se pide ideas para la elaboración de sus instrucciones para diputados de las Cortes Generales. Los sucesos en Nueva España preocupaban a las poblaciones del reino guatemalteco ya que dicho reino (aunque era autónomo) seguía formando parte del Virreinato de Nueva España, a su vez que dichos acontecimientos apresurarían la independencia las provincias del reino guatemalteco (primero lo haría la provincia de Chiapas el 3 de septiembre y luego el resto de las provincias).
El 1 de marzo de 1821, se llevó a cabo la instalación de las Cortes (uno de los diputados en tales Cortes fue el presbítero santaneco José Mariano Méndez que fue en representación de la Alcaldía Mayor de Sonsonate, que era una entidad administrativa aparte de la intendencia de San Salvador y donde José Mariano Méndez había vivido varios años) las cuales añadieron varias reformas a la constitución; una de esas reformas fue la elevación de todas las intendencias americanas al rango de provincia, con lo cual la Intendencia de San Salvador se convirtió en la Provincia de San Salvador y a partir de ese momento los encargados de la dirección de la subdelegación de Santa Ana (que incluía los distritos de Santa Ana y Metapán) y de cada una de las subdelegaciones o partidos llevaría el título de Jefe Político.

### Independencia de España
El 15 de septiembre de 1821, los representantes de la diputación provincial de Guatemala de las provincias, se reúne para decidir y discutir acerca de las independencias de las provincias del reino español, ese mismo día, los representantes aceptan la independencia firman el acta de independencia de Centroamérica en Guatemala; tras eso se envió el comunicado a cada uno de los cabildos (ubicados en poblaciones que eran sedes de partido) para que dieran su aval al proyecto independentista, el 20 de septiembre el ayuntamiento de Santa Ana acepta la independencia y el 21 de septiembre lo hace San Salvador; para el tiempo de la independencia de España, era jefe político del partido santaneco Leandro Aguilar, como alcaldes ordinarios se encontraban José de la Cruz Rodríguez (alcalde 1.º y jefe del distrito) y José Gabriel Martínez (alcalde 2.º), y como comandante del batallón santaneco de forma accidental (debido a la renuncia de su predecesor) el sargento mayor José Nicolás de Abós y Padilla.
En los últimos días de septiembre de 1821 se llevaron a cabo las elecciones para escoger a los miembros de la diputación provincial de San Salvador, sin embargo el 30 de septiembre (cuando se estaban verificando dichas elecciones) se generaron disturbios en la capital de la provincia que provocaron que el intendente - jefe político de San Salvadro Pedro Barriere decidiese cancelar la votación y mandar a encarcelar a Domingo Antonio de Lara, Mariano Fagoaga, Manuel Castillo, Manuel José Arce, Juan Manuel Rodríguez, entre otros. Ante esto, la junta provisional consultiva (que era la encargada del gobierno de las provincias del antiguo reino de Guatemala luego de la independencia y que estaba liderada por el jefe político superior y capitán general de Guatemala Gabino Gaínza) decide nombrar como nuevo intendente/jefe político de San Salvador al presbítero José Matías Delgado (que era miembro de dicha junta). Él cuál decide partir de inmediato a San Salvador para resolver dicho problema, en su camino pasa por la villa santaneca en donde decreta la liberación de los presos, finalmente llega a San Salvador donde toma posesión del cargo de gobierno de la provincia y convoca a nuevas elecciones. El día 10 de noviembre asisten a San Salvador los electores de los distritos de la provincia, sin embargo el elector de Santa Ana (al igual que el de Metapan) no asistió; en dicho día los electores eligieron al secretario y a los escrutadores, y al día siguiente eligen a los miembros de la diputación provincial de San Salvador.
El 28 de noviembre de 1821, la junta provisional consultiva recibe en sesión ordinaria la invitación del presidente de la junta provisional gubernativa y de la regencia del Imperio Mexicano Agustín de Iturbide para que las provincias del antiguo reino de Guatemala se unieran al Imperio Mexicano. Debido a ello, el 30 de noviembre el capitán general y jefe político Superior de la junta provisional consultiva de las provincias del antiguo reino de Guatemala Gabino Gaínza envía una circular a cada uno de los ayuntamientos (de las poblaciones que eran sede de partido) de las provincias para que decidieran acerca de la anexión a México; la mayoría de las poblaciones decidieron unirse a México a excepción de San Salvador y San Vicente quienes decidieron mantener la independencia, en cambio Santa Ana fue una de las poblaciones que decidió unirse a México.

### Anexión a México e Independencia absoluta
El 5 de enero de 1822, ante la mayoría de los votos de las poblaciones, Gabino Gaínza declaró la unión de las provincias del antiguo reino de Guatemala al Imperio Mexicano; mientras que en la Provincia de San Salvador (a excepción de los Santa Ana partidos de Santa Ana y San Miguel que decidieron unirse a México) la diputación provincial salvadoreña se convierte en junta gubernativa (estando al mando como jefe político el presbítero José Matías Delgado), a su vez que declara independencia de la provincia y se prepara ante cualquier incursión de Guatemala poniéndose al frente de las tropas el coronel Manuel José Arce y Fagoaga.
Arce se dirigió a Santa Ana para que la villa reconociese al gobierno independiente de San Salvador, en ese momento Arce hizo que la municipalidad santaneca (que en ese año de 1822 está presidida por José María Tellés como alcalde 1.º y Santiago Gonzalo Zeraín como alcalde 2.º) emitiera un acta con la cual se separaba de Sonsonate y se uniera nuevamente a la provincia de San Salvador, sin embargo la municipalidad santaneca pide ayuda al gobierno guatemalteco (presidido por Gaínza como jefe político desde el 22 de febrero en que se disolvió la junta provisional consultiva), él cual para proteger la ciudad santaneca ante cualquier invasión proveniente de San Salvador, decidió unir la villa santaneca a la provincia y alcaldía mayor de sonsonate, y ordenó ir a esa población un batallón de 120 efectivos comandados por el sargento mayor chileno José Nicolás de Abós y Padilla, quien rápidamente se condujo a Santa Ana.
Al darse cuenta de la llegada de tropas guatemaltecas a Santa Ana, las tropas Manuel José Arce y Fagoaga se conduce a la villa santaneca, al enterarse de eso las tropas guatemaltecas lideradas por Abós y Padilla abandonan Santa Ana y se repliegan a Sonsonate y Ahuachapán; por lo que Arce ocupó la villa santaneca. El 3 de marzo de 1822, las tropas dirigidas por de Abós y Padilla fueron derrotadas en la batalla de Llano El Espino por las tropas salvadoreñas dirigidas por el coronel Manuel José Arce y Fagoaga.
La victoria militar de Arce hace que Gaínza con el permiso de las autoridades mexicanas declarase la guerra a la provincia salvadoreña, por lo que el 19 de marzo se envía desde Guatemala una división de 1000 hombres comandadas por el general Manuel Arzú. En abril de 1822 Arzú ocupó la villa santaneca y arreglo las trincheras que había en la ciudad; el 3 de junio las fuerzas de Arzú llegaron a San Salvador pero fueron derrotadas por las tropas salvadoreñas dirigidas por Manuel José Arce y Fagoaga.
El 22 de junio de 1822, Gaínza es sustituido como jefe político de Guatemala y las provincias centroamericanas por el general Vicente Filísola (quien había sido enviado con un contingente de 600 soldados por Agustín de Iturbide, él cual se había autoproclamado emperador el 18 de mayo); quien desde su llegada al mando intento que San Salvador se anexara pacíficamente a México, pero al no lograrlo declaró la guerra a San Salvador.
En noviembre, con una división compuesta por 2000 efectivos (compuesto por tropas mayoritariamente de Guatemala, además de tropas de Santa Ana, San Miguel y Honduras), Filísola se dispuso a invadir El Salvador y ese mes ocupa la villa santaneca donde permaneció hasta el mes de diciembre cuando se trasladó a la hacienda Mapilapa cerca de San Salvador, donde estuvo hasta el 6 de febrero de 1823 (sin muchos cambios durante todo ese tiempo debido al superior número de efectivos del ejército salvadoreño por lo que Filísola no pudo movilizarse hacia San Salvador en todo ese tiempo) cuando empezó a movilizarse a San Salvador. El 9 de febrero de 1823 entra triunfante en la capital decretando la anexión de la Provincia de San Salvador al Imperio Mexicano.
A finales de marzo, Filísola se vio enterado de la proclama del plan de Casa Mata (el 1 de febrero) y de la abdicación de Iturbide (el 19 de marzo); por lo que Filísola, el 29 de marzo, emitió un decreto ejecutivo con el cual llamó a elecciones de representantes de las provincias centroamericanas para la conformación de un congreso en Guatemala sobre la base del acta del 15 de septiembre de 1821. El 24 de junio de 1823 se estableció el congreso general de las provincias como Asamblea Nacional Constituyente de las Provincias Unidas de Centroamérica; el 1 de julio de 1823, se decretó y firmó el acta con la cual se declaró la independencia absoluta de las Provincias Unidas de Centroamérica.

## Federación
En 1823, el partido electoral de Santa Ana (que comprendía además del municipio homónimo a Chalchuapa, Metapán, Texistepeque, Coatepeque y Atiquizaya) eligió como diputados propietarios ante la Asamblea Nacional Constituyente de las Provincias Unidas de Centroamérica a José Francisco Córdova y a Marcelino Menéndez; al siguiente año la Asamblea Nacional le otorga a Santa Ana el título de ciudad.
A comienzos de 1824, el partido electoral de Santa Ana eligió como diputado propietario ante el primer congreso constituyente del estado salvadoreño a Bonifacio Paniagua. El 12 de junio de 1824 se termina la constitución estatal de El Salvador y fue jurada en Santa Ana el 12 de julio de ese año, está constitución dividía el país en cuatro departamentos, perteneciendo Santa Ana al departamento de Sonsonate. Por otro lado, la constitución permitía que poblaciones con o más de 500 habitantes se erigieran como municipios (que estarían conformadas como los otros municipios hasta el 4 de septiembre de 1832 cuando se decretó el "reglamento de jefes políticos, municipalidades y alcaldes" donde se consigna que las poblaciones que tengan entre 200 y 1000 habitantes se constituirían como media municipalidad en la cual había solo 1 alcalde, 2 regidores y 1 síndico), por lo que a partir de entonces el pueblo de Santa Lucía se constituiría como media municipalidad.
Por decreto legislativo de la asamblea constituyente de las Provincias Unidas de Centroamérica el 24 de marzo de 1824 se extingue la unidad militar de la población. Posteriormente por decreto legislativo de la asamblea constituyente del Estado de El Salvador el 7 de mayo de 1824 es restablecida la unidad militar de la población con el rango militar de batallón.
El 22 de noviembre es decretada la constitución de la República Federal de Centroamérica (nombre con el cual asume las Provincias Unidas de Centroamérica, tras la entrada en vigencia de la constitución); debido a ello en materia electoral, el municipio santaneco formaría parte de la junta de distrito de Santa Ana y está a su vez estaría conformada por varias juntas populares (también llamados juntas primarias o cantones electorales; el área de su jurisdicción no se correspondía necesariamente a la de los municipios o valles que conformaban los municipios que estaban dentro de ese distrito), a su vez la junta de distrito de Santa Ana formaría parte junto con la junta del distrito de Metapán del círculo electoral de Santa Ana que además formaba de la junta departamental de Sonsonate. Cada ciudadano votaba en la junta popular que le correspondía, cuando la elección era de concejo municipal el congreso del estado contaba los votos de cada junta popular y elegía al concejo municipal ganador, o en caso de las otras elecciones (presidente, jefe supremo del estado, diputados de la asamblea nacional o del congreso del estado, senadores o concejeros representativos del estado) cada junta popular tenía designado un elector que apoyaba a la persona que había obtenido más votos en su junta popular, cada uno de los electores se reúne en la junta del distrito y cada uno de ellos votaban por la persona ganadora de su junta popular (el ganador de esa votación resultaba electo como diputado); en caso de la elección del concejo representativo del estado, se designaba un elector a la junta de distrito que pasaba junto al elector de la junta de distrito de Metapán a la junta del círculo electoral donde tal junta elegían (entre los más votados en su junta de distrito) al concejero; en cambio en el caso de la elección del presidente, jefe supremo, asamblea nacional y senado federal, se designaba un elector del distrito que junto a los demás electores de los distritos del departamento pasaban a la junta departamental donde apoyaban a los ganadores de sus respectivos distritos, de cuya votación resultaba electo los diputados para la Asamblea Nacional de la Federación o a los candidatos preferidos para la elección de senadores, jefes supremos del estado (en este caso era el congreso estatal quién contabilizaba los votos de los departamentos para ver quién había resultado ganador como senador en su respectivo departamento o los contabilizaba para ver quién había sido elegido como jefe supremo del estado) y presidente de la federación (en este caso, el congreso federal contabilizaba los votos de cada uno de los departamentos de los estados para elegir al ganador).
En 1831 se establecería por primera vez en la ciudad una cátedra de latinidad, que sería dirigida por Hipólito Granados; posteriormente en 1837 se fundaría una escuela normal dirigida por Agustín Sáenz. Sin embargo, tales instituciones educativas serían de corta duración.

### Guerra civil centroamericana (1826-1830)
En septiembre de 1826 se desató la guerra civil centroamericana entre el presidente de la federación Manuel José de Arce y Fagoaga (apoyado por el partido conservador) y los gobiernos liberales de los estados centroamericanos, tras disolver el presidente arce el congreso y senado federal y sobre todo por mandar el 6 de septiembre de ese año a tomar presos a los liberales guatemaltecos, todo ello debido a la desconfianza que tenía de los liberales.
En enero de 1827, el gobierno salvadoreño presidido por Mariano Prado desconoció a las autoridades guatemaltecas reunió a varios contingentes en las ciudades de Ahuachapán y Santa Ana; a principios de marzo de ese año, tales contingentes reunidos en un solo ejército comandado por el coronel Ruperto Trigueros invadieron Guatemala para intentar quitar de la silla presidencial a Arce y reponer las autoridades, congreso y senado disueltos; en Guatemala se enfrentaron a un contingente al mando del presidente Arce y fueron derrotados el 23 de marzo; en la batalla de Arrazola, para luego reagruparse y recibir más tropas enviadas desde El Salvador para así poder vencer a las tropas federales el 18 de mayo en la batalla de Milingo. Posteriormente los distritos de Santa Ana y Sonsonate desconocieron al gobierno de San Salvador y reconocieron al gobierno federal hasta la conclusión de la guerra y dieron algunos soldados para aumentar el número de la tropa, a la vez que la población civil de Santa Ana fue totalmente evacuada.
El 22 de mayo de 1827, el ejército federal comandado por el presidente Arce llegó a Santa Ana y estableció su cuartel general allí, al día siguiente se presentó el ejército salvadoreño (que no tenía jefe militar) y entablaron batalla contra el ejército federal en la hacienda San Antonio (que posteriormente sería aldea y sede de un cantón, y luego barrio de la ciudad), aunque el ejército federal era de pocos hombres, la caballería logró imponerse en el campo de batalla y que el ejército salvadoreño se retirase tras unos barrancos, en la noche ambos contingentes acordaron retirarse por caminos opuestos, regresando el contingente federal a Santa Ana; a finales de mayo Arce se movilizó desde la ciudad con un contingente de alrededor de 300 hombres (ya que en sus batallas hasta Santa Ana habían muerto más de 1000 soldados) a Cuajiniquilapa donde recibió refuerzos de 700 hombres.
El 16 de julio de 1827, Arce y su contingente volvieron a ocupar la ciudad y restablecer su cuartel militar en esa población, a la vez el batallón santaneco se replegó a San Salvador, en Santa Ana Arce estableció un batallón para defender ese lugar; en septiembre de ese año debido a que un contingente salvadoreño marcha sobre el contingente federal que estaba en Sonsonate e Izalco, Arce resolvió trasladar su cuartel general a Izalco; el 12 de octubre de 1827 Arce dejó la comandancia del ejército federal para volver a sus funciones como presidente, y en su lugar nombró como comandante del ejército federal al coronel Francisco Cáscaras; mientras que las autoridades de El Salvador nombraron a Rafael Merino (que acababa de llegar de Colombia) como comandante del ejército.
Cuando Cáscaras tomó el mando del ejército federal, casi todo el batallón de Santa Ana había desertado en Izalco, debido a ello Cáscaras decidió concentrar su ejército en un solo punto y ubicó su cuartel general en Coatepeque, quedando en Santa Ana el coronel Agustín Prado con un batallón conformado por 400 hombres. El 12 de diciembre, Merino movilizó a su ejército rumbo a Santa Ana, el 16 de ese mes llegaron al municipio y se instalaron en las lomas del Resbaladero, el 17 de diciembre Cáscaras y todo su cuartel general se movilizaron a Santa Ana donde al verlos el ejército de Merino, tanto Merino y su ejército atacaron la plaza pública de la ciudad quedando el batallón comandado por Agustín Prado rodeado por todos los flancos; y como consecuencias de tal ataque muchas bajas y heridos en ambos bandos (entre los que resultaron heridos estaba el coronel Agustín Prado) y también se incendió y quedó «hecho cenizas» el barrio de Tahuilapa; cuando el contingente de Cáscaras llegó y encontró la plaza tomada, marchó sobre ella, debido a que varios soldados salvadoreños estaban en la calle el combate comenzó en todas partes, hubo muchas baja y 70 prisioneros del lado salvadoreño, debido a ello Merino y su contingente empezaron a solicitar la paz.
En la noche del 17 de diciembre, Merino y Cáscaras acordaron el cese al fuego y que ambos bandos se retirarían de la población y se liberarían los rehenes, esa misma noche Merino encontró donde guardaban las municiones los federales y consideró que ya no tenía que seguir con el armisticio y para ello puso varias excusas a Cáscaras desde el 18 de diciembre en que se canjearon los prisioneros, y a la vez varios soldados federales se pasaron al lado salvadoreño; por lo que Cáscaras decidió evacuar la ciudad y llegó a Chalchuapa la noche de ese día; al día siguiente (19 de diciembre) se recibieron comunicaciones de Merino sobre el rompimiento del armisticio y que todos los soldados federales en Sonsonate y los que restaban en Santa Ana se pasaron al lado salvadoreño.
El 5 de diciembre, Manuel José Arce había decretado (sobre la base de comunicaciones mantenidas con los presbíteros Isidro Menéndez y José Matías Delgado) que se llevarían a cabo elecciones para el congreso (tanto de diputados y senadores) según lo dictado por la constitución, y que serían convocados en la ciudad santaneca para iniciar las negociaciones de paz, sin embargo debido a que las tensiones políticas y militares continuaban tal decreto no pudo ponerse en práctica.
El 14 de febrero Manuel José Arce decidió dejar la presidencia de la federación en el vicepresidente Mariano Beltranena y Llano, debido a que sentía que había perdido el favor de las tropas luego del nombramiento del inglés Guillermo Perks como comandante de las fuerzas expedicionarias de la federación (en sustitución de Cáscaras) y que quizás con eso se iban a poder solucionar los problemas de la federación. Luego de su renuncia, Arce fue a la ciudad santaneca en donde vivió en una finca de su propiedad hasta el 4 de diciembre cuando el jefe supremo salvadoreño Mariano Prado ordenó su expulsión del territorio salvadoreño debido a su vínculo con el lado contrario en la guerra y le dio instrucciones al jefe político (forma en que se nombraba el cargo de gobernador de un departamento antes de la disolución de la federación) del departamento de Sonsonate y prócer de la independencia Juan Manuel Rodríguez para que cumpliera con tal cometido. Arce intentaría regresar a la presidencia pero Beltranena se negaría en devolvérselo.
Luego de su ascenso a la presidencia, Beltranena nombra como comandante de la fuerza expedicionaria de la federación al brigadier Manuel Arzú y Delgado y Nájera, el cual el 29 de febrero de 1828 se toma la población de Chalchuapa. El 1 de marzo un contingente salvadoreño de 3500 hombres al mando del general Rafael Merino, ataca al ejército federal pero sin embargo es derrotado y sus sobrevivientes acuchillados (Merino y algunos otros sobrevivirían, y seguirían combatiendo más adelante, Merino sería despojado de su cargo de comandante del ejército salvadoreño en abril de ese año, e iría a La Unión para embarcarse para Colombia, pero sería detenido por el coronel federal Vicente Domínguez y enjuiciado por sus actos en la ciudad santaneca el año anterior y finalmente fusilado). Luego de eso, en la noche de ese día, Arzu toma la ciudad santaneca. Posteriormente, el 6 de marzo, las tropas federales tomarían Quezaltepeque preparando el ataque sobre San Salvador que se llevó a cabo el 12 de marzo, pero no podrían tomar la ciudad por lo que asentarían su cuartel general en Mejicanos e iniciarían un asedio sobre la capital que duraría hasta septiembre, cuando las victorias de Francisco Morazán (quién había sido llamado por los liberales salvadoreños) hace que el ejército federal se rinda en la capital (provocando el regreso de Arzú a Guatemala) y el resto que quedó en la zona oriental en la zona oriental salvadoreña se rendiría finalmente el 9 de octubre en la batalla de San Antonio.
El 23 de octubre, Morazán entra en San Salvador. Posteriormente, en diciembre, con un ejército compuesto de hondureños y salvadoreños Morazán ocupa Santa Ana y empieza a enviar tropas para atacar varias poblaciones en Guatemala; por otro lado intenta sacar a Manuel José Arce con escolta militar pero debido a la intervención de unos amigos no lo logra y Arce regresa inmediatamente a Guatemala. Finalmente, el 13 de abril de 1829 Morazán ocupa la plaza de armas de Guatemala y pone fin a la guerra, y se convierte en el presidente de la federación.
Tras el fin de la guerra civil, Santa Ana pudo volver a la normalidad y la población regresar a sus hogares para reconstruirlos sobre todo el barrio Tahuilapa (que era uno de los más grandes que tenía la ciudad), sobre las ruinas de ese barrio se levantaron los barrios de San Sebastián y Guadalupe (posteriormente se los uniría en un solo barrio denominado San Sebastián).

### Golpe de Estado a José María Cornejo
A finales de 1831, el congreso federal le dio al ejecutivo facultades extraordinarios y le permitió trasladar la capital federal a San Salvador; sin embargo el congreso salvadoreño junto con el jefe supremo José María Cornejo se pusieron en contra de esa resolución al considerarla inconstitucional, por lo que se les negó el pase a las autoridades federales, y se declaró al estado salvadoreño separado de la federación, prohibiéndoles a los diputados federales salvadoreños trasladarse a Guatemala; por lo cual, el presidente federal Francisco Morazán dio un manifiesto en Jalpatagua en donde anunció las traslación de las autoridades a San Salvador.
El 6 de enero de 1832, el alcalde de primer voto de la ciudad Valentín Barrientos le da permiso a Francisco Morazán para ocupar la ciudad, por lo que Morazán se establece con su ejército en la ciudad santaneca, en donde recibió un comunicado del congreso salvadoreño pidiéndole que evacuase inmediatamente el territorio del estado, a lo que Morazán se negó y debido a ello el congreso salvadoreño nombró al general Tomás Alfaro jefe de operación y se le ordenó salir con una división hacia Santa Ana.
El jefe supremo de Guatemala Mariano Gálvez le prestó ayuda a Morazán tras fracasar todos los intentos de impedir un conflicto de forma pacífica, por lo que tropas al mando del coronel Juan Prem se situaron en la frontera entre Guatemala y El Salvador, a su vez Morazán recibió el apoyo de los gobiernos estatales de Honduras y Nicaragua, Morazán (quien se encontraba en Nicaragua donde se había trasladado para buscar el apoyo de su gobierno estatal) invadió el territorio salvadoreño con las tropas hondureñas y nicaragüenses, mientras el coronel Juan Prem invadió el departamento de Santa Ana.
Al darse cuenta Cornejo de los movimientos militares, concentró las fuerzas salvadoreñas en Santa Ana y envió a 600 hombres al mando del coronel Gregorio Villaseñor a atacar Jocoro, pero fueron derrotadas por las tropas comandadas por Morazán el 14 de marzo.
El 16 de marzo los ayuntamiento de la ciudad santaneca,  Metapan y Chalatenango desconocen el gobierno del jefe supremo Cornejo. Posteriormente, el 18 de marzo, el coronel Juan Prem ocupó pacíficamente la plaza santaneca y el 28 de marzo fue tomado la plaza de San Salvador por las tropas de Morazán, siendo el jefe supremo Cornejo tomado prisionero junto con la mayor parte del congreso salvadoreño; el 3 de abril, Morazán asumió el mando como jefe supremo estatal y lo ejerció hasta el 13 de mayo cuando se lo entregó al jefe supremo provisorio Joaquín de San Martín quien a su vez lo ocupó hasta el 25 de julio cuando se lo entregó al jefe supremo electo Mariano Prado.

### Golpe de Estado a Joaquín de San Martín
En 1832, el jefe supremo Mariano Prado vio que la opinión pública hacia él era desfavorable debido a que no había podido detener la sublevación indígena de los nonoalcos en el departamento de San Vicente comandado por Anastasio Aquino, por ello el 9 de febrero convocó una junta de vecinos notables de San Salvador donde se decidió que Prado dejara el poder en su vicejefe Joaquín de San Martín, en 1833 el congreso federal decretó nuevamente que se trasladara la capital de la federación al estado salvadoreño y debido a ello Joaquín de San Martín declaró al estado salvadoreño independiente de la federación.
Ante la negativa de San Martín, Francisco Morazán deposita el mando de la federación en el vicepresidente Gregorio Salazar y Castro y se dispuso a marchar con una escolta al territorio salvadoreño, el 12 de marzo se le unió en Ahuachapán una pequeña fuerza al mando de los coroneles Máximo Menéndez y Nicolás Ángulo, y se dispuso a marchar sobre Santa Ana pero de se dio por enterrado que Joaquín de San Martín había enviado a colocarse en la ciudad santaneca una fuerza militar al mando del coronel Fermín Paredes (este llegó a la ciudad santaneca el 21 de marzo), por ello Morazán se dirigió a Metapán donde fue perseguido por milicias salvadoreñas por lo que regresó a Guatemal donde se situó en la población de Mita desde donde logró acordar con San Martín que se llevarían a cabo nuevamente elecciones para elegir al jefe supremo salvadoreño, firmándose tal convenio con representantes de ambos el 6 de abril de ese año; tales elecciones se llevaran a cabo en junio de 1833 en las que resultó ganador nuevamente Joaquín de San Martín.
El 29 de julio de 1833, el congreso federal desconoce las elecciones en que resultó elegido Joaquín de San Martín, el 12 de febrero de 1834 el congreso federal se establece en Sonsonate, para ese entonces el gobierno de San Martín era muy impopular lo que aprovechó Morazán para pacificar el territorio salvadoreño; el 6 de junio, Morazán llegó a San Salvador y el 21 de ese mes firma un convenio con San Martín con el cual San Martín dejó el poder, el 21 de julio el vicepresidente federal decreta que se traslade el congreso federal a Santa Ana, donde estuvo hasta 1835 cuando San Salvador es designada como capital federal; el 23 de julio, tras ser totalmente derrotado San Martín, asume oficialmente como jefe supremo provisorio Carlos Salazar y Castro, el cual lo entregó el 13 de julio de 1834 a su hermano Gregorio Salazar y Castro quien también asume como mandatario provisorio que ostentó el mando hasta el 30 de septiembre de ese año cuando se lo entregó a Joaquín Escolán y Balibrera quien ejerció de forma provisorio hasta el 14 de octubre de 1835 cuando se lo dio al jefe supremo electo José María Silva.

### Sucesos durante las jefaturas Supremas de Nicolás Espinoza y Diego Vigil
Por decreto ejecutivo de 22 de mayo de 1835 del jefe supremo Nicolás Espinoza, es declarada cabecera departamental del Departamento de Sonsonate, por ese mismo decreto ejecutivo se agregó al departamento de Sonsonate el distrito de Metapán (que antes formaba parte del departamento de San Salvador) por lo que los jefes políticos del departamento ejercerían desde entonces su mandato por toda el área occidental salvadoreña; a su vez, a partir de ese momento y debido al decreto legislativo del 26 de febrero de 1825, los alcaldes de la ciudad de Santa Ana se encargarían de la administración de justicia en primera instancia (ya que tal decreto legislativo de 1825 señalaba que los alcaldes de las cabeceras departamentales se harían cargo de la justicia en primera instancia; además de eso y de lo dicho en ese decreto legislativo, los alcaldes de todas las municipalidades se encargaban en sus respectivos municipios de los juicios de menor cuantía, juicios conciliatorios y por faltas).
En enero de 1837, la ciudad santaneca se ve invadida por la epidemia de cólera morbus que produjo gran cantidad de fallecidos tanto en Santa Ana como en el resto de la federación; está epidemia generó en toda la federación un síntoma de malestar que hizo que se suscitaran revueltas de las cuales la principal se produciría en Guatemala liderada por Rafael Carrera, está situación llevaría al fin de la federación. En Santa Ana, estalló un movimiento revolucionario en julio de ese año año por el malestar del cólera y los altos impuestos, este movimiento fue liderado por los miembros del partido conservador en la ciudad, el cual fue sofocado por las tropas federales que seguían las órdenes del presidente de la federación Carlos Salazar el 15 de julio de 1837.
El 6 de mayo de 1837, por decreto legislativo se le quita a los alcaldes de las cabeceras departamentales las atribuciones para administrar los juicios en primera instancia y se crean los juzgados de primera instancia; por lo que en la ciudad santaneca se establecen estos tipos de juzgados, por otro lado tanto la municipalidad santaneca como las demás municipalidades los alcaldes continuaron encargándose de los juicios de menor cuantían, juicios conciliatorios y por faltas hasta 1854 cuando se crearon los juzgados de paz.
Entre 1837 y 1838, los finqueros Cirilo Guerra y Francisco Martínez, siembran por primera vez plantas de café en el municipio santaneco (específicamente en las faldas del volcán Ilamatepec) con semillas que las habían sido proporcionadas por indígenas guatemaltecos que trabajaban en la hacienda de Soyate que estaba ubicado en el departamento guatemalteco de Jutiapa; de este modo empezó la caficultura en el municipio santaneco, cultivó que con el paso del tiempo se convirtió en el principal producto de producción del municipio santaneco y del país.

### Disolución de la Federación

#### Sucesos durante las jefaturas supremas provisionales de Timoteo Menéndez y Antonio José Cañas
Debido a que el estado guatemalteco se estaba viendo afectado tanto por el cólera morbus como por la sublevación de la facción de la montaña liderada por Rafaél Carrera que ya había logrado deponer al jefe supremo de Mariano Gálvez, el 9 de marzo de 1838, siendo jefe supremo del Estado Timoteo Menéndez, el presidente de la federación Francisco Morazán partió desde Santa Ana con un contingente de 1300 soldados, llegando a Guatemala el 14 de abril de ese año en donde logró varias victorias tras las cuales regresó a San Salvador en los últimos días de junio, dejando al mando del ejército de operaciones al coronel José Antonio Carballo.
En septiembre de 1838, Morazán se dispone nuevamente a ir al estado guatemalteco para combatir nuevamente contra la facción de la montaña de Carrera y para ello deja la presidencia de la federación a Diego Vigil (quien sería el último presidente de la federación), llegando a la ciudad guatemalteca el 24 de octubre, el ver esto Carrera se dispone a atacar al estado salvadoreño. El 28 de octubre de 1838, Carrera invade el Estado de El Salvador, tomando las ciudades de Santa Ana y Ahuachapán, después se retira a Guatemala siendo perseguidos por las tropas de Francisco Morazán hasta que Morazán los vence en Chiquimulilla, sin embargo esto no detuvo a Carrera por lo que este ampliaría cada vez más su influencia, a la vez la federación paulatinamente se estaba despedazando tras empezar a independizarse cada uno de los estados que la componían los cuales estaban nuevamente en guerra civil viendo el estado salvadoreño invadido varias veces además de Guatemala por Hunduras y Nicaragua.
El 13 de abril de 1839  Carrera entró en la ciudad guatemalteca con lo que se separa Guatemala de la federación siendo la última en separarse por lo que la federación quedaba de hecho disuelta. Asimismo, Carrera le brinda armas a Francisco Ignacio Rascón para que pudiese formar un facción y pusiese en estado de alarma los distritos de Santa Ana y Sonsonate, debido a ello en julio de ese año surgen en la ciudad santaneca facciones en contra del gobierno que son lideradas por el coronel Bartolo Moreno.
En junio de 1839, siendo jefe supremo salvadoreño Antonio José Cañas, se intentó restablecer por medio pacíficos la paz entre el estado salvadoreño y Honduras y Nicaragua, para lo que se acordó formar un convención en Santa Ana del 10 al 15 de agosto de ese año donde se acordaría nuevas bases para la unidad centroamericana, pero al resultar electo como jefe supremo salvadadoreño el general Francisco Morazán el 11 de julio de ese año, tal intentó fracasó por lo que la guerra se reanudó.

#### Sucesos durante las jefatura suprema del Estado de Francisco Morazán
El 16 de julio de 1839, las tropas comandadas por el coronel Enrique Rivas derrotan a la facción de Francisco Ignacio Rascón; sin embargo este regaruparía sus fuerzas y haría una nueva tentativa siendo nuevamente derrotado el 31 de agosto de ese mismo año por las tropas lideradas por el teniente coronel Indalecio Cordero.
En septiembre de 1839, el jefe supremo de Honduras el general Francisco Ferrera invade el territorio salvadoreño por el lado de Chalatenango con una fuerza conformada por más de 1600 hombres hondureños y nicaragüenses, ejército al cual Ferrera bautizó como Ejército Pacificador de Centroamérica, tras eso envió comunicaciones a las municipalidades para que inclinasen a su causa; ante esta nueva invasión se ordenó que se reunieran en San Salvador las tropas de Santa Ana comandadas por el coronel Enrique Rivas y las de Sonsonate comandadas por el coronel Nicolás Angulo (las que estaban defendiendo el estado salvadoreño ante cualquier ataque de la facción de Rascón o de Rafael Carrera), llegando a San Salvador se pusieron bajo la comandancia general de Francisco Morazán y derrotaron a las fuerzas militares de Ferrera el 26 de octubre en la batalla de San Pedro Perulapán, tras lo cual Ferrera se retiró a Honduras.
El 8 de septiembre de 1839, un contingente de los 1300 hombres que Carrera había dispuesto cerca de la frontera salvadoreña se enfrentan con un contingente de tropas salvadoreñas provenientes de la ciudad santaneca (y que tenían por núcleo la hacienda La Compañía) en la población de Atescatempa. En ese encuentro Carrera recibió una herida en el pecho por lo que tuvo que regresar a la capital guatemalteca.
El 17 de noviembre de 1839 se produjo el primer levantamiento de los volcaneños (indígenas que vivían en las faldas del volcán de Santa Ana o Ilamatepec), este fue derrotado por el coronel y comandante del batallón santaneco Enrique Rivas con la ayuda de tropas enviadas por el gobierno (debido a que las tropas del batallón santaneco estaban muy reducidas) en el paraje denominado Los Calzontes.

#### Sucesos durante los gobiernos provisionales de 1840 y 1841
En marzo de 1840, Morazán deposita el cargo de jefe supremo en el vicejefe José María Silva y se dispone a invadir Guatemala con un ejército compuesto por 1400 hombres, con el cual llegó hasta la propia ciudad de Guatemala donde logró tomarse la plaza pública, sin embargo, luego las tropas de Carrera los sitiaron y los obligaron a replegarse hasta el territorio salvadoreño, tras lo cual las tropas del general Francisco Cáscaras se sitúan cerca de la frontera salvadoreña; ante esto y para ya no ocasionarles más problemas al territorio salvadoreño, Morazán decide renunciar por completo al gobierno y embarcarse hacia Sudamérica, e igualmente lo hace Silva el 5 de abril, por lo que, al quedar acéfala la jefatura del estado, la municipalidad de San Salvador presidida por el alcalde 1.º Rafael Francisco Osejo se hace cargo del gobierno hasta el 15 de abril de ese mismo año en que el concejero Antonio José Cañas (a quién el concejo municipal de San Salvador había designado como jefe supremo provisional) llegó a la capital. Aprovechando está situación, en el mismo mes de abril de 1840 el general Francisco Cáscaras invade la ciudad santaneca; luego el 10 de mayo de 1840, Rafael Carrera y Joaquín Durán entraron a San Salvador como comisionados de Guatemala seguidos de una columna de 600 hombres, el 13 de mayo se reunieron con los comisionados salvadoreños Manuel Barberena y Juan Lacayo firmando en conjunto un convenio con lo cual y junto con la salida de Morazán del país se detuvo la guerra tanto con Guatemala como con Honduras y Nicaragua, sin embargo, la paz no duraría mucho sobre todo con Guatemala, además de eso quedó como comandante de las armas de El Salvador Francisco Malespín. El 15 de marzo, Carrera y Durán partieron a Guatemala.
El 24 de abril de 1840, el jefe supremo provisorio del estado salvadoreño Antonio José Cañas convoca a elección de diputados para una asamblea constituyente, en tal elección resultaron elegidos como diputado del distrito de Santa Ana José Antonio Solís; está legislatura se inauguró el 24 de junio de 1840, decretó las bases de la constitución el 24 de julio de ese año, entró en receso el 27 de julio y volvió a reinstalarse el 4 de enero de 1841; el 1 de febrero de ese año emite un decreto legislativo por el cual el estado salvadoreño se convierte en un país independiente separado de la federación y el 22 de febrero de ese año entra en vigencia la nueva constitución.

## Pugnas entre Liberales y Conservadores

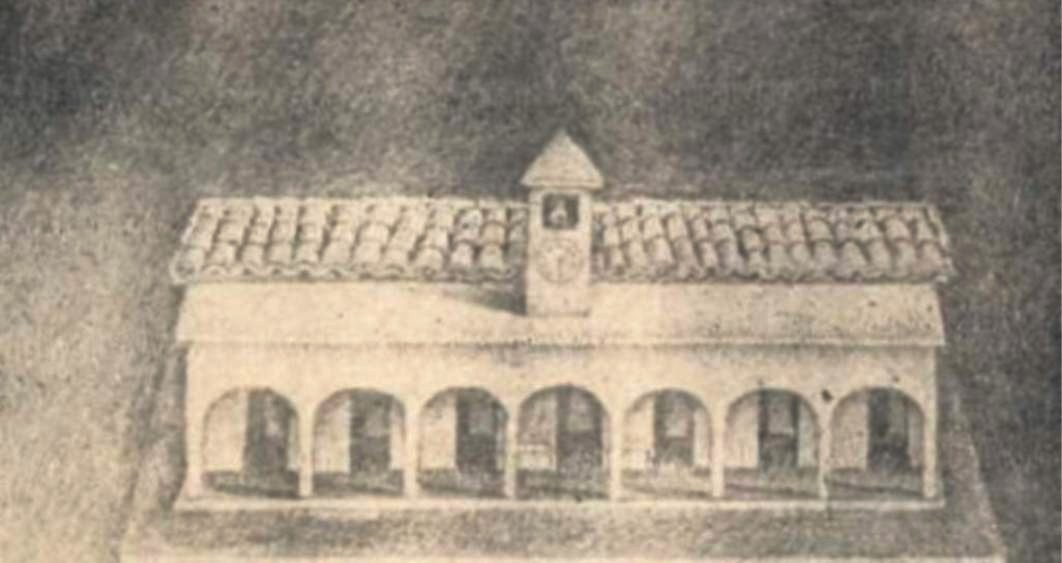
Grabado que muestra a la Casa Consistorial o cabildo, estaba ubicado en la esquina nororiente del actual palacio municipal, fue construido en el (a finales de la época colonial) y destruido en un incendio en 1870

Entre 1841 y 1875, Santa Ana se ve invadida varias veces por las tropas guatemaltecas y hondureñas por la constante lucha por la presidencia entre liberales y conservadores.
Los liberales y conservadores no eran partidos políticos propiamente dicho sino facciónes que se diferenciaban en la ideología (aunque por otro lado tenían muchas semejanzas, no solo en los métodos para ocupar el poder sino también en los cambios políticos que implementaban) y que buscaban impedir la llegada al gobierno de la otra facción o quitar de la presidencia al otro sobre todo a través del uso de las armas, ambos grupos eran liderados por personajes conocidos como caudillos que tenían el suficiente poder económico para forjar alianzas políticas y formar sus propios ejércitos, debido a ello la guerra y los golpes de estado fueron frecuentes; y la ciudad de Santa Ana se vio envuelta en estos conflictos de una u otra manera.

### Sucesos durante los gobiernos conservadores de 1841 a 1845
El 18 de febrero de 1841, la asamblea constituyente decreta la ley provisional de elecciones, con la cual se organiza el modo en que se llevara a cabo las elecciones, en materia electoral el distrito electoral santaneco (que era el mismo distrito de Santa Ana y por lo tanto contaba con los mismos municipios a excepción de Chalchuapa que formaba parte del distrito electoral de Atiquizaya) junto con el distrito electoral de Metapán conformaban el círculo senatorial de Santa Ana; por otro lado el distrito electoral santaneco así como cada uno de los distritos electorales se dividían en cantones electorales (que no era lo mismo que los municipios o lo cantones en que estos normalmente se dividían), en el caso del distrito electoral de Santa Ana este se dividía en los siguientes cantones: San Sebastián (que era la cabecera del distrito), Santa Bárbara, Santa Cruz, Santa Lucía, San Antonio, Santa Isabel, Coatepeque, San Miguelito y Texistepeque; el distrito electoral elegía un diputado propietario y uno suplente, y el círculo senatorial elegía un senador propietario y uno suplente; tal forma de elección de legisladores persistió hasta 1886 cuando la asamblea constituyente de ese año disolvió el senado y decretó la formación una asamblea unicameral compuesta solamente por diputados electos por cada departamento.
El 14 de diciembre de 1841, debido a los abusos administrativos y las arbitrariedades cometidas por el gobierno de Juan Lindo contra los miembros de la Asamblea Legislativa, Senado y Corte Suprema de Justicia, el general Francisco Ignacio Rascón levanta una facción en el departamento de Sonsonate. Posteriormente, en enero de 1842 se produce un levantamiento en Santa Ana en contra del gobierno de Lindo, tal levantamiento estaba dirigido por el teniente coronel Bartolo Moreno. Para sofocar estas rebeliones y sobre todo para derrotar a Rascón el 11 de enero sale de San Salvador Calixto Malespín.
El 14 de febrero de 1842, Morazán regresó de su exilio y desembarcó en el puerto de La Unión desde donde luego se trasladó a San Miguel a fines de ese mes, debido a esto el comandante del ejército salvadoreño decide trasladarse a San Miguel; al saber esto Morazán abandona esa ciudad y el 28 de ese mismo mes y año se embarca desde La Unión para desembarcar en Acajutla, en donde se le unió Francisco Ignacio Rascón con miembros de su facción; posteriormente, al saber el movimiento de Morazán, Malespín se traslada primero a San Salvador y luego a la ciudad santaneca, donde instala el cuartel general del ejército (junto con tropas auxiliares provenientes de Guatemala, Honduras y Nicaragua) y en donde mando a ejecutar a Joaquín Portillo (a quién 3 días había mandado a formar una comisión); mientras tanto Morazán, al recibir un trato hostil por parte del gobierno, decide partir primeramente a Mizata y luego a La Unión (donde llega el 21 de marzo) desde donde partiría a Costa Rica junto con varios de sus partidarios entre los cuales estaban Francisco Ignacio Rascón, Gerardo Barrios, Trinidad Cabañas, entre otros. El 26 de marzo, Malespín escribe desde Santa Ana a los gobiernos de Guatemala, Honduras y Nicaragua para agradecerle por su ayuda prestada y darles información acerca de la salida de Morazán del territorio salvadoreño.

#### Sucesos durante las presidencias de Juan José Guzmán
El 12 de junio de 1842, a través de la firma de la convención de Chinandega los estados de El Salvador, Honduras y Nicaragua conformaron la Confederación de Centroamérica, lo cual no veía bien el comandante de las armas de Guatemala Rafael Carrera por lo cual decide apoyar la formación de grupos facciosos en territorio salvadoreño. En ese año en el departamento de Sonsonate, debido a estar en contra del gobierno de Juan José Guzmán y de las publicaciones vertidas en el periódico "El Amigo del Pueblo", se forma una facción dirigida por Aquilino San Martín, el cual en 1843 se internó en las faldas del volcán de Santa Ana para reclutar más miembros a su causa, debido a ello a está facción se la conocería como "Los Volcaneños".
El 9 de mayo de 1843, el comandante general del Estado Ruperto Trigueros informa acerca de la captura del teniente coronel Bartolo Moreno, acaecida en los últimos días de abril, y de la información extraída a él y la vertida por los testigos ante el gobernador y comandante departamental de Sonsonate Ponciano Castillo en la ciudad santaneca. En tal información se muestra que tanto Moreno como Aquilino San Martín (quién era el superior de Moreno) recibían armas en el departamento guatemalteco de Jutiapa, y que según el testigo Manuel Villacis en total Moreno tenía 50 carabinas, 4000 tiros de fusil, y 200 piedras de chispas, y había recibidos 2 correos provenientes de Guatemala un día antes de su captura. Bartolo Moreno sería remitido a San Salvador en donde por orden de Malespín sería ejecutado en un lugar llamado El Playón.
El 20 de julio de 1843, un contingente de volcaneños liderado por Julián Báches ejecutan al comandante de la zona del volcán de Santa Ana Marcos Valencia y al alcalde auxiliar del cantón Flor Amarilla Juan Lucas Gómez para luego internarse en Guatemala. Según información recabada por el gobernador Ponciano Castillo y que hace pública el 21 de julio, los autores materiales del homicidio de Valencia y Gómez fueron Anastacio Morales, Julio Zaldaña, Juan Moreno, Quirino Salazar y un hermanos suyo, todo ellos provenientes de Jutiapa y que decían actuar bajo órdenes de Rafael Carrera. Estas situaciones ocasionaban que las relaciones diplomáticas entre Guatemala y El Salvador fuesen tensas, lo cual se reflejaba en sus publicaciones en sus diarios oficiales.
El 8 de octubre de 1843, ocurre un levantamiento de los volcaneños, el cual estuvo conformado por 125 hombres que iban liderados por Leandro Navas, Julián Baches y Julio Zaldaña, quienes atacaron e intentaron apoderarse de la plaza pública, siendo detenidos por el batallón santaneco comandado por el gobernador coronel Ponciano Castillo, en tal defensa se distinguieron los oficiales Pedro Escalón y Dionisio Barrientos. Los Volcaneños huyeron y se refugiaron en el valle de Santiago cerca del volcán Ilamatepec siendo en ese lugar derrotados por el coronel Felipe Bertis quien había sido enviado para perseguirlos y pacificarlos.

#### Sucesos durante la presidencia de Francisco Malespín
El 10 de diciembre de 1843, debido a la presión que ejercía sobre la presidencia el general Francisco Malespin (a quién el presidente Guzmán, luego de dividir el territorio en 4 departamentos militares independientes entre sí, había dejado como comandante del departamento militar de San Salvador) el presidente Juan José Guzmán decide renunciar al cargo, tras lo cual se sucederían los gobiernos provisionales de Cayetano Molina, Pedro José Arce y Fermín Palacios. Hasta el 7 de febrero de 1844 cuando, luego de resultar electo en las elecciones llevadas a cabo ese año, ocupa la presidencia Francisco Malespin. Entre las medidas llevadas a cabo por Malespin luego de su ascenso al pode, está el decretar un indulto a los Volcaneños, así como también el sobreseimiento de los juicios pendientes de los miembros de tal agrupación.
El 13 de abril de 1844, el gobernador del departamento de Sonsonate Ponciano Castillo y la municipalidad presidida por Valentín Barrientos (alcalde 1.º) y Francisco Arcia (alcalde 2.º), escriben al presidente Malespin acerca de que están a favor de que él haga las reformas constitucionales que considere necesarias. Igualmente, y con el mismo propósito el batallón santaneco, comandado por el coronel Feliciano Criollo, le escribió al mandatario salvadoreño el día 13 de abril de ese mismo año.

##### Invasión de Manuel José Arce y Guerra contra Guatemala de 1844
A principios de 1844, el gobierno guatemalteco de Mariano Rivera Paz y el comandante de las armas Rafael Carrera deciden dar su apoyo al general Manuel José Arce quién tras regresar del exilio se aprestaba a invadir el territorio salvadoreño para derrocar al presidente Francisco Malespín. El 26 de abril de 1844, al darse por enterado las autoridades salvadoreñas que Manuel José Arce y Fagoaga planeaba una invasión al territorio salvadoreño con ayuda del ejército guatemalteco, se corta las relaciones entre las repúblicas guatemalteca y salvadoreña. A su vez el presidente Malespin forma en San Salvador un ejército de 4000 hombres y movilizarlos a la ciudad santaneca.
El 27 de abril de 1844, Manuel José Arce invade el país y junto con él iban José María Escobar, José Mariano Méndez, Vicente Vides, Aquilino San Martín y Guillermo Quintanilla. A la medianoche de ese día, Arce y su tropa llegaron a Atiquizaya, y al darse cuenta de eso las autoridades salvadoreñas mandaron la primera sección de vanguardia comandada por el teniente coronel Pedro Escalón; el 5 de mayo, a las 7 a. m., Escalón llegó al volcán Chingo pero no encontró a Arce porque este se había movilizado hacia Contepeque(donde tenía su cuartel general) por lo que Escalón marchó hacia Contepeque, a las 2 de la tarde salió de Santa Ana la sección de vanguardia a ocupar Chalchuapa dejando en la ciudad santaneca una fuerza con la artillería, a las 4 de la tarde la segunda sección salió a ocupar la hacienda del Coco; al mismo tiempo las fuerzas de Escalón llegaron a Contepeque en donde derrotó a las tropas de Arce, estas dejaron su armamento y se dispersaron, por lo que Arce regresa a Guatemala donde sería expulsado el 12 de mayo.
Debido al apoyo guatemalteco a la invasión de Arce y al tenerse noticias de que había un ejército acuartelado de 4000 hombres en ciudad de Guatemala, 600 hombres en Yupiltepeque y 600 en Chingo; el presidente Malespín se dispuso a invadir el territorio guatemalteco y para ello, el 9 de mayo depositó el cargo en el vicepresidente Joaquín Eufrasio Guzmán y se puso al frente del ejército como comandante general, tal ejército se reunió en Santa Ana siendo en total 4000 hombres, entre los cuales había 200 soldados nicaragüenses, dentro de tal ejército se encontraba como comandante del estado mayor el general Isidoro Saget, como comandante de la división el general Trinidad Cabañas y como segundo el coronel Gerardo Barrios.
El 15 de mayo de 1844, Malespín envió desde Santa Ana al teniente coronel Juan Mayorga con una comunicación dirigida al general Carrera para buscar una salida pacífica del conflicto, pero el ejército guatemalteco persiguieron a Mayorga y por lo tanto la comunicación no llegó a su destino; por lo que el 20 de mayo Malespín junto con su ejército cruza la frontera guatemalteca e invade Jutiapa estableciendo su cuartel general en esa población mientras que el general Trinidad Cabañas al mando de su división se apoderó de Chiquimula a fines de mayo; en Jutiapa se cruzaron comunicaciones entre los ejércitos salvadoreños y guatemaltecos para la restauración de la paz; el 17 de junio, debido a que noticias de inteligencia le informaban a Malespín que Carrera quería atacarlo por la retaguardia y porque había información de que Saget quería derrocarlo (lo cual fue impedido por el general Trinidad Cabañas), el presidente Malespín decide hacer retrocer el ejército al territorio salvadoreño, por lo que el 18 de junio Malespín volvió a ocupar la presidencia. Para resolver el conflicto el supremo delegado de la confederación Fruto Chamorro propuso a las partes reunir delegados, reuniéndose finalmente tales delegados el 6 de agosto cuando se firmó en la hacienda de Quezada (en Jutiapa) un convenio entre las repúblicas guatemalteca y salvadoreña con lo que se restableció la paz (fueron comisionados para tal reunión, del lado salvadoreño el obispo Jorge de Viteri y Ungo y el presbítero Narciso Monterrey, y del lado guatemalteco José Domingo Diéguez, Luis Batres y José María Urruela).

### Golpe de Estado a Francisco Malespín y sucesos durante los gobiernos liberales de 1845 a 1851

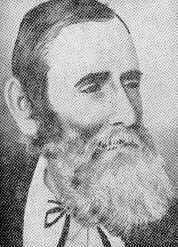
Tomás Medina, comerciante, hacendado y político santaneco. Primer santaneco en ocupar el cargo de presidente de la república. Posteriormente, uno de los fundadores del hospital nacional San Juan de Dios y primer presidente de la junta de caridad encargada de la dirección de dicho hospital

#### Sucesos durante la presidencia de Joaquín Eufrasio Guzmán
El 26 de octubre de 1844, Malespín se dispone a dirigir una campaña contra el director supremo de Nicaragua José León Sandoval y para ello, Malespín deja la presidencia y la deposita en el vicepresidente Joaquín Eufrasio Guzmán; mientras Malespín se encontraba en Nicaragua, los generales Gerardo Barrios y Trinidad Cabañas regresan del exilio (habían sido exiliados por diferencias con Malespín) y convencen a Guzmán de desconocer a Malespín, lo cual hizo y el 2 de febrero de 1845 Guzmán asumió la comandancia general de las armas y todo esto lo logró sin ningún problema; acto seguido la municipalidad de la ciudad santaneca y las del resto del país desconocen la autoridad de Malespín. Sabiendo esto, Malespín se apresura a regresar al territorio salvadoreño, para luego situarse con su ejército en San Miguel, donde el 7 de febrero declara traidor a Joaquín Eufrasio Guzmán y se dispone a recupera el poder por medio de las armas.
En marzo, Malespín tras haber sido excomulgado y al ver que no podía recuperar el poder, decidió ponerse bajo la protección del gobierno hondureño de Coronado Chávez con su tropa y por lo tanto estableciendo su residencia en la república hondureña. El 28 de abril, tras haber fracasado todo intento de negociación entre las repúblicas hondureña y salvadoreña, estalla la guerra entre esas dos naciones. El 23 de junio, hubo un levantamiento de las personas que apoyaban a Malespín en la ciudad santaneca, siendo en total 25 personas, los cuales se retiraron poco después debido a que no lograron sostener aquel movimiento; la guerra con Honduras continuó hasta el 27 de noviembre cuando se firmó la paz entre ambas naciones en la población salvadoreña de Sensenti.

#### Sucesos durante la presidencia de Eugenio Aguilar
Para 1847 se imprimía en la ciudad santaneca "El Boletín Municipal", siendo este el primer periódico imprimido en la ciudad del que se tenga constancia, que ponía en sus columnas noticias y comentarios de la administración del presidente Eugenio Aguilar; tal periódico se editaba en la casa de Elías Delgado, el cual conformó una pequeña imprenta que fue mejorando con el paso de los años, llegando en 1872 a aumentar la capacidad de impresión y a convertirla en imprenta pública bajo el nombre de "Imprenta Matutina", en dicha imprenta se publicaron los seminarios de "La Idea" y "La Voz de Occidente".
El 23 de abril de 1847, el ministro general Francisco Dueñas decreta la creación de la junta de beneficencia pública del distrito santaneco. Posteriormente, debido a lo indispensable de la apertura y compostura de los caminos que comunican a la ciudad con las otras poblaciones para el flujo del comercio, el 17 de agosto Dueñas decreta la creación de la junta itineraria del distrito santaneco que estaría compuesta por Manuel Villacis, Tomás Medina, Enrique Figueroa, Andrés del Valle, Eugenio Rodríguez y José María Delgado; y que tendría a su disposición, además de los fondos destinados por la ley, el peaje establecido para la junta de beneficencia pública debido a que está todavía no había emprendido su trabajo, además que podría aumentar los referidos fondos proponiendo que considerase conveniente para su aprobación. El 25 de agosto se instaló la junta itineraria, y se nombró como presidente a Manuel Villacis, como tesorero a Eugenio Rodríguez, y como secretario a José María Delgado.
El 8 de noviembre de 1847 el gobernador del departamento de Sonsonate Rafael Padilla Durán escribe al supremo gobierno del Estado acerca de que la junta itineraria había empezado a construir el camino que uniría la ciudad santaneca con Sonsonate, menciona que para ese día llevaban construido 3 leguas, que probablemente ese tramo se finalice dentro los siguientes 15 días, y que por la anchura de tal camino pueden hacerse 3 carriles, finalmente menciona que por falta de fondos tal camino no se concluiría ese año, por lo que en los siguientes años se lo continuaría construyendo.
El 30 de enero de 1848, el presidente Eugenio Aguilar a través de su ministro general Francisco Dueñas emite un decreto en vista de que su período como presidente expiraba el 1 de febrero (según el artículo 44 de la constitución vigente en ese entonces, la decretada en 1841), que el presidente y vicepresidente electos se encontraban ausentes en ese momento, que debido a que los designados respectivos terminaban su período el mismo día, que para ese caso según la ley había que escoger al senador más cercano y que para ese momento estaba ya reunido el senado y por lo tanto podía escogerse a cualquiera de ellos, por lo que escoge para suplirlo en el cargo al santaneco Tomás Medina, siendo el primer santaneco en ocupar el cargo de presidente de la república, y quién lo ocuparía en calidad de senador designado desde el 1 de febrero hasta el 3 de febrero de ese mismo año, entregando el cargo ese último día mencionado al cargo al vicepresidente electo José Félix Quirós.

#### Sucesos durante el gobierno de Doroteo Vasconcelos
El 6 de marzo de 1848, la asamblea legislativa decreta que se construya el hospital que le corresponde a la ciudad santaneca, que vendría a ser el hospital San Juan de Dios (hospital nacional y primero en ser construido en la localidad); el 16 de agosto de ese año, bajo el auspicio del gobernador del departamento de Sonsonate Rafael Padilla Durán se creó la junta de la caridad para la dirección del hospital siendo electos para ello: como gran hermano o presidente de la junta Tomás Medina (quién desempeñaría esa función hasta su fallecimiento en 1884), como conciliadores José María Telles, Juan Sandoval y Enrique Figueroa, como secretarios Teodoro Moreno y Andrés Valle, como síndico Manuel Villacis, y como tesorero Eugenio Rodríguez. Sin embargo, debido a carencia de recursos el hospital entraría en funciones hasta 1853 cuando el gobierno de Francisco Dueñas le concedió la casa que había sido de Vicente Cepeda, abriéndose el 7 de junio de 1853, siendo su primer médico el licendiado Manuel Rodríguez; en 1856 vendría de Guatemala la imagen de San Juan de Dios, siendo bendecida por el obispo de San Salvador Tomás Miguel Pineda y Saldaña el 26 de julio de ese año; en 1857 el hóspital tuvo que clausurarse por la peste del cólera morbus por orden del gobierno debido a estar ubicado en el centro de la ciudad, siendo los enfermos trasladados a las casas de los miembros de la junta de caridad; ese año de 1857 se construyeron las primeras 28 varas de casa en el terreno de José María Portillo donde el hospital se establecería definitivamente contando además con un cementerio anexo; en 1875 se concluyó la construcción de la capilla San José y fue bendecida el 7 de marzo, asimismo vinieron de Guatemala las imágenes de San José y San Rafael (por medio de Mercades Valle de Contreras) y fueron colocados en sus altares el 20 de julio de ese año, también (con autorización del obispo de San Salvador) se tuvo que colocar una pared para hacer un cementerio especial para las personas que no eran católicas debido a petición del párroco santaneco (esto se resolvería finalmente con la ley de marzo de 1881 que estableció la laisación de los cementerios); en 1883 el cuidado religioso del hóspital quedó a cargo de las Hermanas de la caridad de San Vicente de Paúl (quienes llegaron a Santa Ana en 1878 gracias a las gestiones de Fray Felipe de Jesús Moraga y el párroco Miguel Rosales) y de la madre superiora sor Anselma Cabrera, quién a principios del siglo XX gestionó la reconstrucción de la capilla del hóspital, que sería inaugurado el 16 de septiembre de 1906 con la ayuda de las familias Hill, Álvarez, Meza Ayau, Escalón y Regalado (debido a ello dichos apellidos se encuentran en los altares de mármol italiano del templo); finalmente a inmediaciones del antiguo edificio se construyó uno nuevo en 1928 bajo los auspicios de Rafaél Meza Ayau.
El 27 de enero de 1849, siendo presidente Doroteo Vasconcelos, llegan al puerto de Acajutla los restos de Francisco Morazán (el cual había sido ejecutado el 15 de septiembre de 1842 en Costa Rica, el 6 de noviembre de 1848 el gobierno de Costa Rica se dispuso a enviar los restos de Morazán al territorio salvadoreño, lo cual fue uno de los últimos deseos de Morazán) siendo conducidos primero a Sonsonate desde donde se dispuso trasladarlos a San Salvador, por ello el 9 de febrero de 1849 la municipalidad santaneca presidida por los alcaldes Francisco Centeno (alcalde 1.º) y Enrique Figueroa (alcalde 2.º) envían una petición al supremo gobierno para que la traslación de los restos de Morazán pasara por la ciudad santaneca para que pudiera hacerse una misa de cuerpo presente en la parroquia central; tal solicitud es aceptada por el gobierno central el 14 de febrero y publicada en el diario oficial el 23 de febrero de ese año; por lo que los restos de Morazán son sacados de Sonsonate el 3 de marzo de ese año a las 5 de la tarde con toda la solemnidad posible y fueron trasladados a Sonzacate, al siguiente día los restos fueron trasladados a Santa Ana siendo acompañados por el gobernador departamental Rafael Padilla Durán y otros 450 hombres montados en caballos, llegando a la ciudad a las 4 de la tarde siendo recibidos por 60 infantes uniformados en la aldea San Antonio en donde tales infantes y piezas de artillería dispuestas en el lugar hicieron descargas en honor a la llegada de los restos, ese día se depositó la urna en la iglesia de Santa Lucía donde fue custodiado por los infantes y la caballería, el 6 de marzo una procesión conformada por el gobernador departamental, curas, coadjutor, el párroco de chalchuapa y el de coatepeque, las municipalidades y habitantes más notables de las poblaciones cercanas y la mayoría de militares del departamento trasladaron los restos a través de todas las bocacalles hasta depositarlos en la parroquia central en donde fueron depositados en una elegante pira que fue custodiada por dos oficiales durante la misa y las exequias, tiempo durante el cual se dispararon 21 cañonazos y varias descargas de la infantería, tras eso la municipalidad santaneca repartió almuerzo y hubo música, manteniéndose el lugar concurrido hasta horas de la noche. Los restos de Francisco Morazán permanecerían en la parroquia central de la ciudad santaneca hasta 1854 cuando son trasladados a Cojutepeque, para luego ser trasladados a San Salvador en el año de 1859 .
El 14 de abril de 1849, el presidente Doroteo Vasconcelos sale de San Salvador para visitar las poblaciones del departamento de Sonsonate, en su visita a la ciudad de Santa Ana (acaecida alrededor del 25 de abril) se nos informa que en la ciudad había una sola escuela pública a la que asistían 62 niños y que tenía por preceptor a Juan Antonio Masat, en esa escuela los niños aprendían lectura, escritura, ortografía, aritmética, moral y doctrina cristiana; en tal visita el preceptor manifestó que la escuela no presentaba adelanto alguno debido a la falta de asistencia de la mayor parte de jóvenes que la forman y que se habían dado varios avisos a la autoridad municipal. Posteriormente el presidente visitó la casa consistorial en donde se nos dice que se registró el archivo de la corporación y que tal no presentaba falta alguna debido al trabajo del secretario Teodoro Moreno; posteriormente la municipalidad presentó las necesidades que tenían la junta itineraria (formada para arreglar los caminos de la población, principalmente el de Santa Ana a Sonsonate) y la junta de caridad, la primera aún no había iniciado a trabajar, mientras que la segunda (la junta de caridad) se había asociado con los cofrades de la iglesia El Carmen para reconstruir una iglesia en ruinas (la del barrio Santa Cruz) y que servirá para el hospital; por otro lado se nos menciona que las cárceles de la ciudad no tenían ni capacidad ni ventilación, y que el gobierno iba a dar una cantidad para los gastos de construcción de un corral o potrero. Finalmente se nos habla acerca de la escuela privada (una de las primeras escuelas privadas que se tengan constancia en la ciudad) a cargo del guatemalteco José Ramírez (quién utilizaba para enseñar el Método lancasteriano), tal escuela que estaba compuesta de 26 niños (de los cuales ninguno sobrepasaba los 12 años) que recibían en tal institución: aritmética, lectura, escritura, definiciones de cualquier voz que se les presenten, ortografía y dibujo lineal; se menciona que entre los estudiantes de tal institución se destacaba Marcial Medina de siete años.
La Gaceta oficial del Estado del Salvador emitida el 28 de junio de 1850, por información dada por el gobernador departamental de Sonsonate Miguel Saizar, muestra el estado de los alumnos de las escuelas públicas en el departamento en ese entonces. En el caso de Santa Ana, su escuela pública contaba con 99 alumnos y, de esos, 55 recibían escritura, 55 aritmética, 49 moral, 49 ortografía y los 99 recibían doctrina cristiana. Lo cual muestra que la educación no era impartida uniformemente, ya que solo pocos recibían una educación completa y solo la materia de doctrina cristiana era impartida para todos.
El presidente Doroteo Vasconcelos y el presidente Hondureño Juan Lindo, se alían para invadir Guatemala para deponer el gobierno conservador de ese país que era presidido por Mariano Paredes; por lo que el 13 de enero, Vasconcelos estableció y organizó su cuartel general en la ciudad santaneca y posteriormente lo moviliza a Metapan para combinarse con el ejército hondureño. El 29 de enero de 1851, el ejército aliado invade Guatemala y el 2 de febrero de ese año se libra la batalla de La Arada, que resulta en la derrota derrota del ejército aliado por las tropas guatemaltecas comandadas por Rafael Carrera, tras esto el ejército se retiró hacia El Salvador, mientras que Carrera reorganizó su ejército y cruzó la frontera salvadoreña el 9 de febrero. El 12 de febrero el general Cabañas ordenó a los coroneles Pedro Escalón y Rafaél Padilla Durán evacuar la ciudad de Santa Ana. El 13 de febrero, Carrera ocupó la ciudad santaneca donde acampo, exigiendo la renuncia de Vasconcelos. El 18 de enero Vasconcelos renuncia a la presidencia y en su lugar de él gobernó el vicepresidente José Félix Quirós (quien ya ejercía el mando desde que Vasconcelos lo depuso a él para conducir los ejércitos aliados; Quirós gobernó hasta el 8 de mayo de ese año cuando se nombró para el cargo como senador designado a Francisco Dueñas); el 21 de febrero, el presidente guatemalteco Manuel Paredes ordenó a Carrera que regresara a Guatemala porque los aliados deseaban la paz, ese mismo día Carrera dejó la ciudad de Santa Ana y regresó a Guatemala, y el 26 de febrero la asamblea decretó la desmovilización y licenciamiento del ejército, terminando de esa manera ese conflicto.

### Sucesos durante los gobiernos conservadores de 1851 a 1859
En 1852, las plantaciones aledañas son atacadas por una plaga de langostas, plaga que duró hasta 1855. En julio de 1857 Santa Ana se vio invadida por el cólera morbus, muriendo 275 personas principalmente en las aldeas, siendo menor la mortandad que la reportada en 1837.

#### Sucesos durante el primer período como presidente electo de Francisco Dueñas
El 21 de marzo de 1852, el presidente de la junta itineraria de la ciudad santaneca Manuel Villacis escribe al gobernador departamental Elías Delgado acerca de la inauguración del primer tramo de la carretera que une a Santa Ana con Sonsonate, en tal documento expresa que mandó a fabricar una carreta cargada de maíz para hacer la inauguración el 18 de marzo de ese año en la cumbre de esa carretera, a tal evento fueron invitados el general Isidoro Saget, el alcalde 1° Francisco Arcía, el secretario municipal y varios regidores, los alcaldes de chalchuapa, el presidente de la junta itineraria de Sonsonate, y varios vecinos de Izalco. El día de la inauguración se llevó la carreta tirada con una yunta de bueyes con el pabellón nacional a la cumbre, luego de ello se quemaron fuegos artificiales, se elevó un globo. se repartió almuerzo y se solemnizó el acto con música, regresando a la ciudad el mismo día.
El 28 de julio de 1853, el gobernador del departamento de Sonsonate Elías Delgado da información al gobierno acerca de la celebración de las fiestas patronales de la ciudad santaneca, mostrando el modo en que tales fiestas se celebraban en ese tiempo, él menciona que las fiestas se celebraban desde el 17 al 26 de julio y que los días del 17 al 25 se llevaban a cabo en cada día una reunión de los vecinos de un determinado barrio o aldea cercana, tales reuniones eran llamadas "entradas" y eran preparadas y adornadas por señoras encargadas de ello, contaban con una mesa donde había obsequios para cada uno de los concurrentes en ellas, y las personas asistían con traje de gala. El gobernador menciona que en ese año destacaron en su ornamentación la entrada del barrio Santa Crúz, la del Centro y la de Santa Bárbara; y que la entrada celebrada el día 20 de julio tuvo que suspenderse por las fuertes lluvias y continuarse en la mañana del día siguiente, menciona también que las entradas estuvieron acompañadas de música marcial proporcionada por el presidente Francisco Dueñas (quién tenía también el título de primer Mayordomo del Centro). El día propio de las fiestas (26 de julio) se celebró la misa en la parroquia central oficiada ese año por el párroco de Coatepeque Ramón Rivera por invitación del párroco de la ciudad santaneca Juan Bautista Navarro, estando además como asistentes a la misa otros eclesiásticos, autoridades, mayordomos y gran números de personas, en la misa hubo también un panegírico pronunciado por el párroco de Sonsonate José María Navarro; el gobernador menciona también que los días 25 y 26 hubo la mayor concurrencia a las fiestas, lo cual se debía también a la llegada de corporaciones y cofradías de los pueblos vecinos que vinieron con sus trajes y bailes típicos; menciona a su vez que hubo mucha concurrencia en la procesión de la patrona de la ciudad, llevada a cabo en la tarde del 26 de julio como culminación de las fiestas; y finalmente menciona que la lluvia de los últimos días de las fiestas no dejó que se llevara a cabo el desfile de globos aerostáticos que se tenían preparados e impidió también la quema de fuegos artificiales que habían sido contribuidos por cada una de las entradas.

#### Sucesos durante la presidencia de José María San Martín
El 9 de febrero de 1854, en Cojutepeque (capital provisional del país en ese entonces), se firmó el acta de anexión del municipio de Santa Lucía al de Santa Ana por el diputado Albino Díaz, el secretario honorario Horacio Parker y el senador José María Vides; el 8 de marzo de ese año, por decreto legislativo, se le quita el título de pueblo a Santa Lucía y se lo une como barrio a Santa Ana; manteniendo su calidad de municipio hasta el 11 de marzo de ese año. Finalmente, las tierras ejidales que el municipio de Santa Lucía concedía a sus habitantes para ser cultivadas, serán cedidas al municipio de Santa Ana hasta 1858.
El 25 de mayo de 1854 se fundó una cátedra de latinidad en terreno donado por el presbítero José Mariano Méndez en su testamento, con la cual los santanecos podrían aprender además de lo básico (aprender a leer, escribir, contar o la doctrina cristiana) el idioma latín (que era muy importante en esa época) y filosofía, y ya no tenían que verse en la necesidad de trasladarse a Guatemala o San Salvador para completar sus estudios; el 3 de noviembre de 1858 es declarada por decreto ejecutivo como escuela normal (por lo cual en dicho establecimiento se podría aprender también matemática, ciencias y gramática española, completándose así los estudios primarios), a la vez que se manda que el sueldo del director (que era el profesor Santiago Barberena) provenga de las tierras legadas por Mariano Méndez y el impuesto de tajo (es decir aquel proveniente del destace de ganado); posteriormente se le daría el rango de liceo (con lo que también tendría estudios secundarios), y funcionaría hasta el 14 de agosto de 1861 (cuando fue clausurada debido a falta de director interino y a la escasez de estudiantes). Posteriormente, en dicho lugar se establecería la Escuela de varones N.º 2; luego, en 1908, se decide construir en su terreno una escuela artes y oficios, cuya iniciativa provino de la construcción de la Escuela de Artes y Oficios en San Salvador en 1897, tal construcción fue supervisada por el general Luis Gómez y fue finalizada en 1911 (siendo esta la construcción que se ve en la actualidad), en sus instalaciones seguiría en sus funciones la Escuela de varones n.º 2 (por lo que seguiría siendo llamada de esa forma en los siguientes años), el 5 de noviembre de 1922 se le daría el nombre de su benefactor (José Mariano Méndez); el 6 de marzo de 1924 por acuerdo ejecutivo es elevada a categoría superior siendo nombrada en ese entonces "Escuela superior de varones José Mariano Méndez", entre 1926 y 1928 sería restaurada debido a que su estructura había sido daña por el terremoto del 6 de septiembre de 1915, durante las fiestas julias de 1928 sería ocupado como salón de exposiciones. En 1929 quedaría organizado el grupo escolar Mariano Méndez, compuesto por una sección de niños (que estaría integrado por una escuela elemental o de estudios primarios y una escuela superior o de estudios secundarios) y una sección de niñas (que contenía un kindergarten, una escuela elemental y una escuela superior); en 1933 se integraría a dicho grupo escolar la Escuela Normal de Maestros hasta que está fue traslada a la capital en marzo de 1939; la escuela José Mariano Méndez continuaría funcionando hasta 1986 cuando fue cerrada y totalmente abandonada, siendo su estructura deteriorada con el paso de tiempo y quedando en estado de ruina para inicios del tercer milenio, planteándose a partir de entonces varias ideas para su restauración.
El 19 de junio de 1854 el gobernador departamental de Sonsonate Teodoro Moreno le escribe al ministerio del interior y de relaciones exteriores para informarle acerca de la plaga de Chapulín (que había afectado a las plantaciones maíz del departamento desde 1852), en dicho escrito menciona que en el distrito de Santa Ana la agricultura se encontraba floreciente, que se han triplicado las milpas con respecto al año anterior y que se encuentran en mejor estado; a su vez menciona que en Chalchuapa y en la ciudad santaneca se exterminó más de 12 manchas que se enterraron en zanjas de más de 20 varas de largo, media vara de ancho y media vara de profundidad; además de que con la ayuda de más de 300 hombres lograron salvar muchas milpas en las referidas poblaciones.
El 21 de junio de 1854, el gobernador departamental Teodoro Moreno le escribe al Ministerio del Interior y de Relaciones Exteriores sobre las mejoras materiales hechas en el departamento de Sonsonate, desde que se hizo cargo de forma interina de la gobernación de dicho departamento el 13 de mayo del mismo año (luego del retiro del gobernador Tomás Medina), mencionando que en la ciudad santaneca la policía y el ornato continúan progresando, mientras que el alumbrado y la compañía de serenos se mantienen a pesar de sus bajos fondos. Por otro lado, se había remodelado un salón del edificio de la municipalidad por obra del alcalde primero Estanislao Isasi, asimismo el mayordomo de fábrica Francisco Centeno había ampliado el cementerio de la ciudad (ubicado en el actual parque Anita Alvarado) y erigido las paredes y capilla de dicho camposanto, así como estaba preparando los materiales para la construcción y adorno del atrio de la parroquia central. Finalmente se menciona que se iba a construir una azotea en la iglesia El Carmen, que el alcalde segundo José Rodríguez preparaba los materiales para la construcción de un dique en la cabeza del barranco del río Apanteos, que la junta de Caridad tomaba informes para la construcción de un cementerio ubicado a sotavento de la ciudad, que se estaban reuniendo materiales para la construcción de las cárceles, que se había finalizado la construcción del puente de madera en el camino que se dirige a Sonsonate y Guatemala, y que se planeaba construir otro en la quebrada o barranca que divide al barrio de Santa Lucía; el cual se lo terminó de construir a finales del mes de septiembre de dicho año.
El 18 de septiembre de 1854, el gobernador departamental Tomás Medina (quien había vuelto de su retiro) le escribe al ministro del interior y relaciones exteriores sobre la celebración de la independencia en la ciudad santaneca, mostrando el modo en que se celebraba tal fecha en aquel entonces, mencionando que el 14 de septiembre fue junto con los miembros de la municipalidad, de la junta central de educación pública y algunos vecinos notables a la cátedra de latinidad (la posterior escuela José Mariano Méndez) en donde se llevó a cabo un certamen a los jóvenes que cursaban la clase de gramática, ese mismo día en una hora designada se tocaron las campanas de todas las iglesias de la ciudad, en la tarde se trajo con solemnidad el pabellón nacional de la casa del alcalde primero, y por la noche hubo orquesta en la sala municipal. El 15 de septiembre a las 5 de la mañana hubo descargas de fusiles que dio la señal para enarbolar el pabellón nacional, a las 6 se colocó el acta de independencia en un sitial en el edificio municipal posteriormente las autoridades municipales junto con vecinos principales asistieron a misa, tras ello se dio lectura al acta de la independencia en la sala municipal seguido de un almuerzo en casa del alcalde primero Estanislao Isasi; posteriormente, hubo un desfile de carrozas con carruajes adornados con alegorías relacionadas con la fecha: la municipalidad presentó un emblema de la independencia y la libertad, el barrio San Juan Calvario a Montesuma y su corte, el barrio Santa Cruz presentó a América bajo un árbol y los cinco volcanes y el escudo de armas (que en ese entonces desde 1841 hasta 1865 era el mismo que el que se había utilizado como escudo de las Provincias Unidas del Centro de América), el barrio de Santa Bárbara presentó al acta de independencia custodiada por dos niños uniformados, el barrio San Juan Indígenas (el posterior barrio San Lorenzo) presentó la constitución del Estado, el barrio Santa Lucía presentó también su carroza (la cual no es descrita, así como tampoco se menciona si presentaron alguna carroza el barrio San Sebastián y el barrio de Guadalupeño); la guarnición militar participó también en el desfile haciendo salvas en cada esquina hasta su conclusión; en la noche hubo una orquesta donde el profesor José María Delgado hizo ejecutar una canción patriótica. El 14 y el 15 hubo también corrida de toros. El 16 se hizo un examen a los estudiantes de primera letras y por la noche se presentaron fuegos artificiales.
El 9 de diciembre de 1854, el presidente José María San Martín emite un decreto ejecutivo por el cual se le quita a los alcaldes las facultades de conocer asuntos de menor cuantía, los juicios conciliatorios y juicios por faltas; y para encargarse de esas funciones se crean los jueces de paz (este cargo judicial cobraría vida tras ser electos en la elección municipal de diciembre de 1854 e igualmente serían electos en las elecciones municipales en los siguientes años hasta que el 19 de febrero de 1862 tras ser sancionado la ley orgánica judicial su elección estaría al cargo del órgano ejecutivo, situación que permanecería así hasta 1950, cuando la constitución emitida ese año señala que su elección dependería de la Corte Suprema de Justicia), en el caso del municipio de Santa Ana tendría que elegir 2 jueces de paz propietarios y 2 suplentes; por otro lado, ese mismo decreto legislativo reorganizó las municipalidades, por lo que cada municipio solamente sería presidido por un alcalde, un síndico y varios regidores (el número de estos últimos dependería de la población), por lo que en las elecciones municipales de diciembre de 1854 por primera vez se escogió un alcalde municipal (en lugar de un alcalde 1.º y un alcalde 2.º como se hacía con anterioridad), siendo el primero Francisco Figueroa (su período de administración municipal e igual que el de su sucesores hasta 1930 sería de un año, celebrándose en diciembre las elecciones y tomando posesión en enero del siguiente año).
El 22 de febrero de 1855 es sancionado por el presidente José María San Martín el decreto legislativo por el cual se divide el departamento de Sonsonate en dos, por un lado algunos municipios continuaron constituyendo el departamento de Sonsonate y por el otro se creó el Departamento de Santa Ana, siendo su primero gobernador el coronel Teodoro Moreno, y además del municipio homónimo, el departamento contenía los municipios de: Chalchuapa, Metapán, Coatepeque, Masahuat, Texistepeque, Atiquizaya, Ahuachapán, Tacuba, San Lorenzo y Ataco; a estos se les uniría Jujutla y San Pedro (que antes formaban parte del departamento de Sonsonate) por decreto legislativo de 8 de febrero de 1859; todos estos municipios conformaron este departamento hasta el 9 de febrero de 1869 cuando por decreto legislativo, los municipios de: Ahuachapán, Jujutla, San Pedro, Atiquizaya, San Lorenzo, Tacuba y Ataco se segregaron del departamento santaneco para conformar el departamento de Ahuachapán.
El 27 de julio de 1855, el gobernador del departamento de Santa Ana el coronel Teodoro Moreno le informa al ministro del interior y de relaciones exteriores sobre las mejoras materiales llevadas a cabo en el departamento, menciona que se había reedificado la cárcel de mujeres, que se estaban reuniendo materiales para reparar el cabildo, que la junta parroquial había reedificado una casa contigua a la parroquia central para reunir materiales para la construcción del atrio de la parroquia central y el de la iglesia El Carmen; a su vez menciona que en el actual barrio San Sebastián, específicamente en el área donde se encuentra la iglesia El Carmen, se abrió una calle compuesta por siete cuadras que estaban delineándose; asimismo, se abrió una calle en la calle en la entra del camino que viene de San Salvador y se dirige hacia Guatemala cortando las peñas que impedían construirla, a su vez en dicha calle se colocó un empedrado de 290 varas de largo y 8 varas de ancho, dicha continuaba hasta llegar al cementerio (el actual parque Anita Alvarado). Finalmente menciona que había mandado a blanquear las casas y paredes de los tracorrales (es decir aquellos sitios cerrados y descubiertos que había después de las casas que tenían corral) que se hallaban en las calles del centro, fijando una fecha límite y con advertencia de multa y de echarles cal sin el permiso del dueño; por último el gobernador menciona que se había encalado las casas pero no las paredes por lo que estaba reuniendo los fondos para comprar la cal y llevarlo a cabo.

#### Sucesos durante las presidencias de Rafael Campo y Miguel Santín del Castillo
El 12 de septiembre de 1856, el gobernador del departamento de Santa Ana Teodoro Moreno informa al gobierno central sobre las mejoras materiales de la ciudad y el resto del departamento llevadas a cabo durante la primera mitad de ese año, en tal documenta menciona que en la ciudad santaneca se habían construido una caja de agua, una alcantería, y cuatrocientas cincuenta nuevas cañerías para alimentar las fuentes públicas de la ciudad. Asimismo menciona que la construcción de la carretera que conduce a sonsonate va bastante avanzada, llegando tal carretera hasta la aldea de las crucitas ubicada a cinco leguas de la ciudad.
El 7 de junio de 1857, el general Gerardo Barrios (quien se encontraba como comandante del ejército expedicionario salvadoreño luego de terminada la contienda militar que tal contingente entabló junto con los ejércitos expedicionarios de los demás países centroamericanos contra el filibusterio William Walker en la Guerra Nacional de Nicaragua) desembarca en el puerto de La Libertad, el 8 del mismo mes y año entra con el ejército expedicionario a San Salvador y luego el 10 de junio desconoce la autoridad del presidente Rafael Campo (quien sen encontraba en la capital de ese entonces Cojutepeque) contando con el ejército estacionado en San Salvador; el 11 de junio Campo declara faccioso a Barrios y comienza a reunir al ejército aún fiel al gobierno en Cojutepeque para prepararse ante un inminente ataque. Debido a esto el 15 de junio de ese año, el gobernador y comandante departamental Teodoro Moreno junto con los demás comandantes del cuartel santaneco se declaran fieles al gobierno de Rafael Campo, acto seguido el 16 de junio la municipalidad santaneca presidida por el alcalde Manuel Rodríguez se declara igualmente fiel al gobierno de Campo. Sin embargo, tal conflicto se resolvería sin librarse una batalla debido a las negociaciones que por parte del gobierno llevó José María San Martín con el general Barrios. El 14 de junio, Barrios se rinde ante el gobierno y el 15 de junio lo hace el resto de su ejército por lo que sus vidas son perdonadas y la paz se restablece.
Según el informe del gobernador Teodoro Moreno del 29 de octubre de 1857, en ese año tanto él como las autoridades locales del departamento proporcionaron recursos al gobierno para sostener la guerra nacional (contra los filibusteros comandados por William Walker en Nicaragua) y para combatir la epidemia de Cólera morbus que ese año había azotado al país. Por otro lado, menciona que para entonces se ha construido una cañería de 3500 varas, nueve alcantarillas y tres cajas para aumentar el agua; además que se habían construido cinco nuevas pilas (que se suman a las pilas públicas y las 3 de particulares que había en la ciudad), se estaban reuniendo materiales para construir otras (incluyendo una para el cabildo, para el servicio de las cárceles), y se estaban reedificando las pilas de San Sebastían y la de Santa Lucía. Finalmente menciona que se han hechos unas mejoras a la sala de los juzgados de paz, se construyeron 48 varas de empedrado de la calle de la iglesia de El Carmen y se están reparando el empedrado de otras calles, asimismo se estaba cerca de concluir la construcción del atrio de la iglesia de El Carmen, y se estaba planeando la reedificación de la iglesia de El Calvario (dicha iglesia construida en 1824, fue destruida por un ciclón en 1833; sin embargo su reedificación se pospondría por varias décadas; hasta la década de 1880, cuando Fray Felipe de Jesús Moraga se encargó de que dicha obra fuese hecha y completada, siendo inaugurada el 6 de diciembre de 1885; esta misma parroquia se caería nuevamente por el terremoto del 13 de enero de 2001 y sería nuevamente reedificada).
Según un informe municipal de Santa Ana de 17 de diciembre de 1858 (cuando se desempeñaba como alcalde Manuel Rodríguez), el municipio de Santa Ana tenía una población de 13 090 habitantes alojados en 743 casas de teja y 312 ranchos pajizos en la ciudad y otras muchas en las 22 aldeas del municipio. Por otro lado, según información dada ese mismo año por el gobernador y comandante departamental Teodoro Moreno; en la ciudad había una sola escuela de varones (la escuela normal de la ciudad) donde se enseñaba: lectura, escritura, aritmética, gramática, moral, latinidad, matemáticas (estas dos últimas son las que las distinguía de las escuelas de primeras letras) y la doctrina cristiana, su director el licenciado Santiago Barberena, teniendo una dotación de 160 y una cantidad de alumnos de 78 (de los cuales 66 recibían lectura, 66 escritura, 26 aritmética, 26 gramática, 26 moral, 12 latinidad y 12 matemáticas; además que los 78 recibían enseñanzas de la doctrina cristiana que estaban basadas en el catecismo hecho por Ripalda). Para ese tiempo era párroco de Santa Ana Juan Francisco Chávez; y se conoce por información dada por la parroquia santaneca, que para ese año hubo 814 nacimientos (414 varones y 400 niñas respectivamente; siendo menos que el año anterior que fue de un total de 909, esto debido a la epidemia de cólera morbus), 459 fallecimientos (240 hombres y 219 mujeres), 136 matrimonios. y un aumento de la población por personas que emigraron al municipio de 355.
Según el informe del gobernador departamental de 1 de enero de 1859 acerca de las mejoras hechas a la ciudad el año anterior; durante el mes de marzo de 1858 se concluyó la construcción de la carretera que uniría a Santa Ana con Sonsonate y el puerto de Acajutla, y para su inauguración solo faltaba que se abriera la parte del departamento sonsonateco; también menciona que se han construido ciento tres varas de empedrado de la calle del cementerio (es decir lo que hoy es el parque Anita Alvarado), y en la calle que va de la plaza central al barrio San Lorenzo (actual avenida Independencia norte) se está construyendo un dique; en el cabildo se construyó una pila para el servicio de las cárceles y un acueducto de 140 varas, además que se construyeron otras seis pilas de particulares; además se informa que por acuerdo del supremo gobierno del 20 de octubre la escuela normal fue convertida en liceo, convirtiéndose de esa forma en un centro de estudios secundarios, por lo que pide que las clases dadas ahí fuesen valederas para la inscripción en la Universidad Nacional. Por otro lado, menciona que se estaba reedificando la fachada de la parroquia central luego de haber sido dañada por un rayo; sin embargo es de mencionar que en ese momento muy probablemente solamente se le hicieron arreglos estéticos, ya que posteriormente se le harían varias reparaciones hasta que 1881 el párroco Miguel Rosales decide reconstruir por completo la fachada de la parroquia (haciendo que está pierda por completo su aspecto colonial).

### Sucesos durante el gobierno de Gerardo Barrios
El 18 de junio de 1859, por decreto ejecutivo dado por el presidente provisorio Gerardo Barrios (quien gobernó como senador designado, tras haber destituido al presidente Miguel Santín del Castillo y después de los períodos presidenciales de Joaquín Eufrasio Guzmán y José María Peralta; Barrios gobernó como senador designado desde el 9 de marzo de 1859 a enero de 1860), el 13 de junio de 1859, se reorganiza el ejército nacional por lo cual la unidad militar de Santa Ana seguiría con el rango de batallón, el cual sería nombrado como batallón N.º 2 G.N. (de guardia nacional, no confundirlo con el cuerpo de seguridad llamado Guardia Nacional que surgiría tiempo después) y estaría comandado por un coronel o un teniente coronel y compuesto por 4 compañías comandadas cada una por un capitán y conformadas cada una por 137 soldados (en total el batallón estaría compuesto por 548 soldados); este batallón estaría adscritos a la división del centro que estaría comandada por un general, siendo en ese momento designado como comandante de esa división el general Manuel Hernández. El cuartel de dicho batallón estaba ubicado en una mediagua cerca del cabildo o casa consistorial, en terreno donde hoy está el palacio municipal.
En enero de 1860, es electo presidente de la república el capitán general Gerardo Barrios, durante su presidencia se introdujo masivamente el cultivo de café (el cual ya era cosechado en el país con anterioridad pero en pequeña escala), este cultivo desempeñaría un papel primordial en la historia de la ciudad de Santa Ana y de todo el país debido a que llegó a convertirse en el principal producto producido tanto por Santa Ana como por el país, siendo la ciudad santaneca junto con Santa Tecla sus principales productores.
El 6 de febrero de 1860, por acuerdo legislativo la aldea La Empalizada que era parte del municipio de Chalchuapa, pasa la jurisdicción de Santa Ana como una de su aldeas y posteriormente como un cantón; debido a la iniciativa presentada por el gobernador Teodoro Moreno por el hecho de que los habitantes de La Empalizada eran oriundos de Santa Ana.
En el año de 1861, según el informe del gobernador departamental Teodoro Moreno dado el 15 de enero del siguiente año, la Junta de Caridad había logrado recolectar fondos para la finalización del Hospital San Juan de Dios y el cementerio anexo; por otro lado, menciona que gracias a esfuerzos del párroco Manuel Alcaine se habían reedificados la sacristía de la parroquia central y la casa conventual; y además que se habían pavimentado 15 cuadras de la ciudad. Por otro lado, en el ámbito educativo, la ciudad contaba con una escuela de niños dirigida por Dolores Acevedo (quien devengaba un salario de 30 pesos) que contaba con 129 varones, y una escuela de niñas dirigida por Vicente Laparra (con un salario de 15 pesos) que contaba con 34 niñas; con esos datos notar que la asistencia escolar era escasa y que los sueldos de los profesores muy reducidos.
En el año de 1862, debido a que no podía mejorarse el camino existente entre Santa Ana y Chalatenango por las haciendas, el gobernador del departamento de Chalatenango decidió abrir una nueva vía por el paso del Tamarindo; siendo dicho camino menos fangoso, más corto y con mejor paso del río Lempa con respecto del camino anterior.
A las tres de la mañana del 1 de abril de 1862, una facción militar de 60 soldados procedentes de Guatemala y liderada por el teniente coronel Francisco Sáenz, José María Quezada, Clodomiro Montoya y Antonio Blanco se apoderaron de la plaza pública y el ayuntamiento santaneco (así como de las armas y municiones que se guardaban en la oficina de la comandancia), en un intento de que Santa Ana se pusiese en contra del gobierno de Barrios; mientras que el gobernador Teodoro Moreno se movilizaría a Coatepeque donde daría aviso al gobierno y agruparía a las tropas. Posteriormente, Francisco Sáenz repartió un manuscrito firmado por él en las casas particulares para informar a la población de sus motivos; luego del amanecer trasladaron desde sus casas al alcalde Carlos Aragón y al licenciado José Trigueros al edificio municipal donde nombraron al primero como gobernador y al segundo como secretario, mientras que al concejo municipal le fue dada un acta hecha por Lorenzó López para que desconociese el gobierno de Barrios; mientras tanto los vecinos principales se prepararon para atacar y recuperar la plaza, debido a ello —y a la negatividad de los habitantes de la ciudad y los presos de unirse a su causa— a las 8 de la mañana los facciosos decidieron regresar a Guatemala por el lado de Jutiapa, llevándose como prisionero al capitán Pedro Carranza, inmediatamente los santanecos que se habían armado salieron en su persecución dirigidos por el coronel Pedro Escalón, en el intercambio de disparos que sucedió en ese momento resultaron heridos el Sargento Barías (en el lado santaneco) y un oficial y dos soldados (en el lado rebelde), en el camino el capitán Pedro Carranza logró fugarse de sus captores y regresar a Santa Ana ese mismo día. Pocas horas después llegarían un contingente de Ahuachuapan comandado por el coronel José Chica, las fuerzas lideradas desde Coatepeque por el gobernador Teodoro Moreno, y contingentes provenientes de Chalchuapa, Texistepeque y Metapán.  El 12 de abril de ese año, el presidente Barrios salió se dirigió a la ciudad santaneca en donde verificaría la situación y daría un discurso felicitando a la población.
El alcalde electo para el año de 1863 era el señor don Miguel Ramos.
El 4 de febrero de 1863, debido a las diferencias entre el presidente Gerardo Barrios y su homólogo Rafael Carrera, las milicias salvadoreñas que se habían reunido en San Salvador marchan hacia Coatepeque dirigidas por el presidente Barrios para establecer ahí su cuartel general a la espera de la invasión de Carrera. El 9 de febrero, Rafael Carrera (quien había depositado el cargo en su concejo de ministros, tras la autorización del congreso guatemalteco para invadir El Salvador) concentró sus tropas en Jutiapa, y el 18 de febrero, el ejército de Carrera cruzó la frontera salvadoreña; el 20 de febrero de 1863, Rafael Carrera junto con todo su ejército ocupó la ciudad de Santa Ana sin mayor resistencia; desde Santa Ana fue a atacar las fortificaciones salvadoreñas en Coatepeque y cerro de San Pedro Malakoff, el 22 y 23 de febrero de ese año Carrera fue derrotado en la batalla de Coatepeque debido a la estrategia del presidente Gerardo Barrios, al final del 23 de febrero Carrera se dispuso a regresar a Guatemala por el mismo camino por el que había entrado.
Ante la amenaza de una nueva incursión de Rafael Carrera, el 13 de junio de 1863 el presidente Barrios estableció su cuartel general en la ciudad santaneca; Barrios se quedó como comandante general del ejército hasta el 27 de julio cuando regresó a la capital y en su lugar dejó como comandante al general Trinidad Cabañas. El 30 de junio el general Santiago González reúne a las fuerzas que se encontraban en Santa Ana y desconoce la autoridad presidencial de Barrios territorio salvadoreño, tras eso Cabañas y varios oficiales con sus tropas decidieron retirarse de la ciudad quedando únicamente 1200 efectivos de los 3800 que había originalmente. El 3 de julio, a las 8 de la mañana, el ejército guatemalteco llega a Santa Ana y se enfrenta a las fuerzas comandadas por González, la batalla duró hasta la mañana del 4 de julio cuando fue tomada la plaza pública; al amanecer fueron ejecutados todos los heridos y soldados salvadoreños que habían sido capturados, luego el ejército guatemalteco saquea la ciudad, González se rinde y Carrera decide establecer su cuartel general en la ciudad. El 10 de julio (ante el cura párroco de Santa Ana presbítero Manuel Alcaine, un gran número de vecinos de la ciudad santaneca y otras personas provenientes de El Salvador y Guatemala) se declara como presidente provisorio a Francisco Dueñas.  El 8 de septiembre en Santa Tecla, Dueñas nombra a los nuevos gobernadores, nombrando para Santa Ana a José María Gómez. El 29 de septiembre los ejércitos guatemaltecos y nicaragüenses atacan San Salvador, luego el 26 de octubre Gerardo Barrios decide renunciar a la presidencia y partir al exilio, ocupando la presidencia como presidente provisorio el licenciado Francisco Dueñas. El 28 de octubre son llevados a la ciudad santaneca en calidad de prisioneros el ministro de relaciones exteriores y gobernación (que también se desempeñaba desde marzo de ese año como ministro de guerra) Manuel Irungaray, y los señores Eugenio Oyarzun y Luciano Luna, siendo posteriormente fusilados por orden de Carrera el 31 de octubre en el cementerio santaneco ubicado en ese entonces en la plazuela del barrio Santa Cruz (hoy parque y mercado Anita Alvarado).

### Sucesos durante la presidencia de Francisco Dueñas de 1863 a 1870

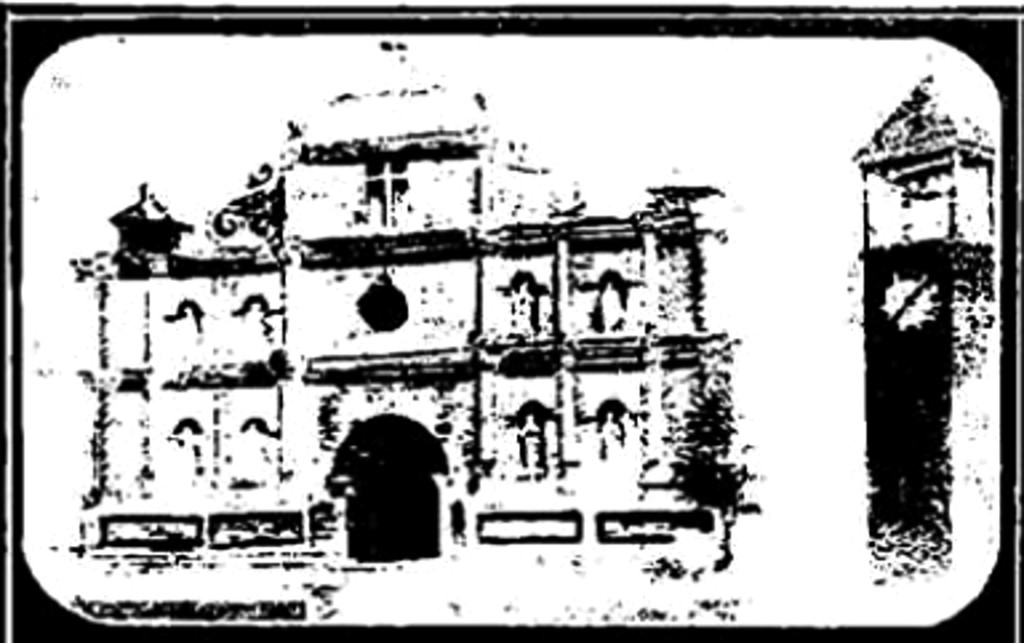
Grabado que muestra a la parroquia central en la década de 1870 (con su aspecto colonial de antes de que en 1881 se reconstruyese su fachada debido a los daños y deterioro ocasionados por el impacto de un rayo), junto a una torrecilla de mampostería construida por la municipalidad para albergar el reloj mientras se construía el palacio municipal.

Tras el golpe de Estado a Gerardo Barrios, el gobierno provisorio de Francisco Dueñas buscó arreglar los estragos causados por la guerra, pero en el primer año de gobierno muy poco se pudo hacer por lo que la reconstrucción llevaría un poco más de tiempo, sin embargo, el gobierno buscó aliviar a muchas de las familias afectadas. Por otro lado y debido al golpe desatado, el alcalde municipal Miguel Ramos dejó el cargo y su lugar lo ocupó el regidor Vicente Vides Linares.
El 10 de diciembre de 1863, la municipalidad (presidida como se dijo anteriormente por Vicente Vides Lemus), el párroco santaneco Catarino Umaña y vecinos notables de la localidad presidido por el gobernador santaneco José María Gómez, en vista de que en días anteriores otras municipalidades del país habían escrito a la presidencia su opinión acerca de la reorganización de la república, escribieron a la presidencia de la república y propusieron (así como lo habían hecho otras municipalidades del país) que se celebrasen elecciones para elegir diputados a una asamblea constituyente.
El domingo 3 de enero de 1864, se llevaron a cabo las elecciones para diputados de la asamblea constituyente de ese año, tales diputados resultarían electos en los círculos electorales (siendo 3 los diputados propietarios y 1 suplente que resultarían electos); en el círculo senatorial de Santa Ana fueron elegidos como diputados propietarios: José María Vides, José Presentación Trigueros y Juan Galdames, y como diputado suplente: Marcos Gallardo; el 19 de marzo de ese año, es decretada, sancionada y promulgada la nueva constitución.
En cuadro estadístico elaborado el 1 de febrero de 1867, por el gobernador departamental Manuel Montalvo, se menciona que para entonces la ciudad santaneca poseía 912 casas de teja, 5 casas de 2 pisos, 214 casas de pajas, 2 edificios públicos, 1 hospital, 1 escuela de niños (no se contaba con escuela de niñas), 1 hotel, 1 imprenta, 15 fortepianos, 1 billar, 2 almacenes, 24 mercancías, 2 boticas o farmacias, 14 pulperías, 3 carruajes de montar, 58 carretas de carga, 4 pilas públicas, 21 pilas particulares, 3 fondas, 1 rastro, 2 asientos de gallos, 2 molinos de trigo, 21 haciendas de ganado, y 12 sitios de ganado.
En 1868, siendo párroco de la iglesia central el cura Félix Quintanilla, se empieza a construir el atrio de la parroquia central; dichas obras se completarían en los últimos años de la década de 1870, cuando ejercía como párroco el cura Miguel Rosales.
Después de que se reglamentó la Policía Rural con Jueces de Policía rural en el 16 de mayo de 1868, se nombró a don José María Méndez como Juez de Policía Rural del Distrito de Santa Ana.
En 1870 es introducido el telégrafo a Santa Ana, comunicando primeramente a la ciudad con Sonsonate, Ahuachapán, San Salvador y Acajutla; esta tecnología es la primera forma de telecomunicación en llegar a la ciudad.
El 2 de enero de 1871, la municipalidad, cuyo alcalde electo era Miguel Martínez pero que entonces se encontraba ausente por lo que en su lugar (para ocupar el cargo hasta su regreso) se nombró al regidor Florencio Arbizú, autoriza al alcalde para que celebrara una contrata de aceite de coco para establecer el alumbrado público; este tipo de alumbrado llamado alumbrado de gas utilizaba el queroseno del aceite de coco como combustible para encender la llama de una lámpara, este tipo de alumbrado sería sustituido en 1893 cuando se introdujo el alumbrado público que funcionaba con electricidad y con lámparas incandescentes.
Debido a problemas con límites de terrenos que los volcaneños reclamaban como suyos pero que la municipalidad tenía como ejidos, sobre todo por el litigio que había entre el borde de la hacienda Comecayo y las tierras comunales de los volcaneños, provoca que el 2 de diciembre de 1870 —al no ver cumplidas sus demandas luego de ya haberse rebelado en agosto de ese año— los volcaneños liderados por Silverio Carranza y armados con machetes y pistolas se movilicen sobre la ciudad de Santa Ana y asedien la población durante tres días, en los que atacaron la plaza pública, prendieron fuego el cabildo de la ciudad (quedando este totalmente destruido), y mataron al comandante de la plaza Francisco Rivas y 3 personalidades de la localidad: Francisco Arcia (quien había sido varias veces alcalde de la población, miembro de varias municipalidades y que tenía tierras que bordeaban con las tierras comunales de los volcaneños), Rafael Paz (terrateniente y exalcalde) y su suegro Agustín Aldana (ellos dos trataron de detener a los insurrectos). El 9 de diciembre de ese año, Francisco Dueñas declara a la ciudad en estado de sitio, posteriormente el comandante de la división del centro el general Tomás Martínez destruye varias casas de los volcaneños y toma muchos prisioneros, muchos de los cuales fueron ejecutados. El 3 de enero de 1871 por haberse efectuado el desarme de los volcaneños y restablecido la paz el presidente Dueñas ordena la desmovilización del ejército.
El 5 de marzo de 1871, el gobierno hondureño liderado por José María Medina le declara la guerra a El Salvador debido a que tenía diferencias con el presidente Dueñas (porque el gobierno de Dueñas había apoyado varias rebeliones en contra del gobierno hondureño), Medina a su vez estaba aliado con los generales Santiago González Portillo y José María Rivas, y otros enemigos de Dueñas. A finales de marzo, la división norte del teniente general Juan López ocupa la ciudad de Santa Ana sin resistencia pues estaba sublevado (los volcaneños se habían levantado nuevamente en contra del gobierno de Dueñas); el 24 de marzo, el coronel Alejandro Cabrera entrega la plaza pública a un contingente revolucionario liderado por el general Estanislao Pérez; posteriormente la municipalidad y todo el departamento santaneco desconoce la autoridad presidencial de Dueñas y proclama presidente a González. El 7 de abril, el general de división Tomás Martínez dirige su tropa hacia Santa Ana donde se entabla una lucha entre esa fuerza y las fuerzas revolucionarias que dura hasta el 10 de abril, cuando la división norte del teniente general Juan López derrota a la división salvadoreña del general Martínez, con ello las fuerzas salvadoreñas fueron totalmente vencidas por lo que el 12 de abril, Santiago González entra a San Salvador, depone y manda al exilio a Francisco Dueñas y ocupa la presidencia de forma provisional.

### Sucesos durante los períodos presidenciales de Santiago González y Andrés Valle
En 1871 se inicia el proceso de construcción del Palacio Municipal, en 1873 Rafael Arbizu hizo los planos para la construcción de tal edificio; el 26 de enero de 1874 la municipalidad nombra a Andrés del Valle como encargado de recibir en la Tesorería General de San Salvador los desembolsos mensuales de dinero que daría el gobierno central. Por lo que ya contando con fondos se colocaron las primeras piedras, iniciando oficialmente la construcción bajo la guía del general Joaquín Pérez y siendo el arquitecto encargado Coronado Moreno. Asimismo, en ese año la municipalidad hizo traer un reloj desde Europa para colocarlo en el nuevo edificio municipal y reponer el arruinado por el incendio, pero como todavía no estaba concluida la construcción del nuevo edificio, se decidió (con permiso del párroco Guadalupe Reinoso) colocarlo en una torre de mampostería que fue construida en la esquina suroeste del atrio de la parroquia central; está torre fue demolida en 1878, ya que el párroco Miguel Rosales venía pidiendo su demolición desde 1874 para que se pudiese concluir la construcción del atrio de la parroquia central, siendo el reloj trasladado a la torre del palacio municipal.
En mayo de 1871, el presidente Santiago González convoca a elecciones para la conformación de una asamblea constituyente, tales elecciones se llevaron a cabo el primer domingo de julio de ese años, cada distrito electoral elegiría 2 diputados propietarios y uno suplente; resultando electos como diputados propietarios: Manuel Gómez Rodríguez y Joaquín E. Medina. El 17 de octubre de 1871 fue decretada, sancionada y promulgada la nueva constitución, a la cual en 1872 se le añadieron reformas, está constitución fue la primera en permitir la tolerancia religiosa hacia las otras denominaciones cristianas no católicas, así como también fue la primera en instituir el matrimonio civil y en permitir la secularización de los cementerios, entre otras cosas.
El 8 de noviembre de 1871, el alcalde Miguel Martínez comunicó al concejo municipal el aviso dado por el gobernador Anastasio Rodríguez acerca de la pronta instalación en la ciudad de una cámara de segunda instancia (que son las encargadas de los juicios de apelación, en donde una persona ya sentenciada puede buscar invalidar la condena emitida), con ella los santanecos ya no tenían que verse en la necesidad de trasladarse a San Salvador para realizar dichos juicios, siendo dicha cámara oficialmente instalada el día 10 de noviembre.
En 1872 llega a residir a la ciudad santaneca Fray Felipe de Jesús Moraga, quién primeramente se dedicó a ser profesor de filosofía y latín en la Universidad de Occidente, y posteriormente dirigió la construcción de un hospicio de niñas huérfanas (llamado hogar Moraga tras su fallecimiento acaecido el 26 de abril de 1905), la reconstrucción de la iglesia El Calvario (que se llevó a cabo de 1880 a 1885 sus arquitectos fueron Pablo Zavaleta y el general Joaquín Pérez, está reconstrucción duraría hasta los terremotos de 2001 cuando fue derribada y se vio en la necesidad de reconstruir tal templo), la fundación de la Sociedad de Artesanos de San José y la Tercera Orden Franciscana, la asesoría en la construcción del pabellón oriental y la capilla del colegio La Asunción (que se terminó de construir en 1904); así como la colaboración en la construcción de las primeras instalaciones del Colegio Salesiano San José (originalmente Fray Felipe tenía pensado construir un hospicio para niños y construyó toda la parte norte, pero dicha idea no prosperó por lo que decidió que Rosa del Carmen Martínez (que había costeado tanto el terreno donde se había construido el hospicio de huérfanas, como dicho terreno) le cediera ese terreno a la congregación Salesiana para que abriese el colegio San José, Fray Felipe ampliaría las construcciones hacia el sur y además edificaría la capilla María Auxiliadora.
Según cuadro estadístico de la alcaldía del año de 1872, para entonces la ciudad contaba con dos colegios de educación secundaria, siendo estos: uno de niños dirigido por el doctor Rafael Mesa (este colegio fue abierto el 10 de diciembre de 1871 y sería dirigido por el doctor Mesa hasta 1874 cuando fue sucedido por el profesor Alejandro Pomaroli) y uno de niñas dirigido por Isidora Rodríguez y que tenía por profesoras a Manuela Pérez y Petronila Doñana (dicha institución estaría ubicado hasta 1886 en edificio que fue construido por la venta de tierras dejadas por José Mariano Méndez, y en donde posteriormente estaría el Colegio La Asunción y ya en el siglo XXI la Biblioteca David Granadino y otras escuelas).
En febrero de 1872 es creado el cantón de Potrerillos de Matazano separándole del Valle de Matazano; posteriormente la municipalidad (presidida por Joaquín Medina) en sesión del 12 de mayo de 1878 separa parte del cantón Comecayo para formar el cantón Monte Largo.
El 5 de noviembre de 1872, durante la administración municipal de José María Gómez, se inaugura el servicio telefónico de la ciudad. En 1874, durante la gestión municipal de Indalecio Sifontes, el presidente González inaugura la Universidad Nacional de Occidente (que fue el primer centro de estudios superiores en la ciudad santaneca); posteriormente en 1877 —debido a la falta de alumnos— se suprimieron algunas cátedras, luego de ello la universidad continuaría funcionando hasta 1883 cuando fue clausurada debido a tener pocos alumnos, siendo sus estudiantes trasladados al Colegio de Santa Ana (que era dirigido por el doctor Manuel Trujillo) como alumnos externos (por lo que recibirían las clases gratuitamente).
En el año de 1873 se abre el camino de la travesía del molino, que iba desde el encuentro de los caminos de Chalchuapa y Sonsonate hasta el río El Molino, y de esa forma se ahorraba el camino que las personas residentes en los valles o cantones del sur del municipio (Aldea San Antonio, Portezuelo, Chupaderos, Ochupse, etc) tenían que recorrer para transportar agua desde el río El Molino. Posteriormente el 26 de diciembre de 1912 la municipalidad declaró vecinal el camino de Santa Lucía (el tramo de la avenida Fray Felipe de Jesús Moraga Norte que se encuentra en ese barrio) y ordenó que su salida no fuese por el portón de la finca Schlesinger (posteriormente Quiñones) sino que desde una cuadra al sur de la finca en dirección a la calle al sur del parque Cabañas (hoy parque Santa Lucía).
El 13 de mayo de 1874, el presidente Santiago González sanciona un código militar (con esto y con las demás acciones de los sucesores de González el ejército se hizo permanente y ya no solo reunido en tiempos de necesidad) con el cual, la ciudad de Santa Ana se convierte en la sede de la división occidental (siendo una de las 4 divisiones del país además de la del Centro, Oriente y Reserva; la división de occidente incluía los departamentos de Santa Ana, Ahuachapán y Sonsonate; y era comandada por un general de división que a la vez era gobernador y comandante departamental), estando está constituida por 2 brigadas de infantería (comandados por un general de brigada; constituidos de 2 batallones comandados por 1 coronel o teniente coronel y compuestos de 4 compañías comandadas por un capitán y formadas por 88 soldados, habiendo en un batallón un total de 352 efectivos, en una brigada 704 soldados, estando el cuerpo de infantería de una división compuesta por 1408 soldados), 1 batería de artillería (comandada por un capitán y compuesta por 60 soldados; las baterías se dividían en 2 medias baterías o 3 secciones, comandadas por 1 teniente) y 1 escuadrón de caballería (compuesta por 60 efectivos y comandadas por un coronel o teniente coronel); en total una división estaba compuesta por 1528 efectivos; en Santa Ana, además de encontrarse la comandancia departamental y de la división de occidente, se encontraba una brigada de infantería (el antiguo batallón de la ciudad que fue elevado al rango de brigada) cuyo cuartel se encontraba en la plaza pública y la batería de artillería de la división cuyo cuartel también estaba ubicado en la plaza pública; habiendo en la ciudad santaneca un total de 764 soldados.
El 16 de febrero de 1876, el presidente guatemalteco Justo Rufino Barrios acordó con el vicepresidente Santiago González Portillo (siendo en ese momento presidente el santaneco Andrés del Valle, quien había sido elegido en enero de ese año) invadir Honduras, pero González se rehusó a apoyarlo. Debido a ello, a finales de febrero de 1876 Rufino Barrios se dispone a invadir el país. Ante esta situación el gobierno salvadoreño nombró al general Santiago González como jefe de las fuerzas de occidente, el cual a finales de febrero sitúo su cuartel general en Santa Ana y Ahuachapán, en Santa Ana era gobernador departamental y comandante de la división de occidente el general de división Estanislao Pérez; sin embargo, debido a que la resistencia salvadoreña no podía durar mucho por la exhausto de las milicias, el general y vicepresidente González se decide a negociar firmando el 25 de abril de ese año el convenio de Chalchuapa el cual estipulaba que Valle dejaría la presidencia y González la vicepresidencia, y que se conformaría una junta de notables en Santa Ana para que eligiese al presidente provisorio que iba a suceder a Valle y convocar a elecciones. Para garantizar el cumplimiento del convenio, Barrios ocupó la ciudad de Santa Ana, la junta de notables se formó en la ciudad santaneca el 29 de abril y estuvo constituida por 200 salvadoreños que eran incipientes cafetaleros; el 30 de abril la junta de notables nombró como presidente provisorio a Rafael Zaldívar quien asumió el mando el 1 de mayo de ese año, el 8 de mayo se firmó un tratado de paz entre Guatemala y El Salvador en la ciudad santaneca, tras eso las tropas de Rufino Barrios regresan a Guatemala.

## República Cafetalera

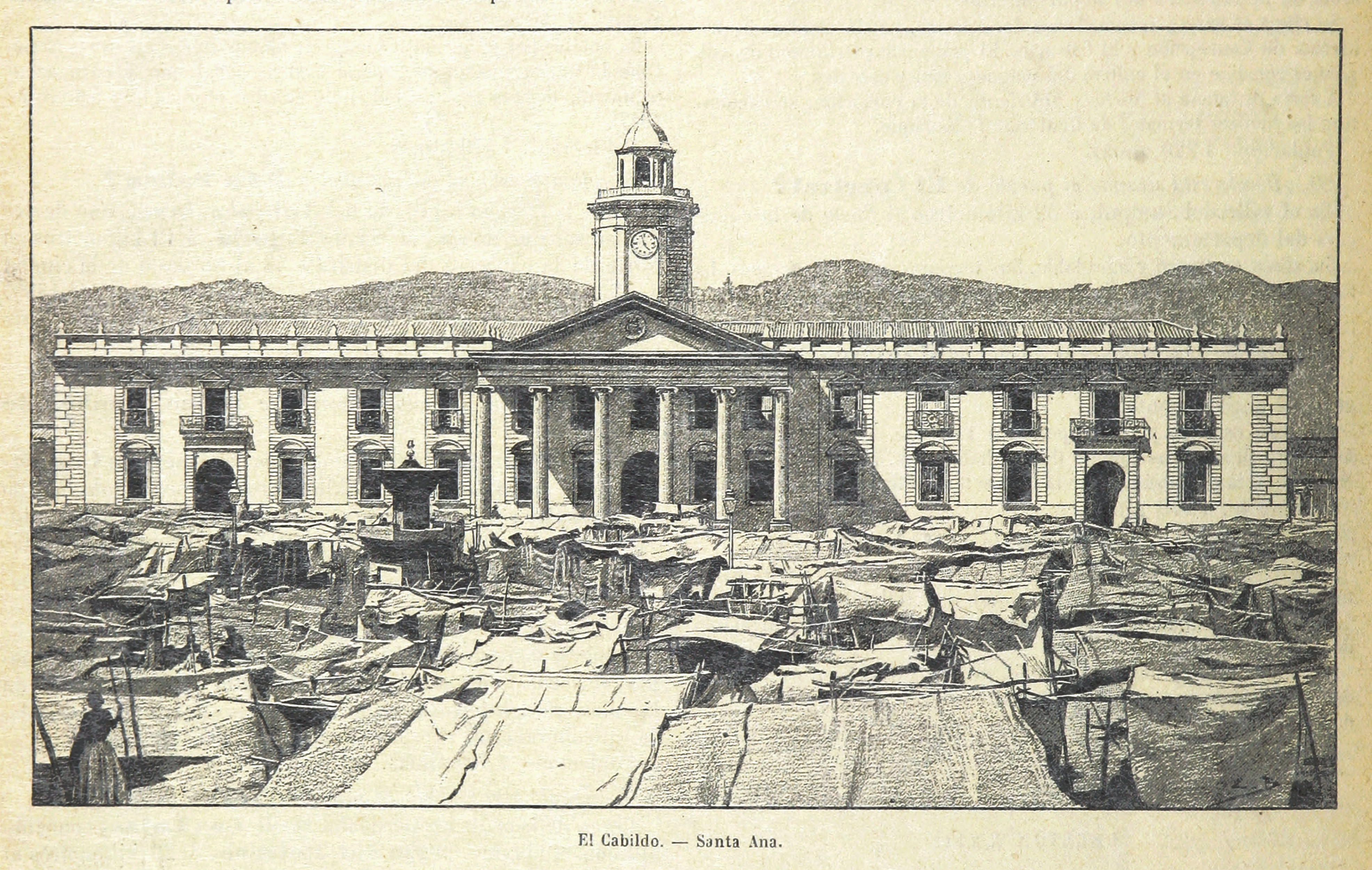
Grabado de 1890 en el que se muestra el palacio municipal de Santa Ana (con su diseño original) y el extremo poniente de la plaza pública de la ciudad.

En 1875, el valor de las exportaciones de café superó por primera vez al añil y se consolidó a partir de entonces en el principal producto de exportación tanto de la ciudad de Santa Ana como del país.
El período entre 1875 y 1931 fue la época dorada del café. Durante esta época Santa Ana es la ciudad más próspera del país, debido a que muchos de los empresarios que lo cultivaban vivían en dicha localidad; además, se encontraban importantes plantas beneficiadoras que preparaban el café para su venta.

### Sucesos durante la presidencia de Rafael Zaldívar
Para 1876 funcionaban en la ciudad santaneca las imprentas "Matutina" (de la familia Delgado) y la "Imprenta Santaneca". En los siguientes se abrirían más imprentas en la localidad: el 4 de noviembre de 1878 se fundó la tipografía "El Crepúsculo" de Daniel Delgado y Alberto Martínez Aldana, y que contaba como tipógrafo a Juan Hernández; el 19 de agosto de 1879 se instaló la "Imprenta Moderna" de Alberto Martínez, que tenía por tipógrafos a Juan González y Segundo Linares, y donde se imprimieron los seminarios "El relator de crítica" y "Variedades", y posteriormente desde 1910 fue donde se editó el "Diario de Occidente"; en 1886 se establecería la imprenta de Carlos García.
En 1878, durante la administración municipal de Joaquín Medina se amplía el terreno para la construcción del palacio municipal con la inclusión del área donde antes había estado la vivienda de las señoras Cordero (la cual estaba ubicada al extremo sur de la cuadra donde está el palacio municipal, y que fue expropiada con anterioridad y luego comprado por 5000 colones), con lo que el palacio municipal cubriría la mitad oriente de la cuadra donde se ubica; la construcción terminaría por completo con la finalización de la ornamentación de tal edificio en 1884.
Asimismo, ese mismo año se construyó la carretera que une Santa Ana con San Salvador (que comienza al oriente de la ciudad, es conocida como Carretera Antigua desde que a finales del siglo XX se construyó una carretera nueva que inicia desde el sur de la ciudad), con lo cual se pavimentó el antiguo camino que unía la ciudad santaneca con la capital; tal trabajo estuvo a cargo del ingeniero T. Lois. Por otro lado, ese año se construyó la cañería para introducir agua del río El Molino, esa obra estuvo a cargo de Elías Cienfuegos y el general e ingeniero Andrés Van Severen. Posteriormente, en 1880, tanto Cienfuegos como Van Severen se encargaron de construir la cañería para llevar agua del río Zarco a Santa Ana. En 1878 se terminó la construcción del segundo rastro de la ciudad (cuya construcción había comenzado en 1876). Ese proyecto estuvo a cargo de Francisco Alarcón.
El 16 de mayo de 1879 entra en vigencia el reglamento del ejército que fuese decretado el 13 de ese mes y año por el presidente Rafael Zaldivar, en la cual la ciudad siguió siendo sede de la división de occidente (que comprendía los departamentos de Santa Ana, Ahuachapán y Sonsonate) comandada por un general de división y que tenía por sede a Santa Ana, está división estaba compuesta por 4 brigadas de infantería y 1 de artillería (comandadas cada una por un general de brigada y conformada cada una por 2 batallones de 500 soldados cada una, cada uno de estos batallones estaban a su vez conformados por 5 compañías de 100 soldados cada uno, en total había 1000 soldados por brigada y 5000 soldados por división, en total en la ciudad santaneca había 2000 efectivos); en la ciudad de Santa Ana se encontraba una brigada de infantería y una brigada de artillería; cuyo cuartel sería la planta baja de la parte izquierda del edificio del palacio municipal (que estaría separado del resto por una pared), esto debido a decisión del gobernador departamental Narciso Avilés en 1878.
El 3 de febrero de 1879, la asamblea legislativo convoca a elecciones para una asamblea constituyente, tal decreto legislativo fue ratificado por el ejecutivo el 3 de abril de ese año, del 5 al 7 de mayo se llevaron a cabo las elecciones. Resultando electos como representantes del distrito de Santa Ana, como diputados propietarios: Teodoro Moreno (quién fue presidente de esta asamblea constituyente), José María Vides y Bonifacio Sosa; y como diputado suplente: Domingo Peñate. El 16 de febrero de 1880 se decretó y sancionó la nueva constitución y fue promulgada tres días después, tal constitución eliminó los círculos senatoriales por lo que a partir de entonces los senadores serían electos por departamentos, a su vez fue la primera constitución en reconocer la libertad de culto; posteriormente en 1883 se la añadieron reformas.

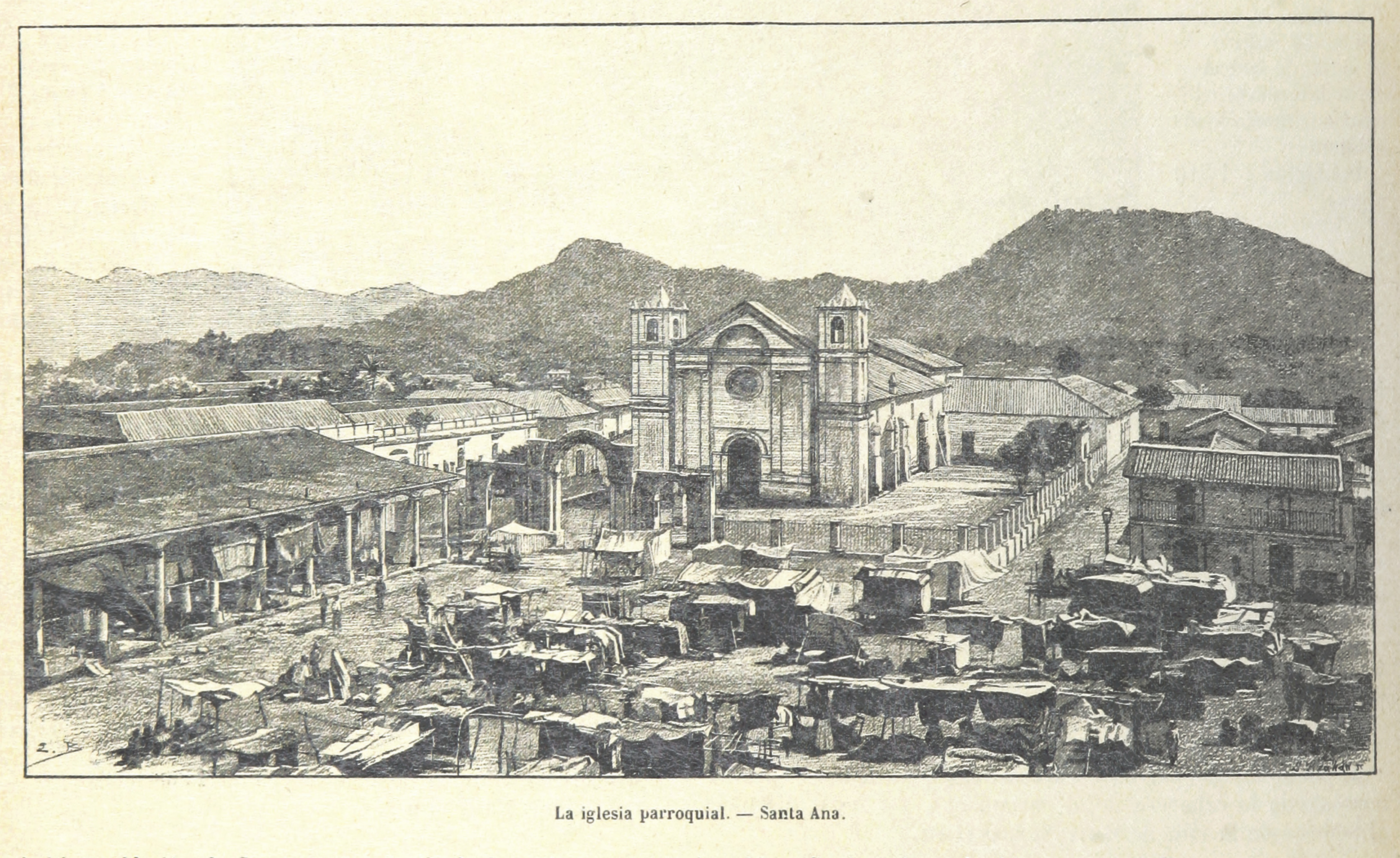
Grabado de 1890 en el que se muestra la parroquia central de Santa Ana (con su aspecto luego de la reconstrucción de la fachada hecha por el párroco Miguel Rosales en 1881), el portal Los Bernales (en primer plano a la izquierda, en ese sitio sería posteriormente construido el teatro de la ciudad), otras edificaciones de ese entonces, y los locales del mercado de la ciudad ubicados al extremo sur de la plaza pública (donde posteriormente se construiría el parque que libertad).

Según memoria de la secretaría de la Universidad de Occidente, del 28 de diciembre de 1879, para ese año en la ciudad santaneca se encontraban dos colegios de varones (el colegio de San Joaquín dirigido por Manuel Aranda (quién debido a su fallecimiento ese año fue sustituido por Antonio Alvarado) y el colegio de Santa Ana dirigido por el doctor Manuel Trujillo), y un colegio de niñas dirigido por las Hermanas de la Caridad (que según refiere dicha memoria desde 1879 era subvencionada con 100 pesos mensuales provenientes de los fondos de la universidad).
El Colegio de Santa Ana (también llamado Instituto de Ciencias y Letras) -según lo refiere Juan Galdames Armas en su libro Hombres y Cosas de Santa Ana- fue inaugurado por el doctor Trujillo el 12 de julio de 1877 en la edificación N.º 24 de la calle El Recreo (actualmente la segunda avenida sur), siendo constituido como colegio de enseñanza primaria, secundaria y comercial (y donde además se enseñaba francés, inglés y también ciencias y letras); en dicha institución estudiaron personas que posteriormente destacarían en Santa Ana y el país como Prudencio Alfaro (vicepresidente en la administración de Rafael Antonio Gutiérrez), el presidente Tomás Regalado, el poeta Joaquín Aragón, el matemático Alberto Sánchez, entre otros; para el año de 1879 se encontraban como maestros (además del doctor Trujillo) Fray Felipe de Jesús Moraga, Enrique Bará, Mr. E Harrison, el licenciado José A. Rodríguez, Camilo Arévalo (quien posteriormente sería uno de los 44), y el general Andrés Van Severen; el doctor Manuel Trujillo dirigiría dicha institución hasta 1884 siendo sustituido por varias personalidades, posteriormente el colegio se le nombraría como Liceo Santaneco (lo que no debe confundirse con el colegio de igual nombre fundado por el educador Manuel Farfán Castro en 1939) y sería trasladado a la casa nacional (donde posteriormente estaría el cuartel de la Guardia Nacional) donde estaría hasta su clausura a principios del siglo XX.
El 1 de marzo de 1882, por decreto de la cámara de senadores del órgano legislativo salvadoreño, se decide separar de la jurisdicción de Santa Ana los valles de La Cribá, Paraje Galán, San Jerónimo, Síngüil y Candelaria para erigir el municipio de Candelaria de la Frontera. Tal decreto fue ratificado por la cámara de diputados el 8 de marzo, aprobado por la presidencia el 9 de marzo y publicado en el diario oficial del 22 de marzo de ese mismo año.
El 7 de marzo de 1882 el obispo de San Salvador José Luis Cárcamo y Rodríguez le concede a las iglesias El Calvario y El Carmen el título de Parroquia, por lo que a partir de entonces la ciudad santaneca contara con tres parroquias (la Central, El Calvario y El Carmen). Posteriormente, en enero de 1922 se le daría el rango de parroquia a la iglesia de San Lorenzo.
En 1881 y 1882, se da la reforma agraria liberal con la publicación de la ley de extinción de tierras ejidales y comunales, con la cual se extingue este tipo de tenencias de tierras debido a que esto cohibía la concentración de tierras lo que era buscado por los cafetaleros para procurar una mayor producción de café en el menor tiempo posible; por un lado esta ley despojo a las comunidades indígenas de sus tierras y llevó a que la tenencia de tierras de cultivo de café se concentraran en pocas familias que vivían principalmente en las ciudades de Santa Ana y Santa Tecla, y por otro lado fue lo que dio el impulso definitivo para la sustitución del añil por el café y la expansión de la producción de café, convirtiéndose este en el principal motor productivo del país.
En marzo de 1885, el presidente guatemalteco Justo Rufino Barrios planeó la invasión del país en un intento por volver a unir a Centroamérica por las armas debido al hecho que el presidente Rafael Zaldívar no logró que se aprobara en la asamblea el decreto legislativo para el restablecimiento de la unión centroamericana, este conflicto se lo conocería posteriormente como la Intentona de Barrios. Ante la amenaza de Rufino Barrios, Rafael Zaldívar establece el cuartel general del ejército en la ciudad santaneca, para ese momento era comandante de la 4.ª división o división occidental el general Pedro Escalón, y era comandante de la 8.ª brigada o brigada de infantería el gobernador departamental general Narciso Avilés. El 18 de marzo, Zaldívar llegó a la ciudad santaneca y tomó las riendas del ejército para dirigirlo como comandante general. El 30 de marzo de 1885, el ejército de Rufino Barrios cruza la frontera y se entablan batallas entre los dos ejércitos en el municipio de Chalchuapa; sin embargo, el 2 de abril de ese año Justo Rufino Barrios resultó muerto por un disparo en Chalchuapa tras la batalla que sucedió en esa población y por ello el ejército guatemalteco se retira.
Tras el fallecimiento de Justo Rufino Barrios, varios salvadoreños que estaban en contra de la administración de Zaldívar y que habían formado parte de la Intentona de Barrios fueron liderados por el general Francisco Menéndez Valdivieso para deponer a Zaldívar, contando con el apoyo del presidente guatemalteco Manuel Lisandro Barillas, tal movimiento empezó el 10 de mayo de 1885. Menéndez llega rápidamente hasta Santa Ana sin encontrar resistencia; en la ciudad santaneca el general Estanislao Pérez le propuso proclamarse presidente lo que al principio rehusó Menéndez pero posteriormente lo efectuó; el 14 de mayo de ese año, Zaldívar dejó la presidencia y en su lugar se nombró al segundo designado a la presidencia Fernando Figueroa. El 15 de mayo, la municipalidad en cabildo abierto desconoce la autoridad de Zaldívar y del presidente Figueroa, posteriormente hacen lo mismo los demás municipios del departamento santaneco, proclamando como presidente provisorio a Francisco Menéndez; el 16 de mayo, asume como presidente provisorio Francisco Menéndez en la ciudad de Santa Ana y nombra al general Estanislao Pérez como ministro de guerra. El 18 de junio, el presidente Figueroa deja el mando y en su lugar nombró al tercer designado a la presidencia José Rosales; el 19 de ese mes, en la hacienda San Andrés (entre Coatepeque y Santa Ana) se firmó un convenio entre Jacinto Castellanos (representante de los revolucionarios) y Rafael Ayala y Manuel Trigieros (representantes del gobierno) con lo que se puso fin a ese conflicto, y el 22 de ese mes Francisco Menéndez entró triunfante a San Salvador como presidente provisorio.

### Sucesos durante la presidencia de Francisco Menéndez

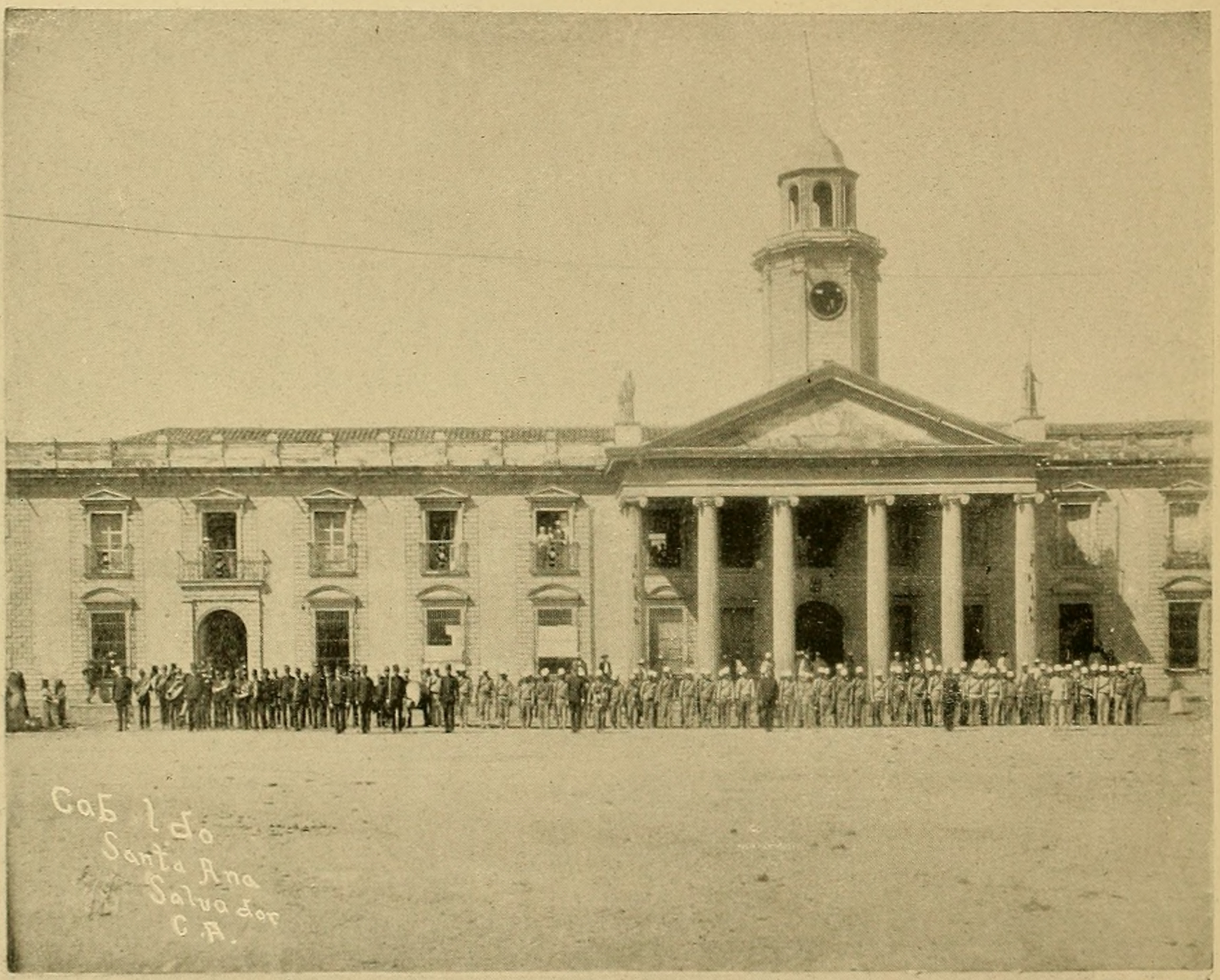
Grabado hecho entre 1890 y 1892, en el que se muestra a soldados de infantería del ejército salvadoreño enfrente del palacio municipal de la ciudad de Santa Ana en tiempos en que ese edificio era utilizado también como cuartel.

El 8 de junio de 1885, el presidente provisorio Francisco Menéndez convocó a elecciones para la asamblea constituyente, tales elecciones se realizaron ese mismo mes. Resultando electos como diputados del departamento de Santa Ana, como diputados propietarios: José Antonio Rodríguez, Cornelio Lemús y José Rosa Pacas; y como diputados suplentes: Camilo Arévalo y José Rafael Molina. El 23 de noviembre de 1885, la nueva constitución fue decretada, sin embargo -debido a objeciones expresas del presidente Menéndez- tal constitución no fue promulgada, luego el presidente Menéndez declaró disuelta la Asamblea Constituyente e intervino militarmente las instalaciones legislativas.
En 1886, el presidente Francisco Menéndez fundó en la ciudad santaneca la primera escuela de cabos y sargentos del país, la cual estaba bajo la dirección del oficial español José Ruiz Pastor. En ese mismo año se construyó el primer parque de la ciudad (que posteriormente sería bautizado como parque Menéndez, en honor al presbítero Isidro Menéndez), cuya construcción estuvo a cargo del general y arquitecto santaneco Joaquín Pérez.
El 15 de abril de 1886, el presidente Menéndez convoca nuevamente a elecciones para la asamblea constituyente, esa elección se realizó ese mes. Resultando electos como diputados del departamento de Santa Ana, como diputados propietarios: Máximo Mancía, Domingo Jiménez; y como diputado suplente: Miguel Chacón. El 13 de agosto de 1886 es decretada, sancionada y promulgada la nueva constitución, está constitución disolvió el senado y convirtió a la asamblea legislativa en un órgano unicameral, a su vez esta constitución duró hasta 1939, cuando fue reemplazada por la constitución de ese año, y luego volvería en 1944 con reformas que se le añadieron en 1945 y duraría hasta 1950, cuando la constitución de ese año la reemplazo.
Por acuerdo ejecutivo del 8 de junio de 1886, el presidente Francisco Menéndez dispuso que se construyera un parque en la plaza pública santaneca (siendo este originalmente nombrado como Parque Guzmán, que luego en honor al centenario del primer movimiento independentista en 1911 se lo bautizaría como parque Libertad); debido a ello el concejo municipal decidió buscar ideas para la construcción de un nuevo mercado, aceptándose el 11 de agosto de 1887 la idea presentada por los contratistas y arquitectos estadounidenses David Clark y José Mc. Ilivaine, el acuerdo final se firmó el 18 de octubre de ese mismo año, el nuevo mercado (conocido en la actualidad como Mercado Central) fue construido en el barrio de San Sebastián en la cuarta avenida sur entre la primera y tercera calle poniente, su costo fue de aproximadamente $21 143,00 que fue desembolsado totalmente por la compañía anónima fundada por Clark e Ilivaine que posteriormente se hizo cargo del mercado durante 50 años; el mercado fue construido en 24 meses siendo finalizado y puesto en servicio en 1890, tras lo cual la compañía anónima de Clark e Ilivaine se hizo cargo de la administración del lugar durante 50 años hasta el 19 de abril de 1940 cuando pasó a propiedad de la alcaldía municipal, asimismo luego de ser inaugurado el mercado la alcaldía prohibió las ventas fijas en calles y plazas públicas, así como también no permitió que personas u compañías fundaran otro mercado que compitiera con el recién establecido durante le período de duración del contrato.

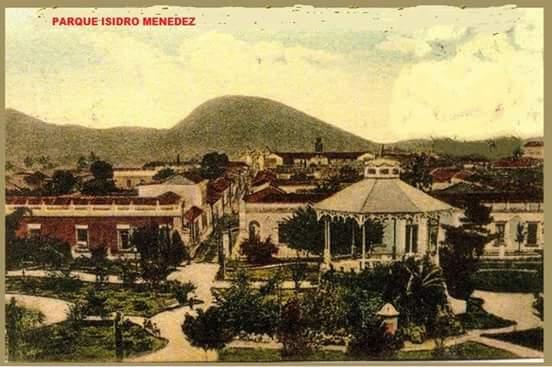
Litografía pintada a mano en la que se muestra a la ciudad salvadoreña de Santa Ana, vista desde el campanario de la iglesia El Calvario en algún año entre 1886 y 1892.

El 7 de noviembre de 1887, debido a que se había concluido las instalación de las líneas telefónicas entre Santa Ana y San Salvador, se abre el servicio de teléfono entre ambas ciudad, por lo cual se debía pagar en ese entonces 25 centavos por cada minuto de comunicación contados desde que las personas se ponían a hablar, este pago se realiza en ese momento en las oficinas donde se pedía el servicio y el encargo de rendir las cuentas de los fondos producidos por este servicio era el telegrafista de la ciudad santaneca. A diferencia del telégrafo que solamente se podía ocupar al oficinas gubernamentales encargadas de tal servicio, el teléfono desde un principio era comercializado para instalarlo en las viviendas de los habitantes; tras este servicio llegarían posteriormente las tecnologías de telecomunicación de: la radio (en la década de 1940), la televisión en (en la década de 1960), telefonía móvil o celulares (en la década de 1980) e internet (en los años 1990).
El 3 de diciembre de 1888, se publica en el diario oficial el decreto ejecutivo sobre la organización del ejército de infantería, con el cual la brigada de infantería santaneca comandada por un general de brigada quedaría organizada en 2 medias brigadas comandadas por un coronel y conformadas cada una a su vez por 2 batallones comandados por un teniente coronel, y cada uno de estos de 4 compañías comandadas por un capitán e integradas cada una por 96 soldados (habiendo en total 384 efectivos en un batallón, alrededor de 768 soldados en una media brigada y aproximadamente 1536 efectivos en la brigada de infantería); asimismo, 2 brigadas de infantería conformarían una división, que en este caso seguiría siendo la división de occidente.
Para el año de 1889, según informe del gobernador departamental Aurelio Fuertes dado el 13 de diciembre de ese año, en materia educativa la ciudad santaneca contaba con las siguientes escuelas: la escuela superior de varones (dirigida por Eduardo Campos y que contaba con los grados de 1.º a 5.º es de mencionar que durante la presidencia Menéndez se reformó el sistema educativo y se estableció el sistema de grados en lugar del lancasteriano), la escuela de varones N.º 1 (dirigido por Francisco Medina), escuela de varones N.º 2 (bajo la dirección de Lauro Mancía) y escuela de varones N.º 3 (dirigida por Enrique Valle; estas tres centros educativos al ser escuelas elementales tenían solo los grados de 1.º y 2.º); la escuela de niñas N.º 1 (dirigida por María Paz, que contaba con grados de 1.º a 3.º), escuela de niñas N.º 2 (dirigida por Adriana Herrera y que contaba con 1.º y 2.º grado) y la escuela de niñas de San Vicente de Paul (dirigida por sor Josefina y que contaba con grados de 1.º a 5.º, es la único centro educativo mencionado en el informe que sigue funcionando, fue establecido a mediados de la década de 1870 por las hermanas de la caridad sor Anselama Cabrera (hermana superiora), sor Estefanía y sor Pascualita que se establecieron en Santa Ana gracias al doctor Salvador Gallegos y el gobernador Estanisla Pérez); asimismo, cada uno de los cantones contaba con su propia escuela. Además se encontraban los siguientes colegios: el colegio Infantil (dirigido por Julio C. Revelo), el colegio de segunda enseñanza de Santa Ana (que era el mismo colegio dirigido anteriormente por el doctor Manuel Trujillo, que para entonces era dirigido por Sergio Lusky, y que contaba con un curso preparatorio, 1.er grado de comercio, y grados de 1.º a 5.º de ciencias y letras; está institución no es mencionada en el informe del gobernador porque el director envió su propio informe), y el colegio de señoritas de Santa Ana (dirigido por Olga de Lusky y que contaba con cuatro secciones).
El 26 de marzo de 1889, por sanción del presidente Menéndez del decreto legislativo dado el 19 de ese mes y año, se estableció la Policía Montada para los departamentos de Santa Ana, Sonsonate y Ahuachapán, destinada a patrullar el área rural (está policía montada sería la antecesora de la Guardia Nacional cuya fundación sería en el año de 1912 por el presidente Manuel Enrique Araujo); estando está policía bajo la dependencia de los gobernadores, siendo en ese entonces gobernador de Santa Ana el general Mariano Guzmán; para el sostenimiento de está policía montada se estableció (por el mismo decreto legislativo que dio vida a la policía montada) un impuesto en cada departamento de dos centavos y medio de pesos salvadoreños (posteriormente denominados colón) por cada quintal de café exportados por departamentos.
El 14 de noviembre de 1889, por acuerdo legislativo, se permite la fundación del Banco Occidental en la ciudad santaneca así como se aprueba los estatutos de ese banco, siendo sus fundadores León Dreyfus y Emilio Álvarez; el banco occidental es autorizada a partir de esa fecha (entre otras funcionas que como banco realizaría) para emitir su propia serie de billetes (estos billetes circularon principalmente en la zona occidental salvadoreña principalmente en el período de 1889 a 1909, luego se extenderían más en la zona central); en 1909, siendo presidente de ese banco Benjamín Bloom, el banco trasladó sus oficinas a San Salvador, en 1934 deja emitir billetes cuando tales funciones quedarían a cargo a partir de entonces del Banco Central de Reserva; el 17 de julio de 1939, en junta general de accionistas se acordó disolver el banco siendo su último presidente Benjamín Bloom, la concesión del banco terminó el 31 de diciembre de 1950, dejando de funcionar totalmente en 1951.

### Golpe de Estado a Francisco Menéndez y Sucesos durante la presidencia de Carlos Ezeta

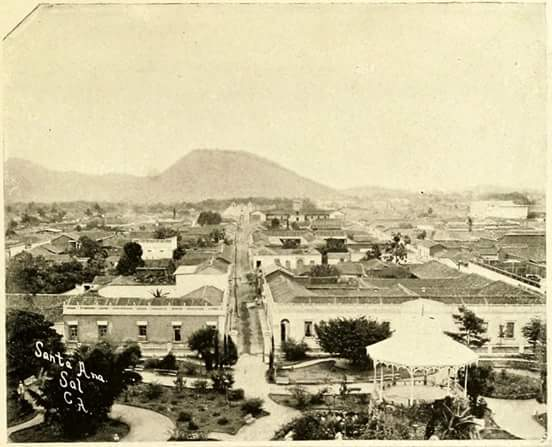
Panorámica de 1893 de la ciudad de Santa Ana desde el campanario de la iglesia El Calvario.

En junio de 1890, era comandante de la 4.a división o división de occidente el general Carlos Ezeta, el 19 de ese mes y año fue San Salvador a las celebraciones del golpe de Estado de 1885; el 22 de junio de 1890 Ezeta, junto con su tropa y con el apoyo de otros oficiales sitia la casa presidencial (ubicado en ese entonces en el edificio de San salvador llamado Casa Blanca), debido a ello a primeras horas del 23 de ese mes fallece por un infarto el presidente Francisco Menéndez, tras eso Ezeta se autoproclamó presidente provisorio con su hermano Antonio Ezeta como vicepresidente, en 1891 tras las elecciones Carlos Ezeta asume como presidente y Antonio Ezeta como vicepresidente; para ejercer un mayor control sobre los hacendados cafetaleros y la producción de café, Antonio Ezeta se trasladó a la ciudad santaneca donde se instaló en el palacio municipal convirtiéndolo en un edificio totalmente militar con solo las oficinas del alcalde y gobernador adentro, mientras que el resto de oficinas fueron trasladados a la casa portal de José Valdés (ubicada frente al parque central (denominado actualmente parque Libertad) y al costado oriente de la parroquia central). Antonio Ezeta residiría en una vivienda en la calle La Caridad (hoy calle Libertad), a dos cuadras del palacio municipal, y en la casa de enfrente (conocida como La Gallera) se instalaría una compañía militar destinada a su protección.
Cuando el vicepresidente Antonio Ezeta se trasladó a Santa Ana llevó consigo su propia imprenta para publicar el periódico semanal "La América Central"; posteriormente en 1894 se convirtió en la "Imprenta de la Revolución" en el momento en que Santa Ana fue cuartel general de la revolución de los 44; pero tras logrados los objetivos de la revolución la imprenta quedó abandonada hasta 1903 cuando los hermanos José y Antonio Dutriz la compraron a un precio de mil colones, los cuales la utilizaron junto con otras imprentas que consiguieron posteriormente para abrir en San Salvador la "Tipografía La Unión", en donde publicaron numerosos seminarios y posteriormente desde el 10 de mayo de 1915 el diario "La Prensa" (que luego de la fusión con el periódico "El Gráfico" el 10 de agosto de 1939, pasaría a llamarse "La Prensa Gráfica").
La municipalidad presidida, por el alcalde Federico Martínez, reconoció el gobierno de Ezeta a las primeras horas de las mañana del día 23 de junio de 1890; sin embargo el síndico Francisco Blandón y Jarquín y el gobernador Mariano Guzmán se negaron a reconocer al nuevo gobierno, por lo que fueron reducidos a prisión.
Según el geógrafo Guillermo Dawson, en 1890 Santa Ana tenía una población de 30 428 habitantes y la ciudad estaba dividida en 7 barrios: San Sebastián, Santa Lucía, Santa Cruz, Santa Bárbara, San Juan, San Lorenzo y Guadalupe (este último posteriormente sería unido al barrio de San Sebastián); por otro lado la ciudad contaba con calles rectas y empedradas, y con varias casas cómoda y de elegante construcción, los principales edificios eran: el palacio municipal, el cuartel militar, el panteón, el hospital, la parroquia central y las iglesias de los barrios (entre las cuales, Dawson destaca a la iglesia El Calvario) asimismo, para ese entonces el mercado estaba en construcción y además la ciudad poseía paseos encantadores y deliciosos baños.
El 14 de noviembre de 1890 se publica en el diario oficial la nueva organización del ejército permanente de la república, por la cual la división de occidente (así como las demás divisiones) pasan a denominarse zonas militares, por lo que la ciudad santaneca se convierte en la sede de la zona militar de occidente; en lo que se refiere a infantería, se menciona que en esa fecha entre los batallones que conformaban el ejército permanente estaban los batallones 6 y 7 que cubrían las guarniciones de la zona militar de occidente y que se radicaban en la ciudad santaneca, asimismo se menciona que a partir de entonces se formarán nuevos batallones (sin poner un límite en número) los cuales en pareja conformarían una media brigada (es decir una media brigada estaría constituida por 2 batallones). Mientras que en lo referente a artillería, se menciona que el conjunto de fuerzas de artillería en el país estarían concentradas en San Salvador en la brigada de artillería y que si en las zonas militares se creyese necesario la presencia de artillería (tal como el caso de Santa Ana, ya que estaba expuesta a invasiones) se conformaría un destacamento militar comandado por un coronel, conformado por 2 batallones y cuyos efectivos procederían de la brigada de artillería en la capital (por lo que la brigada de artillería santaneca pasaría a ser un destacamento militar); este destacamento de artillería sería instalado en su propio cuartel ubicado al suroriente del parque Menéndez (específicamente en toda la cuadra ubicada entre las calles libertad y 1.ª calle poniente, y las avenidas 6.ª y 8.ª avenida sur), es de mencionar que en dicho edificio funcionaba anteriormente el Colegio Nacional de Señoritas de Santa Ana (que fue construido gracias a la venta de tierras dejadas por José Mariano Méndez en 1854) hasta 1886 cuando lo dirigió la educadora rusa Olga de Lutsky, posteriormente en el siglo XX en sus instalaciones funcionaría el Colegio La Asunción, y ya en el siglo XXI la Biblioteca David Granadino junto con varias escuelas). Además del cuartel de artíllería, el palacio municipal (que servía de cuartel de infantería) y La Gallera (donde estaba la compañía que protegía la residencia de Antonio Ezeta), se usaba como cuartel el edificio del Colegio de Santa Ana (ubicado en la casa que posteriormente sería cuartel de la Guardia Nacional) que también servía como prisión para los reos políticos; finalmente estaba el cuartel de la policía de línea o policía urbana que ocupaba la parte sur del palacio municipal.
Para 1891, se habían organizado en el municipio de Santa Ana 12 batallones (en total habría seis medias brigadas en el municipio; por otro lado para ese tiempo cada batallón estaba compuesto de 4 compañías cada uno, teniendo cada compañía 125 efectivos; habiendo en total de 500 efectivos por batallón, 1000 efectivos por media brigada y un total de 6000 efectivos en todo el municipio), junto a ellos había 1 batallón en Coatepeque y 1 en Texistepeque respectivamente (con los mismos números de compañías y efectivos; habiendo en total en el distrito santaneco, 7000 soldados); y además de ello había 3 batallones en el distrito de Chalchuapa y otros 3 en el distrito de Metapán, habiendo en total en todo el departamento santaneco 10 000 efectivos, además de ello 60 jefes, 400 oficiales, 1 abanderado para cada batallón y 80 ayudantes para los jefes, siendo un total de 10 560 hombres en el departamento.    
Durante la presidencia de Carlos Ezeta surgió una fuerte crisis entre el presidente y los grupos cafetaleros debido a varias medidas que el gobierno de Ezeta tomo en la relación de las fincas, estas medidas llevaron a bajar las importaciones del país de 3,2 millones de pesos en 1891 a 1,8 millones en 1892, debido a que los impuestos de las importaciones eran la principal fuente de ingreso del Estado, las arcas estatales quedaron vacías.

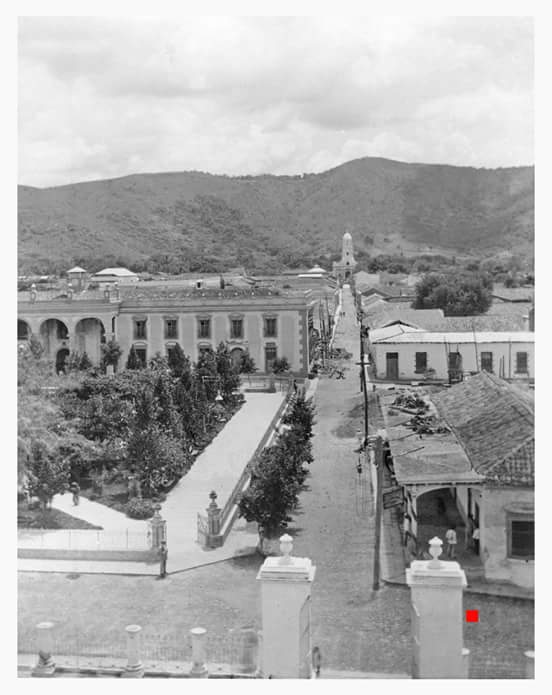
Fotografía tomada desde la parroquia central de la ciudad de Santa Ana de los últimos años de la década de 1890s, donde se observa: el palacio municipal (tras la modificación y arreglos de su estructura en 1892), el edificio original del casino santaneco, y el portal Los Bernales (donde posteriormente se construiría el teatro de la ciudad).

En 1892, según Santiago Ignacio Barberena, la ciudad santaneca era una ciudad rica e industriosa que crecía cada día más y podía considerarse como la principal ciudad mercantil de la República; por otro lado, poseía en materia judicial: juzgados de primera instancias, juzgados de paz y cámaras de segunda instancia (estas últimas anteriormente eran en total 2 que formaban parte de la Corte Suprema de Justicia en San Salvador, tal como puede verse en la Recopilación de leyes de la República del Salvador de Isidro Menéndez en 1855, pero posteriormente se formaron estas cámaras tanto en la ciudad santaneca como en Cojutepeque y San Miguel); asimismo, se estaba estudiando con empeño la construcción de la línea ferroviaria que uniera la ciudad santaneca con la capital; por otro lado, en la ciudad santaneca había un consulado del Imperio Alemán (que en ese año estaba a cargo del cónsul A. W. Augspurg), un consulado de Colombia (cuyo cónsul ese año era Nicanor González), un consulado general de Chile (cuyo cónsul general era Antonio B. Agacio, y como canciller del consulado se encontraba Rafael Meza Ayau), un consulado de Estados Unidos (que estaba a cargo del cónsul Espinoza), un consulado del Reino de Italia (a cargo del cónsul Carlos Liberti) y un consulado de los Reinos Unidos de Suecia y Noruega (que estaba a cargo del vicecónsul Friederich Bockler).
En 1893, durante el período municipal presidido por Emilio Bolaños, se introduce a la ciudad el servicio de agua potable proveniente del tanque de Chinameca (tal servicio era una de las necesidades más urgentes de la ciudad; por otro lado tal tanque estaba administrado por la familia Álvarez, la cual costeó junto con la municipalidad la introducción de tal servicio y de las cañerías necesarias para su introducción); asimismo se arregló el sistema de drenaje y de aguas negras de la quebrada Santa Lucía y el río Zarco (en este último se colocó un caño madre en el cauce que llevaba las aguas residuales a ese drenaje, para que tal cauce ya no quedara a cielo abierto; a su vez se cubrió las tres vertientes, que dan a ese río, con bóvedas y se excavó los nacimientos, lo cual aumentó el caudal de las aguas), por otro lado se aumentó el número de agentes policiales de 13 que había a principio de ese año a 40 a finales del mismo año; también se hizo que los vecinos de la ciudad, obligados por la policía, se dedicaran a deshierbar y regar las calles, cercar los solares, pintar las casas, arreglar los balcones y gradas salientes a la calle de casas antiguas, reparar los empedrados y construir aceras de lajas; también se construyeron varias obras públicas como 2 cloacas nuevas (además de la reparación de todas las cloacas antiguas), un acueducto para el drenaje de los desperdicios de la dirección de Policía, tapaderas y un dique, se reparó la torre de la iglesia El Carmen, se construyó una garita municipal en la cima del palacio municipal para colocar un reloj (que había sido comprado en 1890 por el alcalde Federico Martínez) y se trasladó el antiguo reloj de la municipalidad a la torre de la iglesia El Calvario, se hizo otros arreglos al palacio municipal, al parque Libertad y a las cárceles de hombres y mujeres existentes en ese entonces; además se firmó un contrato con Darío Lorenzana para reemplazar la rotulación de las calles, avenidas y casas de la ciudad de la ciudad, siendo las calles numeradas con números ordinales y las casas con numeración sucesiva.
El 5 de junio de 1893, la municipalidad presidida por Emilio Bolaños aceptó la propuesta de Roberto Álvarez para establecer en la ciudad alumbrado eléctrico incandescente a domicilio, debido a ello la empresa de alumbrado público de la ciudad (a la cual la municipalidad de 1892 presidida por el alcalde Salvador Godoy le quedó debiendo 5000 pesos; lo que la municipalidad de 1893 logró reducir a 2000 pesos, que es lo correspondiente al pago de 2 meses, pues cada mes se pagaba 1000 pesos) elevó una protesta a la municipalidad ya que se consideraba la única para suministrar tal servicio, tal protesta fue rechaza por la municipalidad y se firmó el contrató con Roberto Álvarez.
A las 9 de la mañana del domingo 2 de julio de 1893 ocurre en el parque central (hoy parque Libertad) la rebelión del comandante del cuartel de la policía de línea coronel Camilo Flores, para eso Flores había reunido tres mil milicianos en el parque central para reconcentrarlos en el cuartel, entonces Flores envió un contingente con 100 soldado para capturar al vicepresidente Antonio Ezeta, pero el oficial que comandaba dicho contingente avisó al general José Dolores Presa; luego Presa junto con el cubano Ángel Vásquez se dirigieron al cuartel, donde se enfrentaron con Camilo Flores, en dicho combate falleció Camilo Flores de un balazo disparado por Ángel Vásquez, poco después llegaría Antonio Ezeta a verificar lo ocurrido.

### Revolución de los 44 y sucesos posteriores
Debido a la crisis financiera y a que el presidente Ezeta había duplicado el derecho de exportación del café, se empezó a gestar en 1893 un movimiento revolucionario para derrocar el gobierno de Carlos y Antonio Ezeta, siendo la mayoría de estos revolucionarios de origen santaneco. En la noche del 28 de abril ingresaron al territorio salvadoreño los revolucionarios exiliados en Guatemala (donde habían recibido apoyo del presidente guatemalteco Manuel Estrada Cabrera), pero debido a que estaba lloviendo fuertemente esa noche solamente llegaron a Santa Ana 44 revolucionarios, los cuales se agruparon en la barranca Santa Lucía y en la mañana del 29 de abril de 1894 tomaron rápidamente el cuartel de artillería. El 30 de abril, la municipalidad santaneca desconoce la autoridad de los hermanos Ezeta y proclama como presidente al general Rafael Antonio Gutiérrez, el cual a su vez nombra como jefe de operaciones de la revolución al general Joaquín Pérez y como gobernador y comandante de las tropas revolucionarias en Santa Ana al general Mariano Morán; asimismo, las demás tropas revolucionarias se trasladan desde Guatemala hasta Santa Ana llegando a reunirse un ejército de 22.000 soldados. En los días siguientes los rebeldes tendrán que hacer frente a las tropas gubernamentales provenientes de Coatepeque (donde agrupó las tropas el vicepresidente Antonio Ezeta), Texistepeque y Sonsonate, hasta el 14 de mayo cuando las fuerzas revolucionarias deciden pasar de la defensiva a la ofensiva bajo la iniciativa del coronel Horacio Villavicencio, logrando desalojar a los fuerzas del gobierno de las posiciones cercanas a la ciudad. El 24 de mayo son derrotados de forma definitiva las tropas del general Antonio Ezeta en Coatepeque, por lo que él junto con el general León Bolaños y el escaso ejército que quedaba bajo su mando deciden retirarse a Santa Tecla, lo cual permitió a las fuerzas revolucionarias extenderse en los demás apartamentos. El 9 de junio, el presidente Carlos Ezeta deja la capital embarcándose en barco desde el puerto de La Libertad hacia Costa Rica mientras que su hermano Antonio huye poco después desde el mismo puerto hacia México. El 10 de junio de 1894, un contingente de los insurrectos llega a la capital, ese mismo día el general Rafael Antonio Gutiérrez asume como presidente provisorio para luego llegar a la capital el 16 de junio; el 1 de marzo de 1895 tras resultar electo en las elecciones presidenciales asume como presidente de la república y como vicepresidente el general y doctor Prudencio Alfaro.
Tras el golpe de Estado contra los hermanos Ezeta, la ciudad de Santa Ana gana el apodo de: La ciudad Heroica. Desde esa fecha, ilustres santanecos gobernaron El Salvador, específicamente: Tomás Regalado y Pedro José Escalón.
Este fue el período más álgido de cultivo de café en tiempos en que el modelo económico de El Salvador era agroexportador; entre las familias cafetaleras santanecas que contaban con gran capital destacaban los Álvarez, principalmente el colombiano Rafael Álvarez Lalinde el cual junto a sus hermanos Emilio, Esteban, Francisco y Roberto (todos ellos Álvarez Lalinde; de ellos y además de Rafael vivían en Santa Ana, Roberto y Francisco) fundaron la Compañía Agrícola del Salvador en 1892 con la intención de formar, adquirir y explotar empresas de carácter agrícolas y relacionados, teniendo gran cantidad de propiedad principalmente en los departamentos de Santa Ana, La Libertad y San Salvador; Rafael Álvarez Lalinde era dueño entre otras propiedades de la finca Malacara (ubicado en la cima del volcán de Santa Ana, en el cantón La Montañita) y del Beneficio El Molino, en este último instaló en 1894 el segundo despulpador de café en el país y la modernizó con la ayuda de técnicos ingleses en 1928, en 1944 la revista National Geographic fotografió tal beneficio y lo calificó como uno de los mejores del mundo, en total el molino de ese beneficio llegaba a producir 100.000 sacos de café cada temporada.

#### Sucesos durante la presidencia de Rafael Antonio Gutiérrez

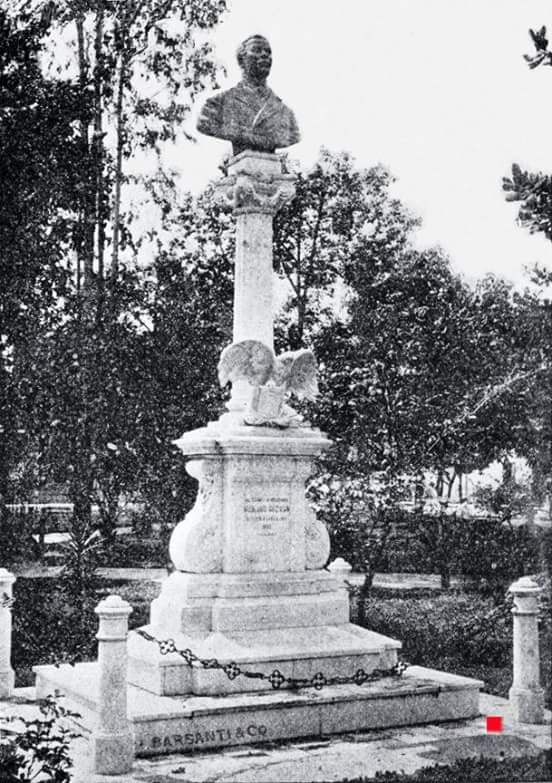
Busto del general Mariano Guzmán en el parque que lleva su nombre (actual parque Libertad) de la ciudad de Santa Ana

En 1894, durante la administración municipal de Salvador Espinoza, la municipalidad santaneca compró un solar en el cantón natividad en donde fundó el cementerio municipal Santa Isabel (conocido como Cementerio General Santa Isabel), el cual fue el tercer cementerio de la ciudad (originalmente las personas de muchos recursos eran enterrados cerca de las iglesias mientras que las de escasos recursos eran enterrados en camposantos sencillos o en sus casas, el primer camposanto estuvo ubicado en donde está el hospital San Juan de Dios, cuando se clausuró el primero se fundó el segundo en la plazuela del barrio Santa Cruz (hoy parque y mercado Anita Alvarado), cuando se fundó el cementerio Santa Isabel se trasladaron los restos ubicados en el cementerio de la plazuela del barrio Santa Cruz hacia el nuevo camposanto siendo el primero en ser traslado el capitán de origen francés Joseph Albert Touflet fallecido en la batalla de Chalchuapa en 1885) y primer cementerio general (tanto para persona de muchos recursos como de escasos recursos) y secular de la ciudad. Este camposanto se construyó en aproximadamente una manzana de terreno (lo cual no incluye la capilla de ese camposanto), se edificaron las paredes (tanto interiores como exteriores) de ladrillos sólidamente construidos, se construyeron bóvedas y los primeros nichos (para las familias más adineradas), se delinearon los patios donde se enterraba a las personas de escasos recursos y una fosa común para las personas de extrema pobreza y que no tenían personas afines que se encargaran se asegurarle un nicho (esta fosa común era sobre todo para aquellos que fallecían en el hospital San Juan de Dios sin tener personas afines que se encargaran de ellas, muchos de ellos eran de poblaciones cercanas que debido a las dificultades de comunicación y transporte no había forma de como avisar a los familiares); este sería el único camposanto de la ciudad hasta que en 1994 la funeraria Jardín fundó un cementerio privado llamado parque Jardín las Flores, convirtiéndose este en el segundo camposanto de la ciudad.
En el año de 1894 se construye la línea de tren que uniría Santa Ana con Sonsonate, la cual fue la primera línea de ferrocarril construida en el municipio, posteriormente en 1896 se construiría línea de ferrocarril entre la ciudad santaneca y el puerto de Acajutla y a la vez en ese año de 1896 se construiría la línea de ferrocarril entre Santa Ana y la capital.
El 2 de julio de 1895, se aprobó la creación del Banco Industrial (su nombre original iba a ser Banco de El Salvador, pero para evitar confusiones su nombre fue cambiado a Banco Industrial de El Salvador) siendo fundado en la ciudad santaneca por Narciso Avilés, Mariano Guzmán, Manuel Trujillo y Antonio José Martínez; el 24 de septiembre de ese año fueron publicados los estatutos del banco junto con el acuerdo de aprobación; este fue el segundo banco fundado en Santa Ana tras el Banco Occidental, y como institución bancaria estaba facultado para emitir sus propios billetes, sin embargo su existencia fue efímera y el 11 de abril de 1898 su junta directiva acordó la disolución del banco.
En 1896, durante el mandato presidencial de Rafael Antonio Gutiérrez y la administración municipal de Camilo Arévalo, se inaugura la estación de tren en el barrio Santa Cruz y con ella el servicio de trenes en la ciudad, posteriormente se fundaría una segunda en el barrio de Santa Lucía (este sería fundado en 1927 durante la gestión presidencial de Pío Romero Bosque y la administración municipal de Jesús Escobar) ambas operarían hasta el año 2002.
El 7 de diciembre de 1896, el agente de la Sociedad Bíblica Americana Francisco Pezotti y el misionero evangélico de la iglesia Misión Centroamericana (con sede principal en ese entonces en Dallas, Texas) Samuel Purdie (primer misionero protestante o evangélico en El Salvador) imparten una serie de conferencias evangelistas en la ciudad santaneca, siendo estas las primeras conferencias protestantes o evangélicas y por lo tanto siendo el momento de la llegada del protestantismo a Santa Ana.

#### Golpe de Estado a Rafael Antonio Gutiérrez y sucesos durante la presidencia de Tomás Regalado

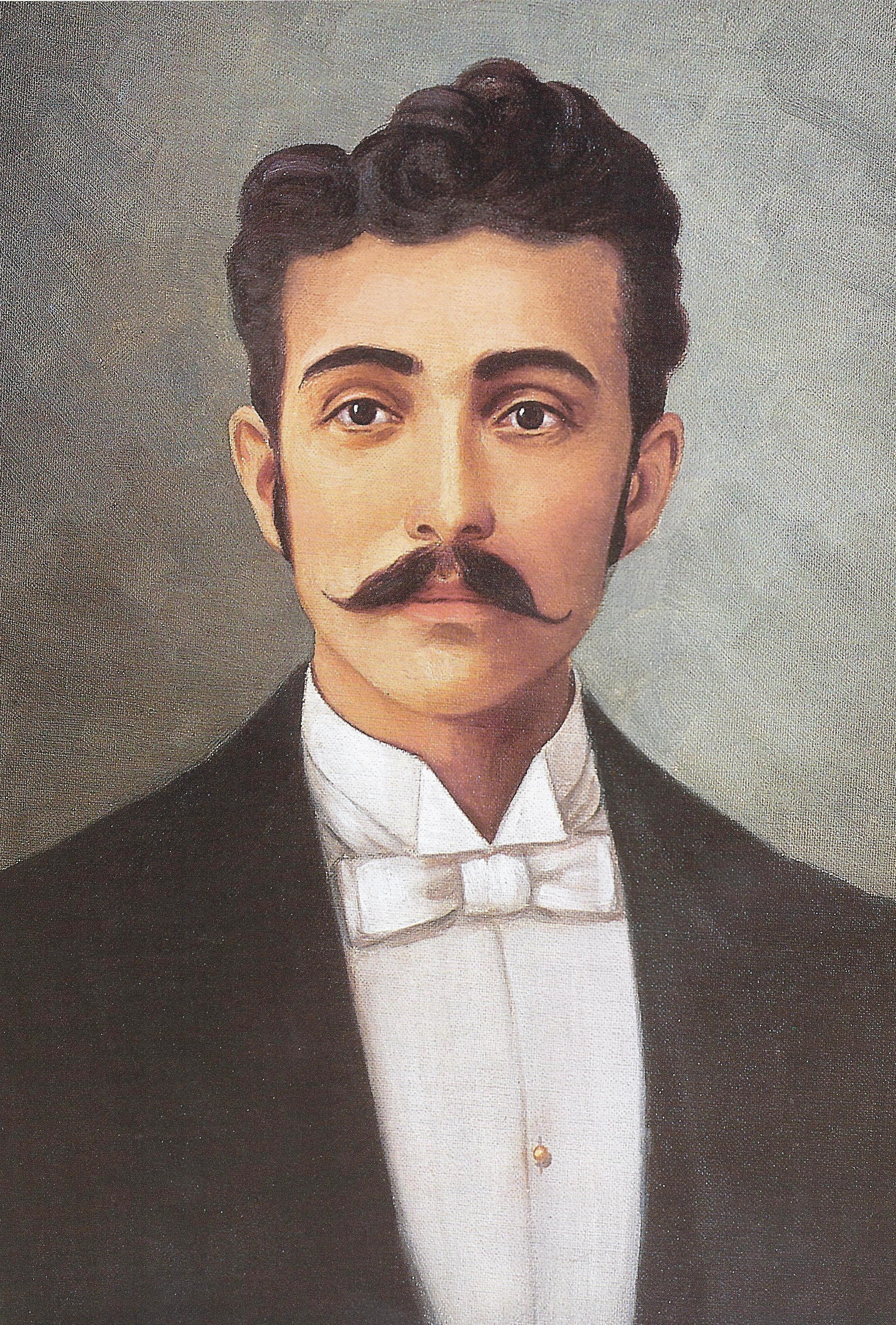
Tomás Regalado, militar, estadista y político salvadoreño originario de la ciudad de Santa Ana, uno de los 44 que comenzaron el golpe de Estado al presidente Carlos Ezeta, posteriormente presidente de El Salvador desde 1898 a 1903.

El 13 de noviembre de 1898, Tomás Regalado (quien para ese momento era candidato a la gobernación del Estado de El Salvador −desde 1896 El Salvador era uno de los estados de la República Mayor de América Central y entonces esa tal unión centroamericana pasa a denominarse Estados Unidos de Centroamérica−) gestó el golpe de Estado contra Rafael Antonio Gutiérrez debido principalmente a que el 1 de noviembre tras la celebración de la proclamación de la constitución de la federación Regalado sufrió un atentado fallido por parte del general Horacio Villavicencio (quien también era candidato a gobernador del estado de El Salvador) en la plaza de Armas de San Salvador (actualmente plaza Libertad) pero el presidente Gutiérrez posteriormente no se interesó por investigar tal suceso, ello alejó a Regalado de Gutiérrez por lo que ese día 13 de noviembre de ese año Regalado le dio golpe de Estado a Gutiérrez, entre los comandantes del ejército que apoyaron a Regalado estuvo el comandante de la zona militar de occidente y comandante departamental el general Mariano Morán; en la noche de ese día deliberó el club regaladista (club de carácter temporal y partidario que se formó dentro del partido liberal para apoyar la candidatura de Tomás Regalado, el cual era uno de varios candidatos de ese partido y cada uno tenía un club dentro del partido que lo apoyaba) hasta largas horas hasta darse por informado del éxito del golpe de Estado, tras ello Regalado separó a El Salvador de la nueva federación y asumió el cargo como presidente provisorio hasta que fue elegido presidente en enero de 1899.
En el año 1900, Enriqueta Medina viuda de Ramos vende por solares la finca que había sido de su esposo (Miguel Ramos), fundándose de esa forma una prolongación del barrio de Santa Cruz que posteriormente recibiría el nombre de barrio San Miguelito que pasaría a ser el séptimo barrio de la ciudad (tras los de Santa Bárbara, Santa Cruz, San Lorenzo, Santa Lucía, San Juan y San Sebastián, teniendo en cuenta que a este último se le añadió el barrio de Guadalupe). Por otro lado, en ese mismo año se funda en la ciudad santaneca el diario El Demócrata, que fuese el primer diario no gubernamental imprimido en Santa Ana. Asimismo, ese mismo año el "decreto de Organización de Milicias" convirtió nuevamente al destacamento militar de artillería en brigada de artillería que según la numeración sería el primer regimiento de artillería.
En octubre de 1900, en información dada por la Junta de Fomento de Santa Ana (corporación creada en 1889 para llevar a cabo obras de mejoramiento material de la ciudad) se sabe que para ese entonces en la ciudad existían únicamente los parques central y del Calvario (posteriormente llamado parque Menéndez, el terreno donde se construyó este parque originalmente era la plaza del barrio de San Juan o Calvario, posteriormente en tal terreno se construiría un convento jesuita que existiría hasta 1872), a su vez que estaba en construcción el parque de Santa Lucía, asimismo estaba pendiente la construcción del edificio de la junta y el arreglo de la calle que conduce a la Estación de Ferrocarril Occidental. Tal información sirvió para solicitar a la presidencia que el impuesto (de doce y medio centavos por cada quintal de café que se exporte) que se cobraba para mantener a la Policía Rural Montada pasara a ser ocupado para atender el ornato y embellecimiento de la ciudad, dicha solicitud fue aprobada por la presidencia el 25 de octubre de 1900, debido a que para ese entonces el ejecutivo había arreglado el servicio de policía rural montada con pelotones de caballería militar y por lo tanto no había impedimento para lleva a cabo tal solicitud.
En 1901, siendo presidente el santaneco Tomás Regalado y alcalde Juan Vicente Olmedo, se inauguró la Finca Modelo (ubicado donde posteriormente se construiría el Complejo Deportivo INDES), siendo el primer lugar recreativo y espacio deportivo de la ciudad.
En 1902, la municipalidad santaneca presidida por Simón Avilés contrata a los señores Antonio Vargas, Mariano Arqueta y Pedro Saldaña Monches para construir la parte norte y sur del palacio municipal, así como reparar todo el palacio de la municipalidad y construir una nueva torre para el reloj.
El 9 de febrero de 1902 se coloca la primera piedra para la construcción del Teatro de Santa Ana. Anteriormente, para presentación de actividades culturales, se improvisaban escenarios en casas particulares; luego en el año de 1893 se decide construir un espacio permanente para las actividades culturales, pero tal idea no se concretó hasta 1901 cuando por iniciativa del presidente Tomás Regalado se decide dar comienzo a la construcción dejándose a cargo de ello a la Junta de Fomento de Santa Ana, que se encargó de contratar a la Sociedad Constructora Occidental (para que llevara a cabo la construcción siguiendo los planos del ingeniero Domingo Call) y a los artistas Durini, Molinari y Rovescalli (para que llevasen a cabo la ornamentación, mobiliario y pintura del inmueble); terminándose las obras en 1910 cuando fue inaugurado con la actuación de la compañía de ópera Sinibaldi, siendo en ese entonces presidente Fernando Figueroa y alcalde Nicanor Fonseca. En el terreno donde se construyó el teatro, se hallaba en tiempos coloniales una casa conventual que posteriormente en la década de 1830 era donde se encontraba la escuela pública de la ciudad que dirigía el profesor José Francisco Pareja, finalmente en las últimas décadas del siglo XIX se levantó en dicho terreno el llamado portal "Los Bernales" (llamado así por ser donde vivía la familia Bernal) que fue expropiado a sus dueños en 1895 para llevar a cabo la construcción del teatro.
El 18 de febrero de 1903, al final del mandato presidencial de Tomás Regalado y siendo alcalde Salvador Rodríguez, se termina la construcción de la Penitenciaría Occidental y el actual cuartel militar de la ciudad, siendo trasladados ese mismo año los militares del cuartel de la primera brigada de artillería; posteriormente en 1905 serán trasladados los militares de la brigada de infantería (ya para ese entonces llamado quinto regimiento de infantería) desde el palacio municipal hasta el nuevo cuartel, convirtiéndose este cuartel en la sede de la división de occidente.

#### Sucesos durante la presidencia de Pedro José Escalón

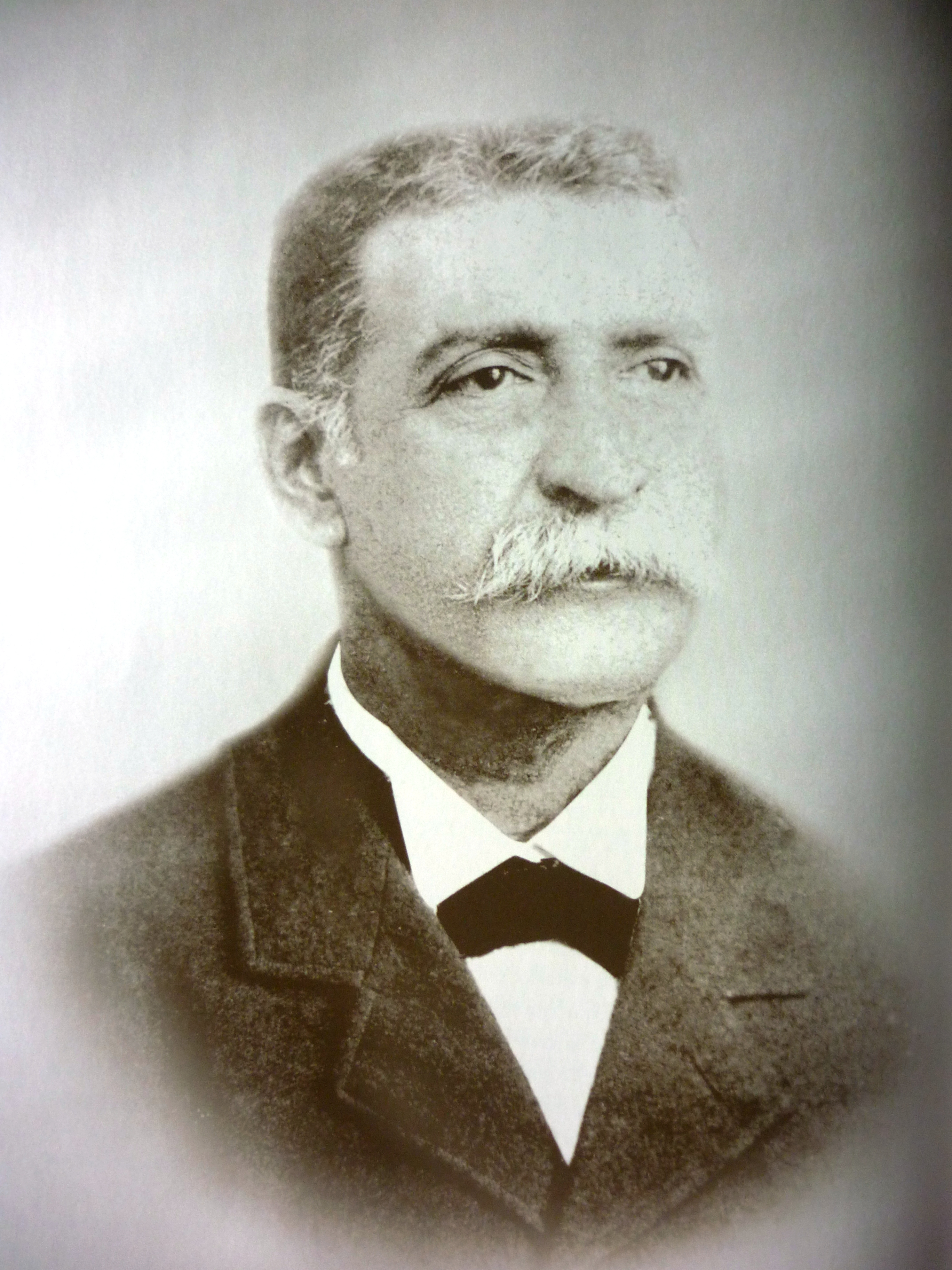
Pedro José Escalón, hacendado y político santaneco, presidente de la república salvadoreña de 1903 a 1907.

En enero de 1903, el santaneco Pedro José Escalón fue elegido presidente de la república y el 1 de marzo asumió oficialmente como presidente, tras ello Regalado que tenía el título Mayor General del Ejército (que lo hacía el principal líder del ejército del país después del presidente, aunque en realidad era Regalado quien ejercía el poder y Escalón lo consultaba sobre los diversos asuntos que se le presentaba) regresó a Santa Ana y posteriormente llevó a la ciudad santaneca parte del armamento salvadoreño que desde la Revolución del 44 había sido devuelto a la capital.
En mayo de 1904, el pastor de la iglesia evangélica Misión Centroamericana, Roberto Bender, bautiza a los primeros cristianos evangélicos de la ciudad santaneca, siendo un total 37 personas, a los cuales organizó en dos iglesias: una ubicada en el cantón El Ranchador que contaba con 9 personas, y otra ubicada en la cabecera municipal (llamada Iglesia Peniel) que contaba con 28 personas; siendo por lo tanto las 2 primeras iglesias protestantes de Santa Ana.
El 3 de agosto de 1904, siendo presidente el santaneco Pedro José Escalón se decreta la Ley Orgánica del Ejército de la República, en la que se establece que las brigadas de infantería serán comandadas por un brigadier o general de brigada, estarán conformadas por 2 regimientos infantería (siendo comandados cada uno por un coronel y teniendo cada regimiento 1024 efectivos, siendo en total de 2048 efectivos de infantería, agrupados dentro de cada regimiento en 2 batallones y cada uno de estos compuestos por 4 compañías de 2 secciones cada una), 2 escuadrones de caballería (siendo comandado cada escuadrón por un capitán y habiendo 54 soldados en cada escuadrón siendo un total de 198 efectivos, agrupados en 3 secciones en cada escuadrón), y un regimiento de artillería (comandando por un coronel y compuesto por 364 efectivos que estaban agrupados en 2 grupos compuestos de 2 baterías cada uno y cada batería se dividía a su vez en 2 secciones, teniendo cada sección 2 piezas de artillería, habiendo en total 16 piezas de artillería); a partir de está ley la brigada de infantería de la ciudad pasaría a ser el 5.º Regimiento de Infantería (los regimientos estaban numerados a nivel nacional, de esta forma: el primero regimiento de infantería estaba en San Salvador, el segundo en Chalatenago, el tercero en Sensuntepeque, el cuarto en San Vicente, en Santa Ana estaba el 5.º regimiento, el 6.º en Santa Tecla, el 7.º en Ahuachapán, etc), mientras que la primera brigada de artillería se convertiría en el 1.er Regimiento de Artillería (más adelante pasaría a ser el segundo regimiento de artillería) los cuales junto con las demás guarniciones en el departamento santaneco conformaban la brigada de Santa Ana, la cual junto con la de Ahuachapán y Sonsonate conformaban la segunda zona militar o zona militar de occidente.
El 25 de noviembre de 1904, el obispo de El Salvador Adolfo Pérez y Aguilar autorizó la reconstrucción de la parroquia central de Santa Ana (debido a que la antigua parroquia central estaba muy dañada y deteriorada por un relámpago que le impacto en los últimos años del siglo XIX), conformando para ello la junta de reconstrucción de la parroquia bajo la presidencia del párroco santaneco Manuel López Mejía, la cual además del párroco quedaría integrada por: como presidente honorario el general Tomás Regalado, como vocal primero el doctor Cornelio Lemus, como vocal segundo Emilio Belismelis, como vocal tercero a Hilario Interiano, como vocal cuarto el ingeniero Aurelio Fuertes (quien estuvo a cargo de los planos), como vocal quinto Francisco Martínez, como tesorero Cuno G. Mathies y como secretario Federico Vides; empezando a ejercer sus funciones la junta desde diciembre de ese año y comenzando la reconstrucción con la colocación de la primera piedra el 21 de enero de 1905 en un acto solemne presidido por el obispo de El Salvador Adolfo Pérez y Aguilar.
En abril de 1905 es declarada como carretera el camino que conduce de Santa Ana a Candelaria de la Frontera y los demás municipios del norte y occidente del departamento santaneco; luego en mayo de 1917 es declarada como carretera el camino que de la ciudad Santaneca conduce a Chalatenango pasando por Nueva Concepción y el valle del Tamarino; igual se hace en mayo de 1928 con el camino que de la ciudad al lago de Coatepeque pasando por el cantón Flor Amarilla (una parte de dicha carretera es actualmente el bulevar Los 44, y la otra parte es hoy la sección de la Carretera Panamericana que va desde dicho bulevar hasta El Congo, que en ese entonces todavía era un cantón del municipio de Coatepeque); igual en agosto de 1928 con el camino que va desde Santa Ana a Nueva Concepción pasando entre Peñanalapa y El Remolino; asimismo en octubre de 1930 el camino que une al cantón Palo de Campana con Las Lomas (actualmente cantón Lomas de San Marcelino); finalmente en julio de 1933 se le da el título de carretera al camino entre Juayúa y Santa Ana pasando por Los Naranjos.
Para 1906, Santa Ana se había convertido en refugio de varios guatemaltecos, que estaban en contra del gobierno del presidente de Guatemala Manuel Estrada Cabrera y que recibieron el apoyo del general Tomás Regalado. El 4 de julio, Regalado parte hacia Santa Ana con una gran cantidad de efectivos, llegando el 5 de ese mes, estableciendo su cuartel general ahí y estacionando las tropas en el Campo Marte de la ciudad (ubicado al sur del barrio Santa Cruz, enfrente del cuartel del quinto regimiento de infantería y segundo regimiento de artillería, en donde se levanta el Casino Militar Centroamericano). El 9 de julio de 1906 iniciaron los ataques entre los ejércitos de El Salvador y Guatemala, y el 10 de ese mes se declaró oficialmente la guerra, el 11 de ese mes Tomás Regalado decide ponerse al frente de la batalla y dirige las tropas hasta un punto conocido como El Entrencijo (en el departamento guatemalteco de Santa Rosa) en donde fue abatido por varios disparos por lo que cayó muerto en esa zona; tras ello el ejército salvadoreño se retira y el 17 de julio se firmó el armisticio o cese al fuego entre ambos ejércitos con la intervención de los Estados Unidos y México, el tratado de paz fue firmado en el barco de guerra estadounidense Marblehead. El cuerpo del general y expresidente Tomás Regalado fue entregado a su madre doña Petrona y a su esposa doña Concepción el 11 de agosto de 1906, llegando al puerto de Acajutla el 14 de agosto, desde donde fue trasladado a Santa Ana, siendo velado en la ciudad santaneca el 15 de ese mes y enterrado en el Cementerio Santa Isabel el día 16 de julio; posteriormente en 1911 se construyó un soberbio mausoleo que fue construido por el italiano Francisco Durini, siendo este uno de los mausoleos más emblemáticos de ese cementerio.

#### Sucesos durante las presidencias de Fernando Figueroa y Manuel Enrique Araujo

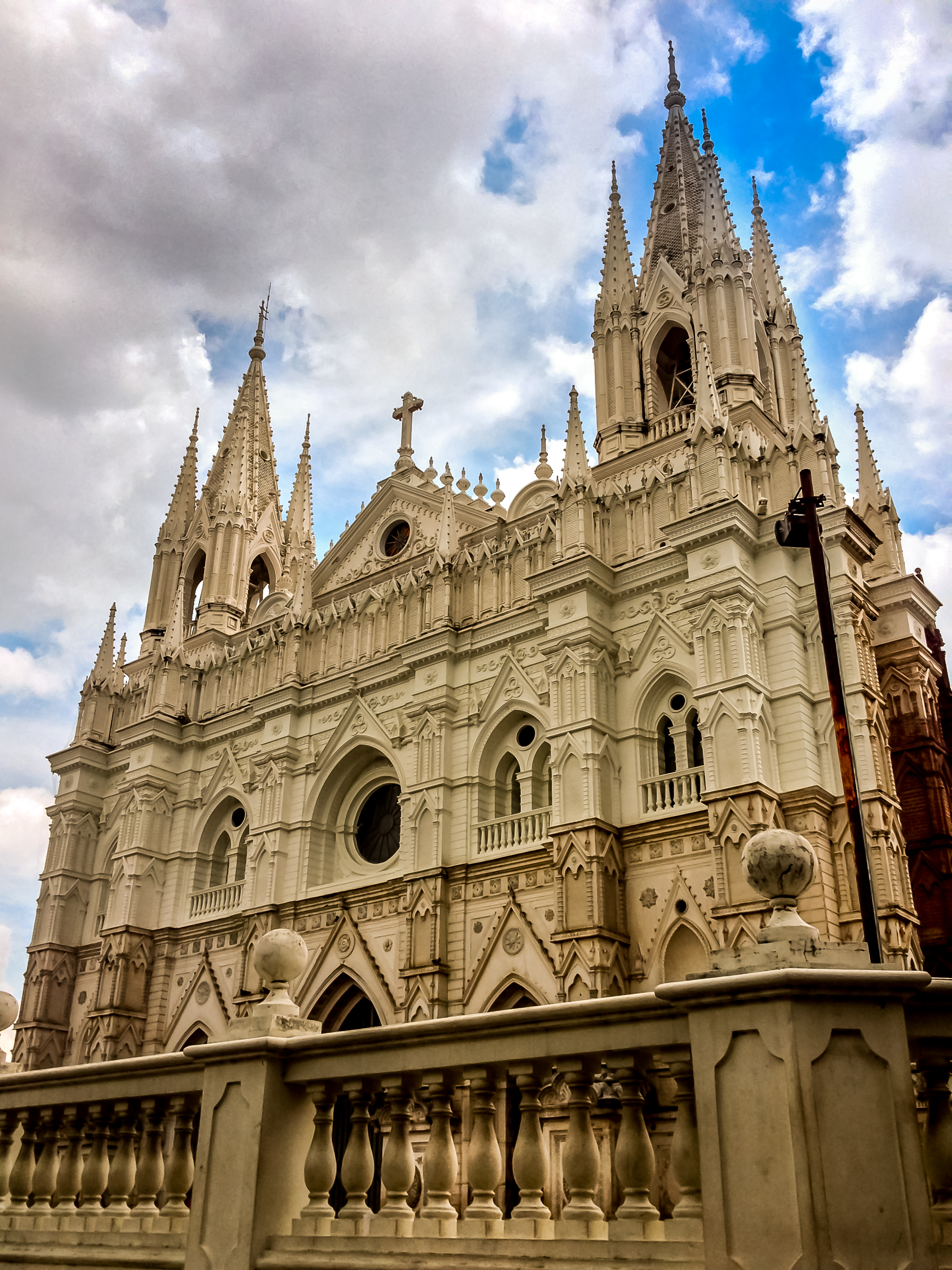
Catedral de Santa Ana vista en el año 2013, construida por reedificación de la parroquia central en 1906, elevada a catedral en 1913 y concluida totalmente en 1959.

En el año de 1907, el empresario Rafel Álvarez Lalinde (propietario del beneficio El Molino) solicita a la municipalidad, presidida por Vicente Hurtado, que le enviasen un ingeniero para que hiciese el trazado de las calles a un terreno aledaño al barrio Santa Cruz que paulatinamente pasara a constituir el barrio San Rafael. El 24 de octubre de 1914 fue bendecida la imagen del santo patrono de esa zona (la cual fue esculpida por José María Aguilar, y costó cien colones pagados con contribuciones de los habitantes de dicha zona), y a partir del año de 1919 empieza a aparecer como barrio en las actas municipales.
En 1909, según Santiago Ignacio Barberena, el municipio tenía cerca de 50 000 habitantes tanto en la ciudad como en los 35 cantones que tenía en ese entonces; la ciudad abarcaba un área de un poco más de 4 km² (que incluía la prolongación del barrio Santa Cruz, que posteriormente sería llamado Barrio San Miguelito, y el territorio que se había incrementado el Barrio San Juan con el caserío Las Delicias), se dividía en 6 barrios: Santa Lucía, Santa Cruz, San Sebastián, San Juan, Santa Bárbara y San Lorenzo; la ciudad también era cruzada por 20 avenidas (de norte a sur) y 15 calles (de este a oeste), que eran rectas, anchas, bien empedradas y con buenas aceras; en la ciudad había cerca de 3100 casas nuevas y de aspecto elegante, algunas de las cuales eran dos pisos.
A finales de 1909, la zona occidental salvadoreña principalmente las poblaciones del departamento de Santa Ana se vieron afectados por una de epidemia de gripe, por lo cual se hizo una campaña de vacunación, sin embargo la enfermedad se esparció por el resto del país por lo que el gobierno estableció lazaretos, varios vacunadores itinerantes y se tomaron todas las medidas que el inminente riesgo demandaba, con lo cual se resolvió el problema.
El 1 de septiembre de 1910, el colombiano Rosendo Díaz Galiano funda en la ciudad santaneca el Diario de Occidente, que fuese el segundo diario no gubernamental imprimido en Santa Ana, posteriormente en el año 1928 se fundan y se empiezan a imprimir en la ciudad santaneca el Diario de Santa Ana y el Diario del pueblo. Por otro lado, el 9 de septiembre de 1910 es fundado el asilo Narcisa Castillo, el cual fue construido por Juan Vicente Castillo con la herencia que para ese fin dejó su hermana Narcisa Castillo en su testamento, posteriormente -y debido a llamado de la junta directiva- se incorporarían para el cuidado religioso del establecimiento las Hermanas Franciscana de la Purísima Concepción.
El 4 de noviembre de 1910, la municipalidad, presidida por el alcalde Nicanor Fonseca, realizó una contrata con Manuel R. Trigueros para introducir el agua del manantial del río El Molino (donde existía una pequeña laguna de poca profundidad, llamada La Lagunita, que se extinguió por la captación del agua), lo cual se efectuó por las mismas tuberías de los tanques de Chinameca.
En 1911, según Percy Martin en su libro El Salvador of the twentieth century, la ciudad santaneca contaba con una fuerza policial compuesta por 174 hombres y con una policía montada de 40 hombres; en esa época Santa Ana tenía poco más de 33 centros educativos públicos y varias escuelas privadas y seminarios; además, para ese entonces se había construido una nueva torre para telégrafo (esta tecnología se introdujo a Santa Ana en 1882) y teléfono, debido a que el servicio de ambos tipos de tecnología se había incrementado consistentemente desde 1903; asimismo Santa Ana tenía una población de alrededor de 33 700  habitantes (tal dato no incluye a los extranjeros que habitaban en la ciudad), y era sede de los club sociales: Sociedad Unión de Obreros y Sociedad Literaria José Cecilio del Valle; para ese entonces Santa Ana era una de las poblaciones más importantes de Centroamérica, la ciudad además estaba bien trazada y sólidamente construida con notables estructuras, sus calles estaban iluminadas por electricidad y bien pavimentadas, el drenaje natural era excelente (para ese momento la municipalidad aún no había terminado de construir el sistema de drenaje artificial) y debido a ello Santa Ana era una de las más limpias y saludables poblaciones del país, el servicio de agua potable aún no era perfecto, había varios lugares de baño públicos abiertos al aire, la ciudad contaba con varias empresas prosperas y casas elegantes, y contaba con muchos extranjeros residiendo en ella que cualquier otra población del país.
En 1911 hubo un intento revolucionario en la ciudad santaneca contra el gobierno de Manuel Enrique Araujo, sin embargo no se decretó estado de sitio (que era lo común en esas circunstancias) y los que fueron capturados por la policía no fueron juzgados militarmente porque el poder ejecutivo dispuso que los crímenes cometidos por aquellos reos fueran conocidos por los tribunales comunes.
En 1913, el papa Pío X crea la diócesis de Santa Ana y nombra como primer obispo a Ricardo Vilanova y Meléndez (quien tomaría posesión de su cargo en 1915); ese mismo año de 1913 se consagra la reconstrucción de la parroquia central como Catedral, en 1922 el obispo Vilanova habilita la primera parte de la Catedral y en 1926 se realiza la inauguración; sin embargo sería hasta el 24 de febrero de 1959 (siendo obispo Benjamín Barrera y Reyes, segundo obispo de Santa Ana), cuando se termina y consagra el altar de mármol de Señora Santa Ana, que se puede decir que la Catedral de Santa Ana está terminada y funcionando en su totalidad.

#### Sucesos ocurridos durante la dinastía Meléndez Quiñónez

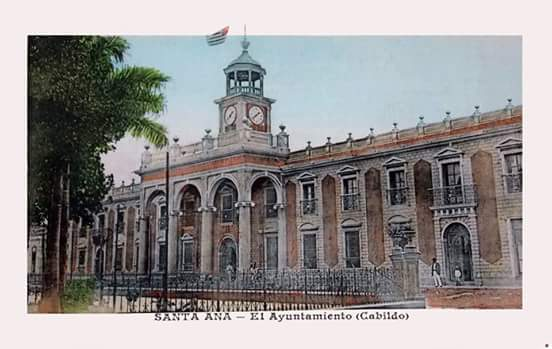
Postal pintada a manos del palacio municipal de la ciudad salvadoreña de Santa Ana entre los años 1907 y 1915.

A finales de 1913, la municipalidad presidida por Rafael Álvarez Lalinde solicitó al Reino de Italia a través de Valentín Sesti la construcción de una estatua de la libertad que sería ubicada en el gran pilar de mármol en el lado poniente del parque Libertad (en donde con anterioridad se ubicaba el busto de bronce del general Mariano Guzmán cuando tal parque llevaba su nombre), siendo entonces tal estatua fabricada en Italia y luego enviada por barco, llegando a la ciudad a finales de 1914 (cuando era alcalde Antonio Pacas) cuando fue ensamblada y colocada en su sitio.
En 1914 se estableció que las municipalidades durarían dos años, entrando tal reforma en vigencia en las elecciones efectuadas en diciembre de ese año, resultando ganador Antonio Martínez Rubio, quién fuese el primer alcalde elegido para dos años, abarcando su administración municipal desde 1915 a 1917; sin embargo en 1916 se restableció la duración de un año para las municipalidades, por lo que el período municipal de Ángel Ayala (quién fue elegido en diciembre de 1916) y sus sucesores sería de un año.
En 1916, la municipalidad presidida por el alcalde Antonio Martínez Rubio, le compró a Mercedes Ramírez viuda de Meléndez un terreno ubicado en el cantón Cutumay Camones para la construcción del crematorio de basura, en 1919 se terminó la construcción de tal crematorio de basura conocido como basurero de Camones que siguió operando hasta que un decreto legislativo de 2007 ordenó que todos los basureros a cielo abierto deberían de ser cerrados.
El 13 de enero de 1917, cuando ejercía como alcalde de la municipalidad Antonio Martínez Rubio, se registra el primer viaje en automóvil de San Salvador a Santa Ana. Por lo que a partir de entonces empieza a construirse la carretera de automóviles que uniría Santa Ana con San Salvador, en 1919 estaba terminándose la sección de dicha carretera que va desde el departamento de La Libertad a la capital. Para 1922, en la ciudad santaneca había cerca de 100 automóviles, 10 autocamiones y un servicio de omnibuses que hacían viajes diarios a todos los pueblos del distrito de Ahuachapán (tal servicio de omnibuses fue inaugurado por José Ixart, y tenían su centro de reunión en el cantón aldea de San Antonio (actualmente barrio homónimo de la ciudad) y lo mantuvieron en esa zona hasta la década de 1940, cuando se construyó la terminal de buses (posteriormente llamada Francisco Lara Pineda) en terreno donde había estado la llamada "casa del cucurucho" donde residía el director de la Escuela de varones N.º 2 o Escuela de Artes y Oficios).

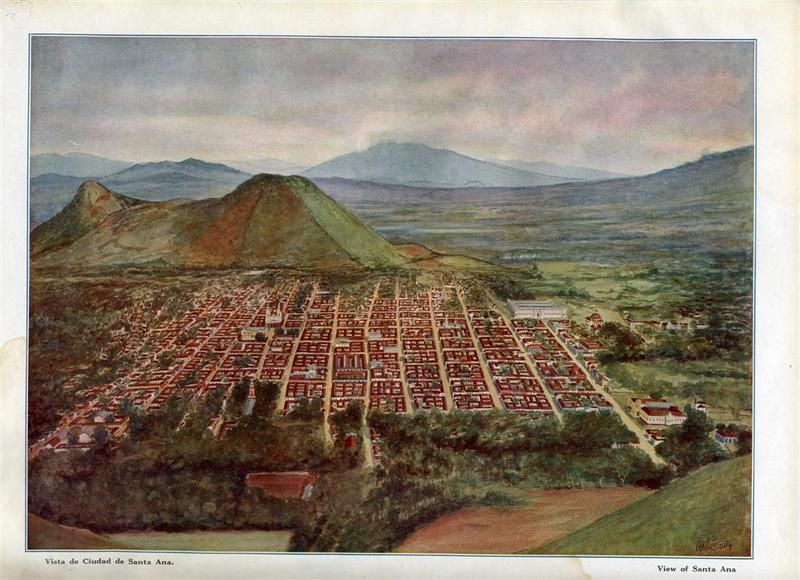
Vista panorámica de la ciudad, desde el cerro Santa Lucía, en 1916

En 1919, la Asociación Bautista Occidental de El Salvador (asociación de varias iglesias bautistas salvadoreñas entre las cuales estaba la primera iglesia bautista de Santa Ana que nació en agosto de 1911 de una división de la Misión Centroamericana) abre oficialmente el Colegio Bautista (primer colegio protestante de El Salvador, originalmente fundado como colegió de enseñanza primaria, posteriormente se le incluiría educación secundaria y bachillerato) con el auspicio de Women's American Baptist Home Misionary Society y siendo sus primeras maestras Martha Howell, Lisa Carter (ellas dos misioneras que arribaron a El Salvador en 1917 para trabajar como educadoras) y Francisca Rodríguez, iniciando el colegio en una casa alquilada que era propiedad de Fernando Castaneda; para 1922 el Colegio Bautista contaba con una matrícula de 173 alumnos.
En septiembre de 1919, por decreto legislativo son anexados al municipio santaneco los cantones de Las Cruces, Ayutepeque y Buenos Aires; sin embargo, en septiembre de 1920 serían restituidos al municipio de Chalchuapa (de donde se los había separado).
Para 1920, cuando era presidente de la república Jorge Meléndez, la organización de las milicias conforme al plan elaborado por el brigadier José Tomás Calderón ya estaba concluida quedando el cuartel santaneco conformado por el 5.º Regimiento de Infantería y 2.º Regimiento de Artillería (los regimientos estaban numerados a nivel nacional, por ejemplo: el primer regimiento de infantería estaba en San Salvador mientras que en Santa Ana estaba el 5.º regimiento) los cuales junto con las demás guarniciones en el departamento santaneco conformaban la brigada de Santa Ana, la cual junto con la de Ahuachapán y Sonsonate conformaban la división de occidente.
En 1921 es restablecido la duración de dos años para las municipalidades, por lo que el período municipal de Guillermo Müller sería de dos años (específicamente de 1922 a 1924) e igualmente el de su sucesor Jesús Escobar (alcalde de 1924 a 1926); no obstante en 1925 se volvió a la duración de un año para los concejos municipales, por lo que la duración de la administración de Salvador Ayala (elegido en diciembre de 1925) y de sus sucesores sería de 1 año.
En 1921, el municipio santaneco se encontraba dividido en 35 cantones, que eran: Primavera, Monte Largo, Ranchador, Cutumay, Cantarrana, Flor Amarilla Arriba, Flor Amarilla Abajo, Aldea de San Antonio, Potrerillos, Calzontes Abajo, Calzontes Arriba, Valle del Matazano, Tablón del Matazano, Chupaderos, El Portezuelo, Ayuta, Palo de Campana, Nancintepeque, Las Lomas, Comecayo, Ochupse Arriba, Ochupse Abajo, Loma Alta, Potrero Grande Arriba, Potrero Grande Abajo, La Empalizada, San Juan Buenavista, Montañita, Las Aradas, Pinalón, Pinalito, Los Apoyos, Los Planes y Potrerillos de la Laguna; que son los cantones que conforman en la actualidad el municipio a excepción del cantón aldea de San Antonio que posteriormente pasaría a ser barrio.
El 21 de junio de 1922 la Beneficencia pública (institución creada en 1919 y su delegación santaneca establecida en 1921; dicha delegación tenía por presidente al gobernador departamental coronel Eduardo Casanova, como vocales a Rafael Meza Ayau, Ángela de Mesa Ayau, Rafaela de Nieto, y Arturo Belismelis (originalmente estaban Adela de Matheu, Pablo Matheu, y Basilia Gómez, pero como se encontraban en el extranjero fueron reemplazados en 1922), como tesorero Isidoro Nieto, y como secretario Aurelio Fuertes) establece el local que se alquilaría para fundar una Gota de Leche (específicamente la casa número 20 de la tercera calle oriente), que sería inaugurada el 25 de junio de ese año. Posteriormente Isidoro Nieto buscará establecer la Gota de Leche en un local propio, por lo que el 16 de marzo de 1925 propondrá a la delegación de beneficencia pública comprar a Jorge Álvarez Ángel un solar ubicado en el barrio San Juan frente al parque Menéndez; lo cual sería aceptado y ejecutado, debido a ello el 13 de junio ese año se hacen los preparativos para colocar la primera piedra y se decide (por iniciativa de Isidoro Nieto) nombrar al edificio como Casa del Niño. El 25 de julio de 1925, el presidente Alfonso Quiñónez Molina (en su visita a la ciudad por las fiestas patronales) coloca la primera piedra del edificio; originalmente se pensaba construir un solo piso (en el que estarían las oficinas y un consultorio gratuito para niños), pero gracias a la donación de 15000 colones por parte de Rafael Álvarez Lalinde se cambia los planos para construir además un pequeño hospital llamada Julia A. de Álvarez (en honor a la esposa de Rafael Álvarez Lalinde). Posteriormente la administración del edificio recayó en el ministerio de salud, con lo que se convirtió en la Unidad de Salud Casa del Niño; en el año 2001 sufrió daños por los terremotos de ese año, siendo arreglada y rehabilitada como unidad de Salud en el año 2006.
En 1924, el filántropo Arturo Velismelis donó una casa para que se usase como dormitorio público para lo que costeó 60 camas ese mismo año; en 1927, se inauguró el servicio de tranvía es inaugurado pero no tuvo buenos resultados por lo que pocos años después se lo retiró; ese mismo año la empresa International Railways of Central America (IRCA) termina los cimientos de la estación de trenes ubicado en el barrio de Santa Lucía (segunda estación de tren de la ciudad, la otra estación era administrada por la Compañía del Ferrocarril de El Salvador; la estación de Santa Lucía era parte de una línea ferroviaria que conectaba la frontera de Guatemala tanto en Metapán y Ahuachapán, con el puerto El Cutuco en el departamento oriental de La Unión); en 1928 Rafael Meza Ayau (gerente, dueño y fundador de Industrias La Constancia) coloca la primera piedra para la construcción del actual edificio del Hospital Nacional San Juan de Dios.

#### Sucesos acaecidos durante las presidencias de Pío Romero Bosque y Arturo Araujo

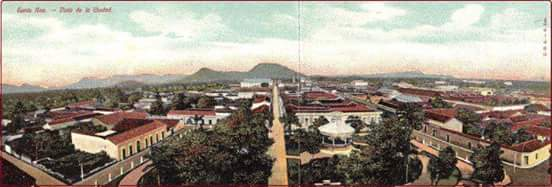
Panorámica de 1915 de la ciudad de Santa Ana desde el parque Menéndez.

En 1927, durante la administración municipal de Salvador Ayala (en su segunda ocasión como alcalde), el Ministerio de Hacienda cedió los impuestos de Industria la Constancia (25 000 colones anuales) para reparar las cloacas del municipios y ampliar el palacio municipal; por lo que el palacio municipal añadió el terreno donde antes habían estado las viviendas de la familia Gutiérrez (ubicada en la esquina surponiente de la cuadra de la alcaldía), la de Dolores Vides (luego fue casa de Federico Vides; está casa fue construida antes de la independencia de España, siendo una de las primeras casas hechas de adobe en la localidad y que era el lugar donde prefería hospedarse el general Francisco Morazán cuando visitaba la ciudad, estaba ubicada en la esquina norponiente de la cuadra de la alcaldía) y la del doctor Salvador Godoy (ubicada entre la casa de Dolores Vides y el Palacio Municipal), entre otras; por lo que a partir de entonces el palacio municipal cubriría toda la cuadra donde está ubicado, los planos de los cimientos fueron dados por el ingeniero Alcaine mientras que las obras fueron dirigidas por Andrés Tobar.
En 1927 se volvió a establecer el bienio (período de dos años) para las municipalidades, lo cual quedaría fijo en las décadas posteriores hasta 1983; debido a ello el alcalde Rafael Esteban Castaneda (alcalde de 1928 a 1930) y sus sucesores resultaron elegidos para un período de dos años.
El 20 de agosto de 1930, el órgano ejecutivo presidido por el presidente Pio Romero Bosque firmó un contrato de referencia con los señores Hebard y Keilhauer con el cual ellos se comprometieron a dar 200 mil pesos oro americanos para dar principio al saneamiento y pavimentación de la ciudad santaneca, este contrato fue aprobado por la Asamblea por decreto legislativo dado el 25 de septiembre de ese año, con la cual tal obra empezó a efectuarse. Este trabajo continuó en los siguientes años, y al final el gobierno nacional invirtió dos millones ciento noventa dos mil setecientos cincuenta y cuatro colones con cincuentidós centavos, siendo tal obra entregada por el ministro de fomento general Tomás Calderón en sesión pública de la municipalidad del día 15 de septiembre de 1939.
En 1930, según el censo de población llevado a cabo ese año, el municipio contaba con una población de 74 494 habitantes; de los cuales 39 825 vivían en el área urbana (de esos 18 843 eran hombres, y 21 382 eran mujeres); mientras que 34 669 vivían en el área rural (siendo 18 367 hombres, y 16 322 mujeres).
Entre 1930 y 1932, el valor de las exportaciones e importaciones en todo el país declinan el 50 %, esto debido a la caída de la bolsa de valores de Nueva York (que fue lo que provocó la Gran Depresión), debido a ello a mediados de 1931 y sobre todo en la fecha del 9 al 19 de diciembre de ese año campesinos del municipio y del resto del departamento de Santa Ana así como de los departamentos de Ahuachapán, Sonsonate y La Libertad se movilizan en contra de las autoridades locales (esto sería un anticipo del levantamiento campesino que ocurrió en 1932).

## Época del autoritarismo Militar

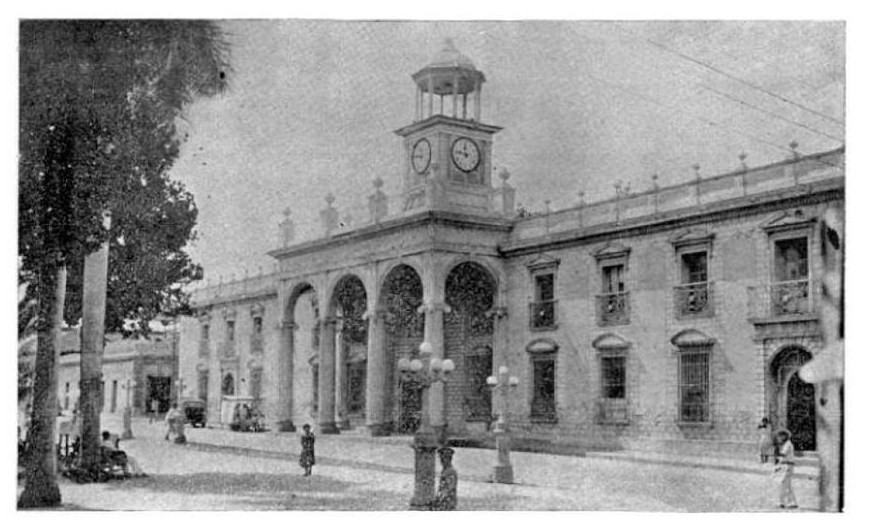
Fotografía de 1932 que muestra el palacio municipal de la ciudad de Santa Ana (tras la modificación y arreglos en su estructura de 1927) y parte del parque Libertad.

### Golpe de Estado a Arturo Araujo y Levantamiento campesino de 1932
En 1931, la gran depresión (la cual empezó en 1929 pero continuó durante la década de 1930) afectaba a toda la población, el precio del café había caído a niveles demasiado bajos por lo cual los terratenientes no conseguían muchas ganancias y como resultado varias personas perdían sus empleos; y junto a ello el Partido Comunista Salvadoreño que para ese momento ya estaba bien formado (sobre todo en la zona occidental salvadoreña) ganaba muchos adeptos.
Ante la situación problemática que vivía el país y la ineficacia del gobierno de Arturo Araujo (quien había sido elegido en enero de 1931, en una elección considerada libre y democrática) para resolver esos problemas, y principalmente por el incumplimiento salarial del ejecutivo al ejército y las condiciones poco favorables para que el ejército desempeñara su labor, los cuarteles de San Salvador se sublevaron a las 10 de la noche del 2 de diciembre de 1931 y el primer regimiento de artillería bombardeó la casa presidencial lo cual generó varios fallecidos; debido ello el presidente Araujo abandona la capital y se movilizó primero a Santa Tecla y luego a la ciudad de Santa Ana (en donde tenía varios simpatizantes), pero el cuartel de la ciudad le niega a prestarle ayuda, en ese momento varios simpatizantes de Araujo se movilizan pero al ver que se movilizaba el ejército, los simpatizantes del partido Laborista (partido de Araujo) se desmovilizan y Araujo parte hacia Guatemala; tras el abandono de la capital por parte de Araujo, los militares comandantes del golpe de Estado conformaron el Directorio cívico y luego el 4 de diciembre le entregan la presidencia al vicepresidente y general Maximiliano Hernández Martínez.

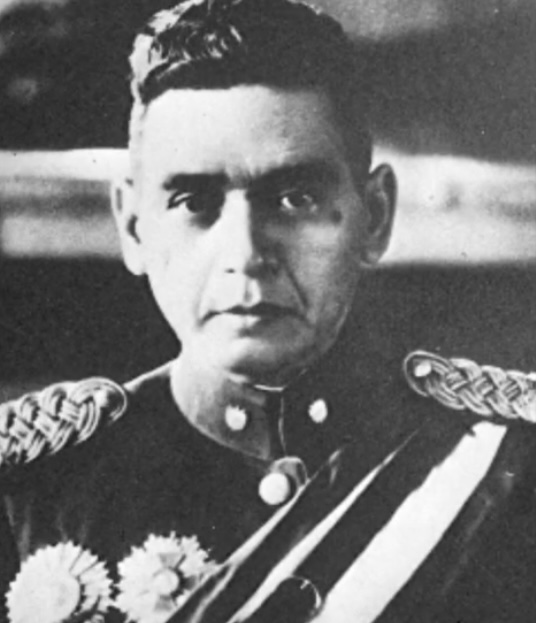
General de brigada General Maximiliano Hernández Martínez.

A principios de enero de 1932, había acusaciones de fraude en los comicios acaecidos en ese año, a su vez que había demandas para mejorar la situación de los trabajadores, ante está situación el gobierno declara estado de sitio en 6 departamentos del país incluido el departamento de Santa Ana. El 22 de enero inicia el levantamiento campesino en toda la zona occidental, en tal levantamiento también participan grupos indígenas y el PCS; este levantamiento se centró principalmente en los departamentos de Sonsonate y Ahuachapán donde varias poblaciones (como Juayúa o Izalco) fueron tomadas; rápidamente el gobierno de Maximiliano Hernández Martínez y decretó el estado de sitio en los departamentos occidentales y nombró como comandante de la fuerza expedicionaria para desalojar a los alzados de las zonas tomadas al general José Tomás Calderón, mientras que en la capital se organizó la Guardia Cívica comandada por el coronel José Ascensio Menéndez para mantener el orden en las ciudades; para finales de enero el levantamiento había sido controlado pero debido a la acción militar hubo una innumerable cantidad de muertos principalmente indígenas (se culpó injustamente a todos a los indígenas de ser comunistas y por lo tanto de haber participado o influido en el levantamiento, por lo que se mató una enorme cantidad de personas inocente solo por tener algo, como ser hablante del idioma nawat, que lo identificara como indígena; lo cual provocó el abandono de muchos indígenas de sus costumbres y tradiciones, y la reducción considerable de hablantes del idioma Nawat).

### Sucesos durante el Martinato

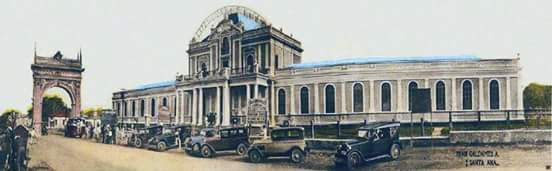
Litografía pintada a mano que muestra: a la escuela de artes y oficios José Mariano Méndez como salón de exposición y un arco provisional, hecho para tal ocasión, durante las fiestas julias de 1928.

En 1932 se inauguró el Cine Principal, siendo el primer cine sonoro en la ciudad santaneca (su primera película exhibida fue Las Amarguras del General Yan) y el segundo cine propiamente dicho de la ciudad (ya que hubo otro establecido donde posteriormente estaría el almacén Moore Comercial, que fue inaugurado en los últimos años de la década de 1910 o primeros años de la década de 1920, en ese cine solamente se reproducían películas del cine mudo), el edificio original del cine principal seguiría funcionando hasta julio de 1978, cuando fue demolido para abrir paso a una nueva infraestructura que funcionaría tanto para cine como para teatro.
En octubre de 1935, oficiales del cuartel santaneco junto con oficiales de los cuarteles de San Miguel y del Zapote, y algunos civiles, conspiraron en un intento de golpe de Estado contra el presidente Maximiliano Hernández Martínez, siendo liderados por el general Manuel Antonio Castañeda Castro, debido tanto civiles y militares no estaban de acuerdo con la idea de modificar la constitución para reelegirse (lo que el presidente Martínez había hecho entre 1934 y 1935); tal intentona no fructificó y fue fácilmente controlado por la Guardia Nacional; siendo detenidos el general Manuel Antonio Castañeda y 25 militares y civiles; un mes más tarde las Asamblea Legislativa reformó el Código Militar, estableciendo la pena de muerte para toda las actividades subversivas.
En 1936, grandes terratenientes de café y profesionales de las ciudad de Santa Ana y Sonsonate conspiraron en un intento de golpe de Estado contra el presidente Martínez, al darse cuenta de que Martínez intentaría permanecer en el poder por otro período, pero tal intento no dio resultados y fue fácilmente controlado por la guardia nacional.

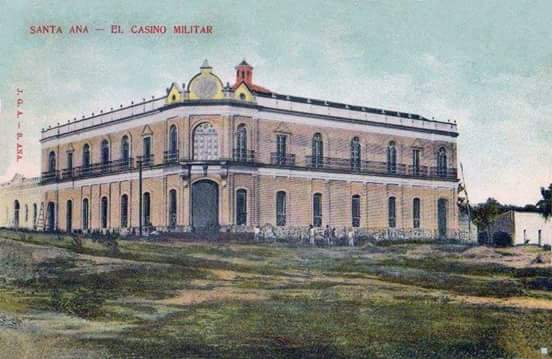
Litografía pintada a mano que muestra al Casino Militar Centroamericano y parte del Campo de Marte de la ciudad de Santa Ana.

En diciembre de 1937 se llevaron a cabo las elecciones para diputados de la asamblea constituyente, resultando electos como representantes del departamento de Santa Ana, como diputados propietarios: Marcelino Liévano, Arturo Acevedo y Miguel Ángel Menéndez; mientras que como diputados suplentes, resultaron elegidos: Francisco Salvador Tobías y Gilberto Aguirre. Posteriormente en enero de 1939 la nueva constitución es decretada, sancionada y proclamada, tal constitución permitió al presidente Maximiliano Hernández Martínez reelegirse por segunda vez (pues ya lo había hecho en 1935 por medio de un decreto legislativo por el cual pudo presentarse como candidato para las elecciones presidenciales de ese año); asimismo tal constitución dispone que los alcaldes serían electos por el órgano ejecutivo del estado mientras que los demás miembros del concejo municipal serían electos a través de elecciones, por ello a finales de 1939 el presidente Martínez elige como alcalde municipal (para el período de 1940 a 1942) a Ricardo Sandoval Martínez, quién fuese reelegido para tal cargo ya que ya se encontraba fungiendo como alcalde del municipio santaneco desde 1938 (cuando asumió el cargo tras ser electo en diciembre de 1937).
Durante la administración municipal de Ricardo Sandoval Martínez se mejoró la Finca Modelo (entre sus mejoras está la dotación de tal centro deportivo y recreativo de una cancha de basquetbol), se construyó una pista de patinaje y se construyó el rastro municipal; y también se le hicieron arreglos y modificaciones a la estructura del palacio municipal, se renovaron todos los repellos exteriores, se colocaron 4 portones de hierros, se arregló el techo, se reconstruyó la torre del reloj (eliminándose en la nueva torrecilla la glorieta que ostentaba el edificio), se cambió la campana y se le dio nueva pintura a todo el edificio.
Para 1938, la ciudad santaneca contaba con los siguientes centros educativos públicos: escuela José Cecilio del Valle, escuela Mariano Méndez (grupo escolar, y escuela de artes y oficios), escuela república de Panamá, escuela David J Guzmán, Grupo Escolar Municipal de niñas, escuela Francisco Morazán, escuela Tomás Medina (está y la escuela Francisco Morazán fueron abiertas en 1928 durante el período municipal de Rafael Esteban Castaneda), escuela República de Colombia (posteriormente llamada Napoleón Ríos), escuela república del Paraguay, y escuela normal de varones; y como centros de enseñanza privada estaban: Liceo Santaneco (fundado por el educador Manuel Farfán Castro en 1939), Colegio Bautista, escuela de San Francisco, escuela San José Ingenieros, colegio Moderno, colegio salesiano San José, Liceo San Luis (fundado por el obispo santaneco Santiago Ricardo Villanova y Meléndez en 1917 y dirigido primeramente por el presbítero Leopoldo Núñez; desde el 2 de enero de 1938 es dirigido por los hermanos maristas, siendo su primer director marista el hermano Anacleto Court, su edificio actual comenzó a construirse en 1963 y desde 1966 funciona en dichas instalaciones), colegio de Santa Teresa, colegio del Perpetuo Socorro, colegio La Esperanza (fundado por María Luisa Vallarino y Sinforosa Palma el 19 de febrero de 1919 donde luego estaría la funeraria La Auxiliadora, desde 1948 funcionaría en las instalaciones que ocupa actualmente), colegio La Asunción (este estaba ubicado en el edificio que fuese el cuartel de artillería en la revolución de los 44; debido a que tuvo que cerrarse en 1990 por finalización de su contrato de arrendamiento, varias exalumnas junto con las monjas de la congregación Hijas de Santa María del Corazón de Jesús fundarían un nuevo centro educativo que sería el colegio Santa María), colegio niño de Praga y colegio de niñas de San Vicente de Paul.
El alcalde Ricardo Sandoval Martínez ocuparía el cargo hasta 1942, cuando el presidente Martínez en uso de sus facultades constitucionales eligió como alcalde a Ángel Battle, quién a su vez ocuparía el cargo hasta 1944 cuando en su lugar el presidente Martínez nombró a Juan Francisco Granadino.
Para 1944, Maximiliano Hernández Martínez había gobernado durante 13 años y buscaba hacer una reforma constitucional que lo hiciera reelegirse por 5 años más, por ello el 2 de abril de 1944, los coroneles Tito Calvo y Alfredo Aguilar apoyados por los civiles Arturo Romero (dirigente opositor del Partido Unión Demócrata (PUD) de gran arraigo popular) y Agustín Alfaro Moran, inician un levantamiento militar en contra de Martínez; Calvo y Aquilar utilizando el 2.º Regimiento de infantería y la fuerza aérea se toman varios cuarteles del país entre los cuales estaba el de Santa Ana; tras enterrarse de las noticia el presidente Martínez se infiltró sin ser captado en la capital y recibe la ayuda de la policía nacional y luego con la ayuda del regimiento de ametralladoras y varias guarniciones de la zona orientales derrota los rebeldes. El 10 y 11 de abril son fusilados varios de los participantes del rebelión militar.

### Golpe de Estado a Maximiliano Hernández Martínez y sucesos durante la presidencia de Salvador Castaneda Castro

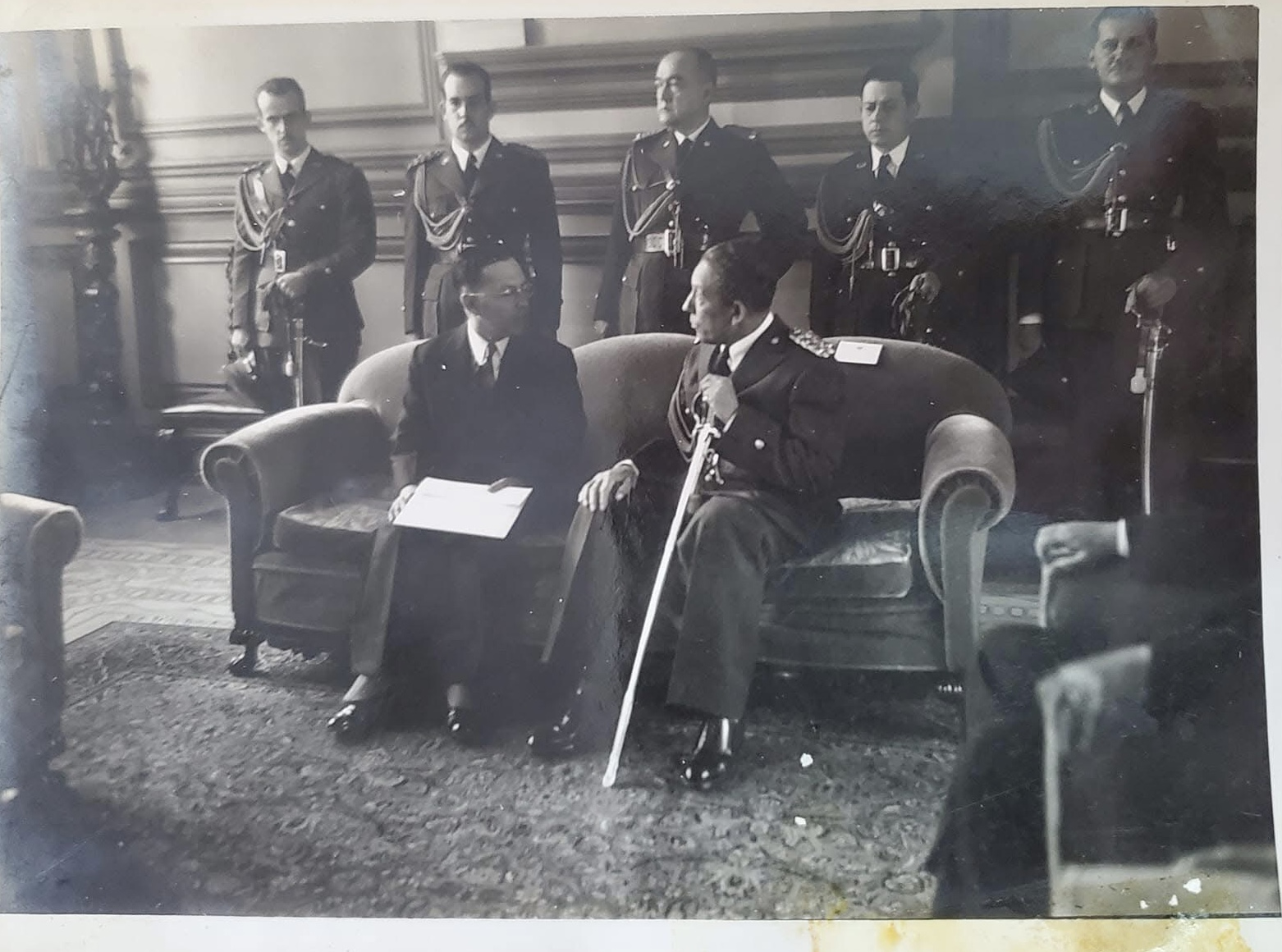
Fotografía de 1946 del presidente electo Salvador Castaneda Castro.

Desde el 4 al 9 de mayo, toda la vida laboral de Santa Ana y del resto del país se paralizó en una protesta general que se conoce como la huelga de brazos caídos que pedía la renuncia de la presidencia del general Martínez, el 9 de mayo de 1944 debido a la presión nacional e internacional por la paralización de las actividades laborales del país, el presidente Martínez renuncia al cargo y deja en su lugar al general Andrés Ignacio Menéndez.
El 21 de octubre de 1944, el presidente Andrés Ignacio Menéndez fue obligado a renunciar en el cuartel El Zapote (donde se había reunido la Asamblea Legislativa por presión de la fuerza armada), siendo sustituido por el coronel Osmín Aguire y Salinas; posteriormente el 27 de octubre de ese año el poder ejecutivo presidido por Osmín Aguirre por acuerdo N.º1990 escoge como alcalde municipal de Santa Ana a Pedro Ignacio Figueroa, quién ocuparía el cargo hasta 1945 cuando el presidente Aguirre nombró para el cargo a Manuel Monedero.
En diciembre de 1944, los dirigentes del Partido Unión Demócrata (PUD) (quienes debido al golpe de Estado a Andrés Ignacio Menéndez y por represión del gobierno de Osmín Aguirre y Salinas, se refugiaron en Guatemala en donde conformaron un gobierno en exilio liderado por Miguel Tomás Molina, y habían sido dotados de armamento por el gobierno de Guatemala del presidente Federico Ponce Vaidez) planearon una invasión al territorio salvadoreño que se llevaría a cabo el 8 de diciembre que estaría a cargo del coronel Félix de Jesús Osegueda y junto con ello habría acciones insurreccionales en Santa Ana, Usulután y San Salvador; el 8 de diciembre las insurrecciones comenzaron pero los militares salvadoreños rebeldes en Guatemala decidieron postergar la invasión hasta el 12 de diciembre y no dieron aviso del cambio de fecha, debido a ello las insurrecciones fueron fácilmente controladas por la policía nacional y la guardia nacional; el 12 de diciembre ocurre la esperada invasión sin embargo varios oficiales se habían retirado y gran parte del ejército rebelde eran estudiantes sin entrenamiento militar, sin embargo no encontraron apoyo en Ahuachuapán (donde entraron) y el ejército contraatacó el 13 de diciembre por ello decidieron retirarse al territorio guatemalteco, mientras que el ejército capturó y ejecutó a varios de los rebeldes. tras ello Osmín Aguirre y Salinas siguió ocupando la presidencia hasta el 1 de marzo de 1945 cuando entregó la presidencia al presidente electo Salvador Castaneda Castro.
Los días 14, 15 y 16 de enero de 1945 se llevaron a cabo las elecciones para diputados de la asamblea constituyente; resultando electo para tal ocasión como representantes del departamento santaneco, como diputados propietarios: Héctor Alejandro Gómez, Miguel Castro Betancourt y Rafael Esteban Castaneda, y como diputados suplentes: Rubén Guerra Castro y Benjamín Sandoval Luna; tal asamblea le añado reformas a la constitución de 1886 (que había reemplazado a la anterior constitución por decretos unánimes de los tres poderes del estado dados el 4 y 11 de julio de 1944), siendo sancionada, decretada y promulgada tales reformas constitucionales el 29 de noviembre de ese año; en el decreto legislativo de tal constitución se mencionaba que se suspendía por un año el artículo 113 (sobre la elección de las municipalidades) por lo que las municipalidades existentes en ese momento continuarían en sus funciones y la elección de los alcaldes dependería del órgano ejecutivo; por ello el alcalde Manuel Monedero continuó desempeñándose como alcalde hasta 1947 cuando entregó el cargo al alcalde electo popularmente Adalberto Bolaños.
En septiembre de 1946 se reúnen en la Alcaldía Municipal de Santa Ana (por la invitación del doctor José Gustavo Guerrero) el presidente de El Salvador (Salvador Castaneda Castro) y el presidente de Guatemala (Juan José Arévalo), en donde ambos nombraron a Santa Ana como la futura capital de Centroamérica, sin embargo tal reunión fue uno de tanto otros vanos intentos del unionismo centroamericano.
El 16 de febrero de 1947 debido a la iniciativa de Manuel Monedero, los representantes de los diferentes equipos de fútbol de la ciudad se reunieron en la Escuela de Artes y Oficios José Mariano Méndez, y decidieron en un solo equipo bautizado originalmente como Futbolistas Aliados Santanecos, y luego como Futbolistas Asociados Santanecos o FAS (el cambio se debió a Mauricio Monge, estudiante del Liceo Santaneco que propuso el cambio de nombre a la junta directiva); siendo la primera sede del equipo la Finca Modelo, además siendo su primer técnico Armando Chacón y su primer presidente Samuel Zaldaña; su primer juego fue en la Finca Modelo contra el club deportivo Libertad, quedándose con la victoria el CD Libertad con un marcador 4 a 1, siendo el único gol marcado por el FAS del jugador Víctor Manuel "Pipe" Ochoa.

### Golpe de Estado a Salvador Castaneda Castro y Sucesos durante los gobiernos del PRUD

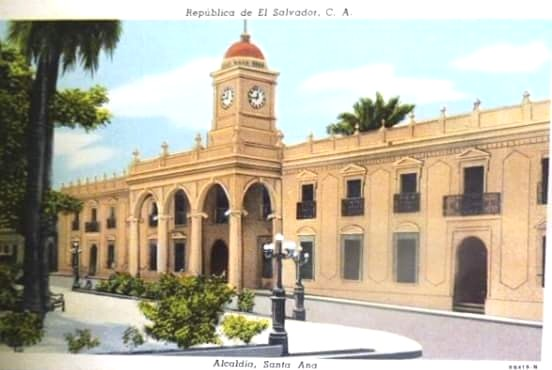
Postal de los años 1940 que muestra el palacio municipal (luego de los arreglos y modificaciones hechas a su estructura entre 1938 y 1940) y parte del parque Libertad de la ciudad salvadoreña de Santa Ana.

El 14 de diciembre de 1948, el movimiento juventud militar (compuesto por militares de rango medio, con los rangos de capitán, teniente coronel y coronel) depone al presidente Salvador Castaneda Castro luego de que este emitiera un decreto legislativo para que la asamblea convocara a una asamblea constituyente en un plazo de una semana para que tal asamblea decretase la reelección del presidente; luego de la finalización exitosa de este golpe de Estado (conocido como golpe de los mayores), los líderes de ese movimiento conforman el Concejo Revolucionario de Gobierno para ejercer el poder ejecutivo y otras atribuciones entre las cuales está la de nombrar los concejos municipales del país; por ello el 24 de diciembre de ese año el alcalde municipal Adalberto Bolaños (quién había sido elegido en las elecciones de ese año) es apartado de su cargo y en su lugar se nombra a Rafael Isidoro Nieto, quién ejerció el cargo hasta el 5 de diciembre de 1949 cuando por acuerdo número 2292 se lo sustituyó por el doctor Edmundo Vides Lemus, el cual a su vez ocupó el puesto hasta el 12 de septiembre de 1950 cuando por acuerdo N.º 1706 se lo reemplazó por Alberto Escobar (cuyo cargo sería ratificado el 16 de ese mes y año por el presidente Óscar Osorio, quién anteriormente fuese presidente del Concejo Revolucionario de Gobierno y luego presidente electo de la república que asumió el cargo el 14 de septiembre de 1950) quién ocupó el cargo hasta 1952 cuando se lo entregó al alcalde electo Gustavo Vides Valdés.
Hasta 1949, el crecimiento de la ciudad de Santa Ana había sido en forma de una malla uniforme con tendencia a colmar la ciudad de urbanización regulares y crear sus propias estructuras en la medida en que se iba desarrollando. Sin embargo es a partir de ese momento aparecen soluciones urbanas que aunque enlazadas con la malla uniforme original de forma tímida rompen con ella y paulatinamente irían apareciendo soluciones urbanas desligadas de la malla original.
El 23 de agosto de 1949 un grupo de inversionistas encabezado por Miguel Dueñas Palomo junto con Rafael Meza Ayau hijo (quien era el director ejecutivo de la empresa cervecera santaneca Industria la Constancia, con la cual era el mayor industrial del momento) funda el Banco de Comercio en la ciudad santaneca, el 2 de enero de 1951 abre sus puertas la oficina central y primera sucursal del banco en la ciudad de Santa Ana; el 2 de enero de 1956 tal banco abrió su primera sucursal en San Salvador, el 7 de marzo de 1980 se decretó la ley de nacionalización de la Instituciones de Crédito y de las Asociaciones de Ahorro y Préstamo por lo que el Banco de Comercio y los demás bancos del país se nacionalizaron; el 15 de octubre de 1992 inició el proceso de privatización de la banca del país y en mayo de 1993 al terminarse la venta de acciones el Banco de Comercio vuelve ser institución privada; el 27 de noviembre de 1998 llegó a un acuerdo con el Banco Atlácatl para que el Banco de Comercio absorbiera al Banco Atlácatl con lo cual llegó a ser el tercer banco del país teniendo un patrimonio total de 600 millones de colones; en abril de 2005 el Banco de comercio es absorbido por el banco canadiense Scotiabank.

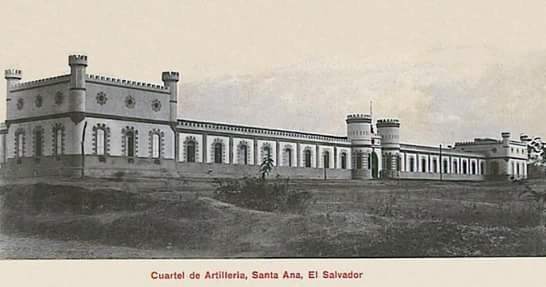
Fotografía tintada a mano que muestra el Cuartel de Artillería y parte de lo que era el Campo de Marte de la ciudad salvadoreña de Santa Ana

El 26 de marzo de 1950 se llevaron a cabo las elecciones para diputados de la asamblea constituyente; en total en el municipio santaneco se registraron 23 052 votos, de los cuales, 13 674 fueron para el Partido Acción Renovadora (PAR), 7415 fueron para el Partido Revolucionario de Unificación Democrática (PRUD), y 1964 fueron votos nulos. Siendo electos los candidatos del PAR (el partido ganador en el departamento obtenía todos los escaños de ese departamento), como diputados propietarios: Gustavo Enrique Álvarez, Vicente Rodríguez González, Arturo Morales Germán, Andrés Núñez y Emilio Sánchez González; como diputados suplentes: José Otto Vides, Vicente Vides, Manuel Álvarez Valenzuela, José Álvaro Sermeño y Miguel Ángel Machón. El 19 de septiembre de ese año se decreta, sanciona y promulga la nueva constitución que estaría en vigencia hasta el golpe de Estado de 1959 cuando fue suspendida.
En 1950, según el censo de población y vivienda realizado ese año, el municipio santaneco tenía un total de 97 228 habitantes; de los cuales 51 702 habitaban en el área urbana (de esos, 23 756 eran hombres y 27 946 eran mujeres) y 45 526 habitaban en el área rural (siendo 23 735 hombres y 21 791 mujeres).
En 1953, el Instituto de Vivienda Urbana entregó las primeras 200 casas de la colonia El Palmar, siendo esta la primera colonia (y más específicamente urbanización) de la ciudad santaneca.
En 1955, según la circunscripción municipal en tiempos del alcalde Roberto López y López (quien fuese electo en 1954), Santa Ana estaba dividida en 9 barrios que son los siguientes: Santa Bárbara, Santa Lucía, San Sebastián, San Lorenzo, San Juan Las Delicias, Santa Cruz, San Miguelito, San Rafael y la prolongación del barrio San Sebastián conocido como Barrio Nuevo.
En 1955, con motivo de la celebración del centenario de la fundación del departamento, el obispo de la diócesis santaneca monseñor Benjamín Barrera Reyes tuvo la iniciativa de construir una cruz en el Cerro Tecana, comisionando para tal proyecto al vicario parroquial Félix Antonio Trujillo utilizando como material el mármol restante de la demolición y reconstrucción de la parroquia central, tal proyecto construyó una cruz de 18 metros de alto en la cima del cerro, que se convirtió en unos de los símbolos más representativos de la ciudad.
En el año de 1959, durante la administración de Francisco Lara Pineda (quien había sido elegido en 1958), se instalaron los primeros semáforos en la ciudad santaneca.

### Golpe de Estado a José María Lemus y Sucesos durante los gobiernos provisionales de 1961 a 1962

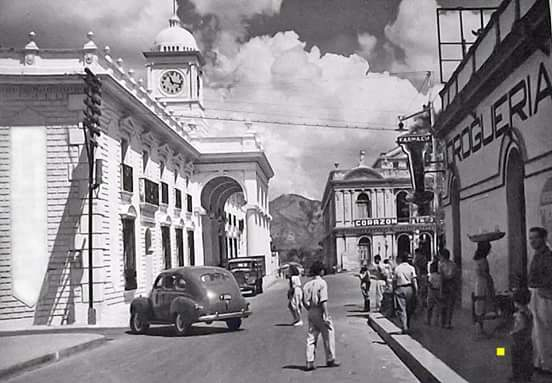
Postal de 1949 que muestra el centro de la ciudad de Santa Ana desde la avenida Independencia, en la imagen se observan el palacio municipal, el teatro y la farmacia de Pedro Valerio Vides.

En septiembre de 1960, debido a lo represivo del gobierno de José María Lemus y sobre todo por el ataque a la Universidad Nacional por la Guardia Nacional el 2 de septiembre, un grupo de jóvenes revolucionarios atacan el cuartel y por ello y otros movimientos revolucionarios en el país, el gobierno decretó el 5 de septiembre estado de sitio por 30 días y estableció censura a la libertad de prensa; el 16 de septiembre en una protesta por el asedio, resultó muerta una estudiante de derecho y otros tres resultaron gravemente heridos; posteriormente el 26 de octubre de ese año, un levantamiento civil y militar en San Salvador depone al presidente Lemus, y posteriormente se establece la Junta de Gobierno.
El 17 de diciembre de 1960 se publica en el diario oficial el decreto ley N.º 44 dado por la Junta de Gobierno, por la cual esta declara separados de sus cargos a las personas integrantes de los concejos municipales del país debido a que se consideraba que tales concejos municipales habían sido elegidos de modo fraudulento; en virtud de ello el alcalde santaneco para ese entonces Samuel Álvarez Meza (quién fuese electo en agosto de ese año) fue separado de su cargo, y en su lugar se nombró al doctor Armando Urrutia Salazar.
El 25 de enero de 1961 la Junta de Gobierno fue depuesta por un grupo de militares liderados por el coronel Aníbal Portillo y que luego estableció el Directorio Cívico-Militar, durante su gobierno se financia la construcción del estadio santaneco; mientras que el alcalde Armando Urrutia Salazar ejerce el cargo de alcalde hasta noviembre de ese año cuando es sustituido por Roberto Batista Mena quién sería electo para ocupar ese cargo (por 2 años) en diciembre de ese año.
Para 1961, según el censo de población y vivienda llevado a cabo en ese año, el municipio de Santa Ana tenía una población de 121 095 habitantes, de los cuales 72 839 habitaban en el área urbano (de estos 33 387 eran hombres, y los otros 39 352 eran mujeres) mientras que el restante 48 256 vivían en el área rural (de los cuales 25 008 eran hombres, mientras que 23 248 eran mujeres).
El 17 de diciembre de 1961 fueron las elecciones para diputados de la asamblea constituyente, siendo electos para tal ocasión como diputados propietarios del departamento de Santa Ana: Ernesto Mauricio Magaña, Juana Cáceres de Vides, Roberto Antonio Castellanos, David Posadas, José Pacas Casanova, y Salvador Mendoza, todos ellos del Partido de Conciliación Nacional; el 16 de enero de 1962 se decreta, sanciona y proclamada la nueva constitución que estaría en vigencia hasta el golpe de Estado del 15 de octubre de 1979 cuando fue suspendida.
El 25 de enero de 1962 la asamblea constituyente nombró a Eusebio Rodolfo Cordón Cea como presidente provisorio, él gobernó hasta el 1 de julio de ese año cuando se lo entregó al presidente electo Julio Adalberto Rivera.

### Sucesos durante los gobiernos del PCN

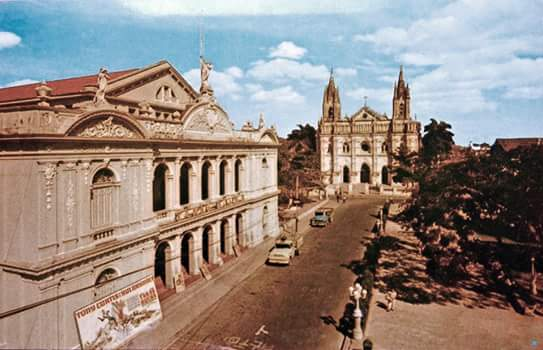
Postal de 1962 que muestra: el teatro (en tiempos en que era usado como cine y en el que se anunciaba la presentación de la película Taras Bulba), la catedral y parte del parque Libertad de la ciudad de Santa Ana.

#### Sucesos durante las presidencias de Julio Adalberto Rivera y Fidel Sánchez Hernández
En 1962, el Instituto de Vivienda Urbana construyó el primer edificio en el campo Atlas (el cual con anterioridad era un terreno polvoriento que era un lugar de esparcimiento ocupado para jugar fútbol, baseball, entre otros juegos; antes de 1947 era el lugar donde jugaba fútbol el club deportivo Atlas, el cual en 1947 junto con los otros clubes de fútbol del municipio conformaron el club deportivo FAS), tal edificio tenía 16 apartamentos y su construcción costó 136 477.60 colones; este edificio sería el primero de 4 edificios construidos en el Campo Atlas, estos edificios son llamados como Multifamiliares Atlas y serían los primeros edificios de apartamentos de la ciudad santaneca.
Durante gran parte del siglo XX, la educación superior se centralizó en la Universidad Nacional en San Salvador, lo que generaba grandes problemas para los estudiantes santanecos. Por esa razón en 1963, la Sociedad de Abogados de Occidente por iniciativa de los doctores Ángel Góchez Marín, Gustavo Adolfo Noyola, Luis Ernesto Arévalo, entre otros, llevó a cabo reuniones con los doctores Fabio Castillo (rector de la universidad) y Rafael Antonio Vásquez (vicerrector de la universidad), y demás miembros del concejo directivo, con el fin de establecer en la ciudad santaneca cursos de extensión sobre derecho laboral, para lo cual se utilizaron las instalaciones de la escuela normal Capitán General Gerardo Barrios. Posteriormente, por acuerdo número 46 del Concejo Superior Universitario dado el 16 de julio de 1963 se decide crear el Centro Universitario de Occidente, tal institución sería inaugurada el 1 de abril de 1966, empezando a dar clases al siguiente mes originalmente en el auditorio del Colegio Bautista para luego trasladarse a sus propias instalaciones al siguiente año. Está Universidad impartiría sólo las áreas comunes de las carreras hasta el 4 de junio de 1992 cuando por acuerdo número 39-91-95-IX del Concejo Superior Universitario se decide convertir a la universidad en Facultad Multidisciplinaria de Occidente, con lo cual desde ese momento obtendría la capacidad de impartir carreras completas y graduar a sus propios estudiantes.
El 3 de febrero de 1963, durante la gestión municipal de Roberto Batista Mena, es inaugurado el Estadio Óscar Quiteño (el estadio municipal), en 1964 el estadio se convirtió en la nueva sede del FAS (equipo de fútbol de la ciudad) y el primer partido se jugó de forma amistosa fue contra el equipo Orión de Costa Rica el 13 de diciembre de 1964, en tal encuentro resultó muerto el portero titular de FAS Óscar Alberto Quiteño, por ello se le dio su nombre al estadio.
El 4 de febrero de 1964, durante la administración municipal de Roberto Batista Mena, son emitidos los decretos ejecutivos que dan vida a la bandera y al escudo municipales.
Desde 1968 se generalizan las colonias (tanto urbanizaciónes, lotificaciones y residenciales) desligadas, iniciando una desestructuración del territorio, desde este año hasta 1980 el crecimiento de la ciudad rellena espacios entre el área existente antes de 1949 y las colonias exteriores.
En junio de 1969, tras la ejecución de una reforma agraria en Honduras, numerosas familias salvadoreñas son desalojadas de sus tierras y expulsados de ese país; debido a ello la tensión entre la nación hondureña y salvadoreña se eleva, por lo que la Fuerza Aérea Salvadoreña preparan una pista de aterrizaje en la colonia Altos del Palmar (tal pista de aterrizaje sería conocida como campo de aviación o campo marte, posteriormente en la década de 1990s se convertiría en el lugar donde se ubicarían los juegos mecánicos durante las fiestas julias, hasta el 2010 cuando se preparó el terreno para la construcción de los condominios Procavia) que sería uno de los lugares donde se dispersarían los aviones militares cuando el conflicto se suscitase, lo cual sucedió el 14 de julio de ese año dando inicio así la Guerra de las 100 horas o de legítima defensa (conocida popularmente como guerra del fútbol debido a hostilidades de los aficionados de las selecciones de fútbol de ambos países en 2 partidos en el que compitieron las 2 selecciones en el momento en que la tensión entre ambos países se estaba agravando), para enfrentarse al vecino país el cuartel de la ciudad se dispuso en el llamado Teatro de Operaciones de Occidente (TOOC) que junto con los Teatros de Operaciones Norte, Chalatenango y Oriental conformaría el plan de ataque del ejército salvadoreño. En medio del conflicto una bomba cayó en la pensión Lux frente al mercado Colón, fuera no hubo muchos sucesos relevantes durante el conflicto en la ciudad santaneca debido a que la mayor fuerza se sintió en el territorio Hondureño; desde el 16 de julio la Organización de Estados Americanos (OEA) iniciaría negociaciones entre ambos países para poner fin al conflicto, concretándose el 18 de julio retirándose el ejército salvadoreño de territorio hondureño en los primeros días de agosto.
El 1 de abril de 1970 se fundan las Fuerzas Populares de Liberación Farabundo Martí (FPL) de una escisión del Partido Comunista Salvadoreño, siendo el primer grupo armado cuyo fin era la guerra popular prolongada en formarse, posteriormente se conformó la organización armada de "El Grupo" del que luego surgirán las organizaciones armadas: Ejército Revolucionario del Pueblo (ERP), Resistencia Nacional (RN) y Partido Revolucionario de los Trabajadores Centroamericanos (PRTC). Los distintos grupos guerrilleros tienen mucha influencia en los estudiantes de la Universidad Nacional y sus centros universitarios filiales (incluyendo el Centro Universitario de Occidente), surgiendo dentro de ella grupos estudiantiles cercanos a tales movimientos armados.
En octubre de 1970 un grupo de médicos y empresarios fundan el Centro Médico (como sociedad) y en 1973 se habilita el hospital homónimo, siendo este el primer hospital privado en Santa Ana y toda la zona occidental y uno de los primeros a nivel nacional.
En 1971, según el censos de población y vivienda llevado a cabo ese año, el municipio santaneco contaba con una población de 160 382 habitantes; de los cuales 98 433 vivían en el área urbana, de esos 46 357 eran hombres y 52 076 eran mujeres; mientras que 61 949 vivían en el área rural, siendo 31 494 hombres y 30 455 mujeres.

#### Sucesos durante las presidencias de Arturo Armando Molina y Carlos Humberto Romero

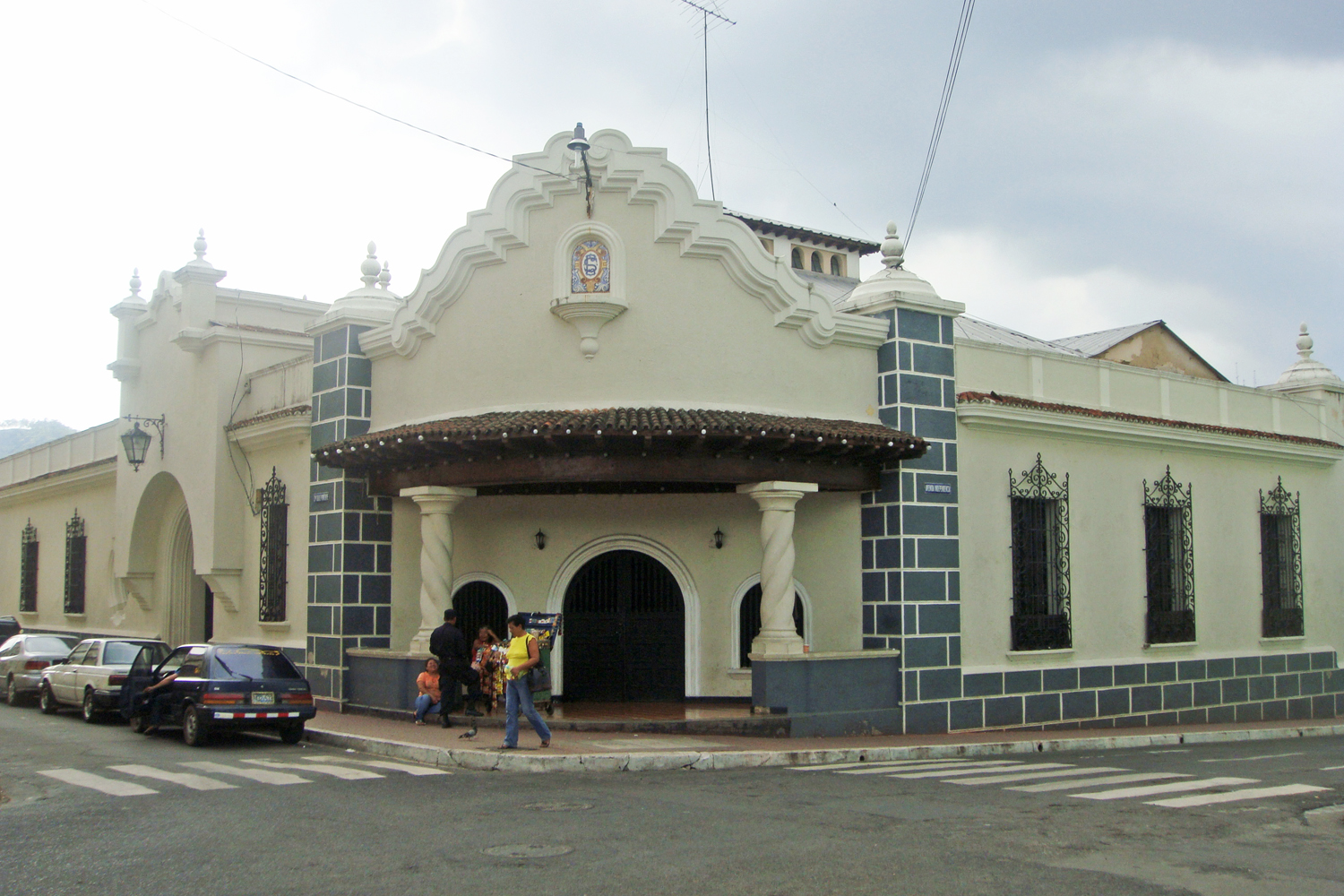
Vista del Casino Santaneco en 2011, tal edificio fue construido por iniciativa de Santiago Díaz en 1896 y remodelado en 1949 por el arquitecto Armando Sol.

El 19 de julio de 1972 la Asamblea Legislativa, por medio del decreto legislativo N.º 41 publicado en el diario oficial N.º 134 , autorizó al órgano ejecutivo dirigido por el presidente Arturo Armando Molina para que interviniese militarmente a la Universidad Nacional, debido a ello el Centro Universitario de Occidente es ocupado militarmente, tal ocupación fue hecha con tanquetas y artillería pesada en la que hubo varias capturas y persecuciones a los miembros de la universidad, tras lo cual la Universidad Nacional pierde su autonomía y es dirigida por el Concejo de Administración Provisional de la Universidad de El Salvador (CAPUES) hasta 1978.
Para el 25 de julio de 1975 los estudiantes miembros de la Sociedad de Estudiantes del Centro Universitario de Occidente (SECUO, dirigida en ese entonces por Salvador Cárcamo, que era miembro de las FAU un frente universitario vinculado a la Unión Democrática Nacionalista, UDN frente de mesas y partido político perteneciente al Partido Comunista Salvadoreño) y estudiantes de bachillerato del Instituto Nacional de Santa Ana (INSA) tenían planeado realizar un desfile "bufo" (que consistía en disfrazarse como personajes políticos de ese entonces y parodiarlos) que realizaban los estudiantes del INSA y la universidad al final de las fiestas patronales cada año y que en esa ocasión iba a estar dedicado al concurso de Miss Universo que se realizaría ese año en el país. Debido a que se las consideraba como manifestaciones en contra del gobierno, el ejército buscó impedir la realización de tal desfile, primeramente a través de una advertencia del comandante del cuartel el coronel Juan de Dios Escamilla, luego advirtiendo a quienes iban a conducir los carros que moverían las carrozas (por lo que estos decidieron retirarse). Sin embargo, los estudiantes decidieron realizar el desfile utilizando yuntas de bueyes, tal desfile salió de la Universidad y avanzó seis cuadras hasta llegar al estadio donde fue detenido por un escuadrón de la Guardia Nacional que los hizo regresar a la Universidad; dando como resultado varios estudiantes y docentes golpeados y arrestados, además de grandes daños a la infraestructura de la Universidad. Esto hizo que en San Salvador los estudiantes de la Universidad Nacional participarán de una manifestación en contra de esa medida el 30 de julio de ese año, tal manifestación fue desmovilizada por el ejército con tanques y artillería pesada provocando varios muertos. Esto llevaría a que el 6 de agosto de ese año se fundara la Brigada Popular Revolucionaria (BPR), frente de masas de las FPL, y el primero de los frentes de masas en surgir, estos frentes se encargarían a de organizar a los sindicatos, campesinos y estudiantes para realizar manifestaciones en contra del gobierno, este frente de masas se extendería rápidamente por Santa Ana y los otros principales departamentos del país.
En las elecciones legislativas y municipales celebradas el 12 de marzo de 1978, fue escogido como alcalde municipal David Ernesto Salgado Mathies quien fuese candidato del Partido de Conciliación Nacional (PCN).
El 22 de septiembre de 1978, miembros pertenecientes al ERP y a las FPL realizan tomas simultáneas de diferentes radio difusoras en todo el país, entre la cual estaba la radio musical de Santa Ana. Posteriormente, el 20 de diciembre de 1979 comandos urbanos guerrilleros atacan posiciones de la Policía Nacional ubicada en la colonia El Palmar y causan numerosas bajas.
En la sesión ordinaria del concejo municipal de Santa Ana, presidido por el alcalde David Ernesto Salgado Mathies, del 5 de marzo de 1979, se emitió un acuerdo municipal con el cual se declaró que el cantón la Aldea San Antonio (el cual estaba conformado por 2 caseríos, los cuales eran: la Aldea San Antonio y Colonia España) pasaría hacer barrio de la ciudad debido a que estaba densamente poblado, urbanizado y colindaba con el área urbana de la ciudad, formándose de esa manera el barrio de San Antonio.
El 15 de octubre de 1979 es derrocado y expulsado del país el presidente Carlos Humberto Romero. Siendo el hecho que marca el fin de los gobiernos militares en El Salvador. Siendo el gobierno ejercido a partir de ese día por la Junta Revolucionaria de Gobierno que se encarga tanto del poder ejecutivo y legislativo; el 29 de octubre de ese año, por decreto ley de la Junta Revolucionaria de Gobierno se acepta como constitución vigente la de 1962 a excepción de las normas de los poderes ejecutivo, legislativo y de la elección de los concejos municipales; el 21 de noviembre de ese mismo año de 1979, por decreto ley N.º 25 de la Junta, debido al hecho que se consideraba que los concejos municipales electos en 1978 fueron elegidos a través de fraude e imposición, se declaró separados de su cargo (entre otros alcaldes y síndicos municipales) al alcalde David Ernesto Salgado Mathies y al síndico municipal Mario Antonio Regalado Castro; nombrándose en su lugar como alcalde a Carlos Antonio Sandoval Luna y como síndico a David Antonio Orellana Calles.

## Guerra Civil

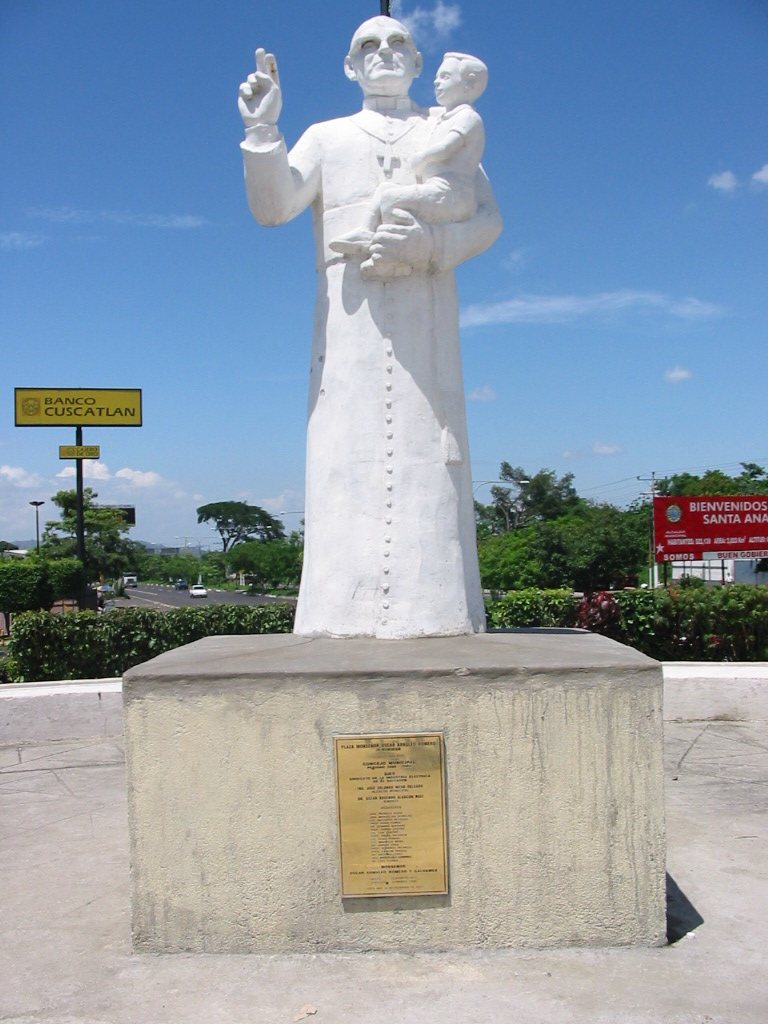
Monumento a monseñor Romero

Entre 1979 y 1980, la violencia existente en el país entre el gobierno derechista y la oposición izquierdista de tendencia comunista o socialista (que eran específicamente: la Resistencia Nacional o RN, Partido Comunista Salvadoreño o PCS, Fuerzas Populares de Liberación Farabundo Martí o FPL, Ejército Revolucionario del Pueblo o ERP y Partido Revolucionario de los Trabajadores Centroamericanos o PRTC, los cuales desde 1980 se hallaban agrupados en el FMLN) desemboca en una guerra civil que duró hasta 1992.
Los cinco grupos que conformaron el FMLN organizaron y conformaron cuatro frentes de guerra, siendo uno de ellos el Frente Occidental "Feliciano Ama" que comprendía los departamentos de Santa Ana, Ahuachapán y Sonsonate; este frente (al igual que los demás) estaba organizado en subzonas, siendo una de ellas la subzona de Santa Ana; dentro de esta subzona, las columnas guerrilleras o unidades móviles rurales y comandos urbanos que se ubicaban en ella formaban principalmente parte de las Fuerzas Armadas de la Resistencia Nacional (FARN), brazo armado de la Resistencia Nacional o RN, del Ejército Revolucionario del Pueblo (ERP) y de las Fuerzas Armadas Populares de Liberación (FAPL, brazo armado de las FPL).
A finales de la década de 1970, debido a la necesidad de mejorar la eficacia del ejército salvadoreño ante la guerra civil que recién comenzaba, se reorganizó el ejército, elevando a la categoría de brigada el cuartel de la ciudad, siendo su nuevo rango el de Segunda Brigada de Infantería (que estaba conformado por 3 batallones permanentes y sus complementos), que sería sede de la segunda zona militar del país que abarcaría los departamentos de Santa Ana, Ahuachapán y Sonsonate; en tiempos de la Guerra Civil fungieron como comandantes de la Segunda Brigada de Infantería, los coroneles Servio Tulio Figueroa (hasta 1984), Oscar Edgardo Casanova Vejar (desde 1984 a 1987) y Benjamín Ramos Mendoza (quien lo fungiría hasta 1992).
En total, para la guerra civil, la segunda brigada de infantería contaba con alrededor de 1800 efectivos y tenía organizados 3 batallones de infantería de Contrainsurgencia o de Cazadores (BIC) que eran llamados Pipil, Tazumal y Tecana (este último era semi-BIRI o Batallón de Infantería de Reacción Inmediata); además contaba con una sección secreta (de inteligencia o espionaje) llamada G2; por otro lado a nivel nacional los principales combatientes del lado del ejército eran los Batallones de Infantería de Reacción Inmediata (BIRI, los cuales eran: Atlácatl, Atonal, Eusebio Bracamonte, Ramón Belloso y Manuel José Arce) y los Cuerpos de Seguridad (la Guardia Nacional, Policía Nacional y Policía de Hacienda; todos ellos adscritos a la organización militar); además de todo ello se encontraban los llamados Escuadrones de la Muerte que eran grupos paramilitares dedicados a ejecutar acciones en contra de los opositores del gobierno.

### Sucesos durante el gobierno de la Junta Revolucionaria de Gobierno y de Álvaro Magaña
El 21 de enero de 1980, un comando urbano guerrillero atacó las instalaciones de la Guardia Nacional en la ciudad santaneca. Posteriormente, el 1 de octubre de ese mismo año un comando urbano guerrillero atacó con rifles y granadas la sede de la Policía Nacional, sin embargo la policía logró responder al ataque resultando 17 guerrilleros muertos.
El 24 de febrero de 1980, Pedro Portillo y Robín Ramírez, locutor y asistente respectivamente de la radioemisora Estación H (ubicada en el caserío El Sálamo del cantón Primavera), son secuestrados en la noche durante sus labores y luego liberados en una calle totalmente oscura mientras que las instalaciones de la radioemisora son destruidas por un atentado dinamitero; tal ataque fue probablemente perpetrado por un escuadrón de la muerte.
El 7 de mayo de 1980, el alcalde Carlos Antonio Sandoval Luna renunció al cargo debido a amenazas y a que consideraba represivo el gobierno de ese entonces, en su lugar la Junta Revolucionaria de Gobierno nombró a Gabriel Isaías Acevedo Figueroa quien fungiría el cargo hasta 1982.
El 26 de junio de 1980, la Junta Revolucionaria de Gobierno ordena la ocupación militar y el cierre de la Universidad Nacional y sus centros filiales, por lo que el Centro Universitario de Occidente es tomado por la fuerza armada y clausurado, ante esa situación las autoridades universitarias acordaron terminar el ciclo vigente de estudio en el Instituto Nacional de Santa Ana, posteriormente se arrendaron locales del Instituto Politécnico de Santa Ana para cursar el resto de ciclos de estudios mientras duraba la ocupación de la universidad, la cual duró hasta los últimos meses de 1983 cuando se recuperaron las instalaciones que se encontraban destruidas y saqueadas por lo que tuvieron que arreglarse, regresando el Centro Universitario a la normalidad en 1984.
El 8 de octubre de 1980 la Policía Nacional, Guardia Nacional, Policía de Hacienda y paramilitares de la Organización Democrática Nacionalista (ORDEN, este último era una organización del ejército con funciones operativas y de inteligencia, que coordinaba los grupos paramilitares o escuadrones de la muerte) realizan un ataque combinado a la casa de Pedro Zamora en el caserío Las Canoas del cantón El Pinalito, en tal casa se habían refugiado de 70 a 80 personas de oficio campesino y de las cuales la mayoría eran niños; tal ataque se dio como parte de la política de "tierra quemada" empleada por el ejército, los cuerpos de seguridad y paramilitares (en la cual se buscaba eliminar a personas del área rural de aquellos sitios que se consideraban podrían ser de utilidad a los grupos armados guerrilleros); en tal ataque fallecieron 23 personas, mientras que otras 11 (entre las cuales había 7 niños) fueron heridas, capturadas y posteriormente llevadas al hospital.

#### Ofensiva general de 1981
En 1980, debido a estar en desacuerdo con la forma de gobernar de la Junta Revolucionaria de Gobierno, el capitán Francisco Mena Sandoval, comandante de una de las compañías de la segunda brigada de infantería y uno de los participantes del golpe de Estado de 1979, decide unirse al ERP bajo el pseudónimo de comandante Manolo, para posteriormente reunirse con el comandante Atilio (cuyo nombre verdadero es Joaquín Villalobos, comandante general del ERP), la comandante Mariana (Ana Sonia Medina, tercera al mando del ERP, junto con el comandante Atilio eran integrantes de la Dirección Revolucionaria Unificada o DRU que dirigía al FMLN) y el comandante Chemo (Mario Chamagua, comandante del frente occidental por parte del ERP) para planear la toma del cuartel de la segunda brigada de infantería durante la llamada Ofensiva Final que iba a suceder el 10 de enero de 1981 días antes de la toma de posesión del presidente estadounidense Ronald Reagan.
En diciembre de 1980, Sandoval y los comandantes Mariana y Chemo se reunieron con el comandante Raúl (Guillermo Posada, comandante de la subzona Santa Ana por parte del ERP) para afinar los detalles sobre la toma del cuartel que sería de dos fases, la primera aprovechando que era época de reclutamiento la infiltración de siete miembros del ERP en ese mes y la segunda la propia ofensiva, tal primera fase se realizó sin problemas.
El 10 de enero de 1981, Santa Ana junto con San Salvador y otras ciudades principales fueron afectadas por la Ofensiva general de 1981, en un intento del FMLN de tomar la capital y las ciudades principales. En esta ofensiva los distintos grupos guerrilleros no lograron coordinarse, la toma del cuartel sería llevada a cabo por el ERP, mientras que los otros grupos se concentraron en el parque Libertad para luego replegarse en el cantón Cutumay Camones que era la sede del frente occidental, está descoordinación también provocó que por error las guerrillas de la RN y las FPL intercambiaran disparos entre ellas.
El intento de toma del cuartel empezó a llevarse a cabo a las 5 p. m. del 10 de enero de 1981; en esa hora, el comandante Chemo, junto con el exsoldado Marcelo Cruz, se infiltran en el cuartel llegando a las oficinas ejecutivas en donde encuentran al segundo jefe del cuartel el teniente coronel Baltazar Alonso Valdés Castillo, el cual al no llamar a los oficiales en turno es ejecutado, luego al ver el soldado de guardia en el cuartel que Mena Sandoval corría junto unos uniformados que no eran del cuartel, da aviso al sargento Juan Viera Coreas comandante de la sección de fusileros de la tercera compañía, el cual con su sección logra hacer que los guerrilleros se retiren del cuartel. Mientras que Mena Sandoval junto con algunos guerrilleros busca al coronel Servio Tulio Figueroa (comandante de la segunda brigada), al no encontrarlo regresa al cuartel para posteriormente reunirse con el resto de guerrilleros en el caserío Peñas Blancas del cantón Cutumay Camones.
El 17 de enero, el capitán Mauricio Vargas dirige a su compañía al cantón Cutumay Camones donde se enfrenta a los guerrilleros del ERP, resultando fallecidos 97 combatientes de los guerrilleros, entre los cuales estaban los comandantes Chemo y Raúl, mientras que Mena Sandoval logró sobrevivir, este enfrentamiento fue un duro golpe al frente occidental, desde el cual se convirtió en uno de los frentes más difíciles.

#### Otros sucesos de 1981 a 1984
Desde 1981, el número de urbanizaciones de la ciudad aumenta considerablemente, en total para 1992 llega a ver alrededor de 88 urbanizaciones (la construcción de estas urbanizaciones se empieza a extender por fuera de los límites de la cabecera municipal llegando a integrar paulatinamente a la ciudad algunos caseríos y cantones, tal como sucedió con el cantón aldea San Antonio anteriormente), lo cual provoca que en la ciudad se distinguen dos sectores: el área central (compuesta por todo el territorio de la ciudad antes de 1949, que está dispuesta como una malla uniforme, ordenada y fácil de transitar) y la periferia de la ciudad (compuesta por una estructura filiforme en la cual se ubican diversas urbanizaciones donde la estructura vial se fundamenta principalmente de caminos rurales y en donde los diferentes tipos de transporte deben pasar siempre por el centro.
En las elecciones para la conformación de la asamblea constituyente, celebradas el 28 de marzo de 1982, hubo 152,645 votos válidos en el departamento y en tales elecciones participaron los siguientes partidos políticos: Partido Democracia Cristiana (PDC), Alianza Republicana Nacionalista (ARENA), Partido de Conciliación Nacional (PCN), Acción Democrática (AD), Partido Popular Salvadoreño (PPS), Partido de Orientación Popular (POP); para estas elecciones tenían que salir electos 6 diputados en el departamento que quedaron repartidos de la siguiente forma: 3 del PDC (como diputados propietarios Fantina Elvira Rivera de Martínez, Rafael Antonio Peraza Hernández y Juan Ramón Toledo; y como diputados suplentes José Antonio Palacios Argueta, Simeón Bonilla y Ana Alicia Monge Ruiz), 2 de ARENA (como diputados propietarios Gloria Salguero Gross y Félix Ernesto Canizales; y como diputado suplente Mauricio Alejandro Menéndez Mancía y Carlos Enrique Martino Peña)) y 1 del PCN (como diputado propietario Hugo Roberto Carrillo Toledo; y como diputado suplente Martin del Carmen Saavaedra).
El 2 de mayo de 1982, la asamblea constituyente nombró como presidente provisional a Álvaro Magaña y como vicepresidentes a Raúl Molina Martínez, Gabriel Mauricio Gutiérrez Castro y Pablo Mauricio Alvergue; el 6 de mayo de ese por el artículo 4 del decreto constituyente N.º 9 se les confirió el poder para nombrar a los concejos municipales; el 3 de noviembre de ese mismo año, nombraron (el presidente Magaña y los 3 vicepresidentes) el concejo municipal del municipio santaneco, escogiendo como alcalde a Daniel Alegría Vides, quien ejercería el mando hasta 1984.
El 29 de mayo de 1984, el presidente Magaña y los tres vicepresidentes escogen como alcalde municipal a José Miguel Lemus Martell, quien antes (de 1982 a 1984) había fungido como 6.º regidor propietario y quien ejercería el cargo hasta que se celebraron las elecciones legislativas y municipales de 1985.

### Sucesos durante las presidencias de José Napoleón Duarte y Alfredo Cristiani
El 13 de septiembre de 1984, es creado dentro de la Segunda Brigada de Infantería un batallón de Infantería de Contrainsurgencia o de Cazadores llamado Batallón Pipil destinado a hacerle frente a los guerrilleros; estaba constituido por 580 efectivos divididos en 7 compañías y fueron dirigidos durante toda la guerra por el teniente coronel Antonio Almendáriz.
Las negociaciones de paz fueron iniciadas por José Napoleón Duarte en 1984, las cuales no alcanzaron buen puerto; las negociaciones fueron continuadas por su sucesor, Alfredo Cristiani, quien entró a gobernar en 1989.
El 31 de marzo de 1985 se celebraron elecciones legislativas y municipales, resultando electo alcalde municipal Gregorio Rigoberto Amaya Lobos, candidato del Partido Demócrata Cristiano. Fue el primer alcalde electo para un período de 3 años según lo establecido por la constitución de 1983.  En 1986 se inauguró el centro penitenciario de Apanteos.

#### Ofensiva Hasta el Tope y otros sucesos de 1989 a 1992
El 11 de noviembre de 1989, el FMLN lanza la ofensiva hasta el tope en Santa Ana, San Salvador y otras ciudades principales del país, para ese tiempo ejercía como alcalde Miguel Valencia (quien había ganado las elecciones de 1988 siendo candidato del partido ARENA y el primer candidato que ganó la silla edilicia por ese partido político). En esta ofensiva no hubo forma de infiltrarse al cuartel como la ofensiva de 1981, por lo que los ataques se realizaron a distancia pero tales ataques fueron débiles pudiendo ser fácilmente controlados, y el cuartel pudo enviar un contingente de ayuda a San Salvador donde hubo un ataque coordinado de los 5 grupos guerrilleros. Está ofensiva dejó en claro que no se lograría una victoria militar por alguno de los bandos; las negociaciones continuarían en los años siguientes.
El 12 de noviembre de 1989, debido a la ofensiva hasta el tope, el presidente Alfredo Cristiani ordena el cierre de la Universidad Nacional y sus centros filiales incluyendo el Centro Universitario de Occidente, permaneciendo cerrados hasta mayo de 1990.
Durante la guerra civil, el ejército y los escuadrones de la muerte realizan actos de violencia contra la población. Entre los casos más sobresalientes, está la ejecución extrajudicial de dos mujeres el 10 de septiembre de 1990 en la finca Malacara en el cantón La Montañita tras un intercambio de disparos entre una patrulla de la cuarta compañía del batallón pipil y una columna de la guerrilla del ERP, entre las cuales se encontraba la doctora Begoña García Arandigoyen de origen español.
Las negociaciones terminan con la firma de los Acuerdos de Paz de Chapultepec en 1992. Poniendo fin a doce años de conflicto armado. El 22 de noviembre de ese año, el batallón pipil de la Segunda Brigada de Infantería es desmovilizado y desarticulado; igualmente serían desmovilizados y desarticulados los batallones Tecana y Tazumal, y la sección secreta G2; asimismo son desmovilizados y desarticulados las columnas guerrilleras o unidades móviles del FMLN.

## Época de la postguerra y nuevo milenio

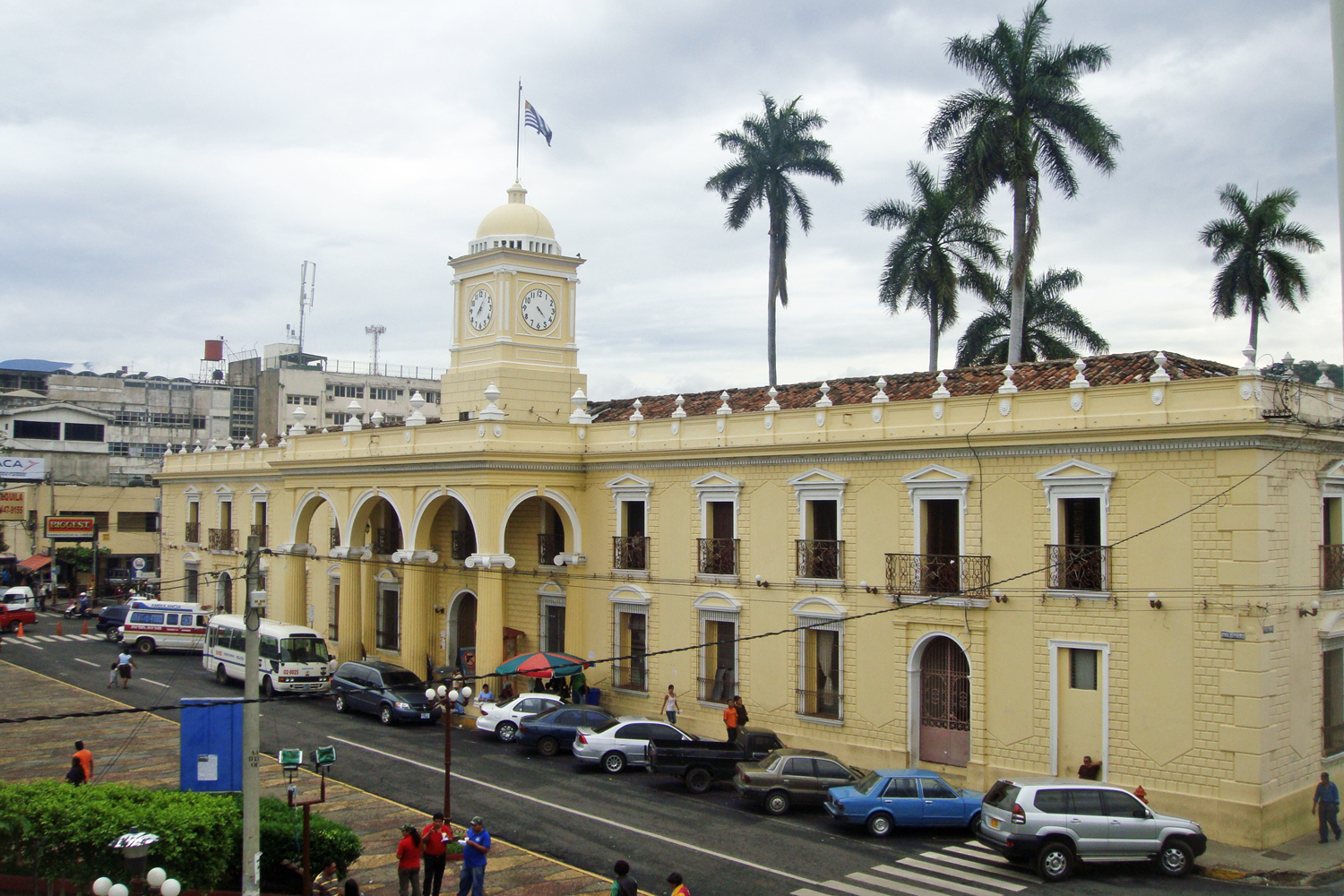
El palacio municipal y parte del parque Libertad y de varios edificios del centro histórico de la ciudad de Santa Ana en el 2011

Con el fin de la Guerra Civil llegan la democracia y la libertad de expresión a toda la República de El Salvador; para el tiempo en que se llevaron a cabo los Acuerdos de Paz en 1992 ejercía como alcalde Ricardo Duke Lara, el cual había asumido el cargo desde las elecciones de 1991 siendo candidato del partido Alianza Republicana Nacionalista (ARENA).
El fenómeno social que Santa Ana y todo El Salvador empieza a afrontar en la posguerra es la existencia de las "Maras" o pandillas, generado principalmente por la deportación de salvadoreños ilegales en Estados Unidos. El gobierno del país impulsa programas (Mano Dura y Súper Mano Dura) para afrontar estos problemas, el concejo municipal de Santa Ana emite ordenanzas para reducir el nivel de delincuencia en el municipio.
Desde el final de la guerra civil se empiezan proyectos de restauración de los majestuosos monumentos de la ciudad (la alcaldía, el teatro, la catedral, entre otros). Por otro lado, el municipio ha recibido remesas las cuales son enviadas por los salvadoreños que viven en el exterior, el cual se ha convertido en el mayor ingreso de divisas que tiene Santa Ana y todo El Salvador.

### Sucesos en 1990s
En 1992, según el censo de población y vivienda llevado a cabo ese año, el municipio santaneco contaba con una población de 210 970 habitantes; de los cuales 139 389 vivían en el área urbana, de esos 65 488 eran hombres y 73 901 mujeres; mientras que 71 581 vivía en el área rural, de los cuales 35 527 eran varones y 36 054 mujeres.
En 1993, durante la administración municipal de Ricardo Duke Lara, la municipalidad presentó el Perfil de Desarrollo Urbano (PEDESUR) el cual fue un intento de organizar la planeación y control urbanísticos, entre las propuestas que contiene y que se llevaron a cabo está: la extensión dentro del área central del comercio y el desarrollo lineal del mismo en la entrada sur de la ciudad (específicamente en la carretera que pasa frente a la colonia El Trébol), la protección de los cerros Tecana, Santa Lucía y La Esperanza, nuevas localizaciones industriales (en la carretera a Metapán, en la carretera Panamericana desde la colonia El Trébol hasta la carretera a Sonsonate, y una zona menor en la calle a Tacachico), entre otras.
En marzo de 1994 se llevaron a cabo las primeras elecciones legislativas y municipales tras el fin de la guerra civil, en estas elección el FMLN empezó participar como partido político y resultó como alcalde Luis Ricardo Álvarez, convirtiéndose en el último candidato de Arena en ser electo de forma consecutiva desde 1988, entre las cosas llevadas a cabo por Álvarez en el cargo de alcalde destaca el haber advertido a los dueños de ganado que deambulaban en las calles que entregaría a los animales a las guarderías y hospitales para que aprovecharan su carne.
Para 1996 se muestra aún un recrudecimiento de la expansión de la expansión descontrolada y desordenada, llegando a sumar para ese entonces un aproximado 150 parcelaciones o colonias legales. A su vez existe en la periferia de la ciudad conviven dos fenómenos: por un lado la ruralización de la periferia, ejemplo de ello se da para ese entonces en la lotificación Río Zarco con un nivel aceptable de dotaciones a cada residencia de equipamiento y zonas verdes pero poca calidad constructiva (con lotes pequeños y conservación baja); por otro lado está la vivienda social y promociones comerciales de nivel medio, como el caso para ese entonces de la Colonia El Trébol que en ese momento daba una urbanización y calidad constructiva buena pero con falta total de equipamiento y zonas verdes de dimensiones aceptables.
En las elecciones de 1997 es elegido como alcalde Moisés Macall Monterrosa, el cual se presentó a las elecciones en una coalición conformada por los partidos FMLN, Convergencia Democrática y Movimiento de Unidad; convirtiéndose en el primero candidato del FMLN en obtener la silla edilicia.
En 1998 es inaugurado Metrocentro Santa Ana (perteneciente a la línea de centros comerciales Metrocentro), el cual rápidamente se convirtió en el principal centro comercial de la ciudad, generando una gran cantidad de empleos.
En 1999, durante la administración municipal de Moisés Macall Monterrosa, se puso en marcha el Plan Maestro de Desarrollo Urbano (PLAMADUR). Ésta es una guía para el desarrollo y crecimiento de la ciudad proyectando a la localidad en 30 años realizando un análisis de la situación actual y proponiendo metas que cumplir para el correcto desarrollo de la ciudad, ejemplo de lo desarrollado en la ciudad tras la entrada en vigencia del Plamadur, es: el mejoramiento y cambio de rutas de buses y microbuses, la creación de una Nueva Terminal de buses en la periferia de la ciudad, la creación de nuevas parcelaciones u urbanizaciones de una forma un poco más ordenada, la estimulación del comercio en la zona sur de la ciudad (específicamente en la Plaza Jerusalén conformada por Metrocentro y el parque comercial Los Héroes), la creación de nuevos bulevares al este, norte y sur de la ciudad (Los 44, Nicolás Salume y Los Héroes) delimitado uno del otro por redondeles y junto con la ello la creación de vías que comunica entre sí los filamentos de la periferia (como la pavimentación de la 37 calle poniente llamada calle Monseñor Clemente Barrera que comunica la avenida Santa Ana California con el bulevar los 44), entre otras.

### Santa Ana en el nuevo milenio

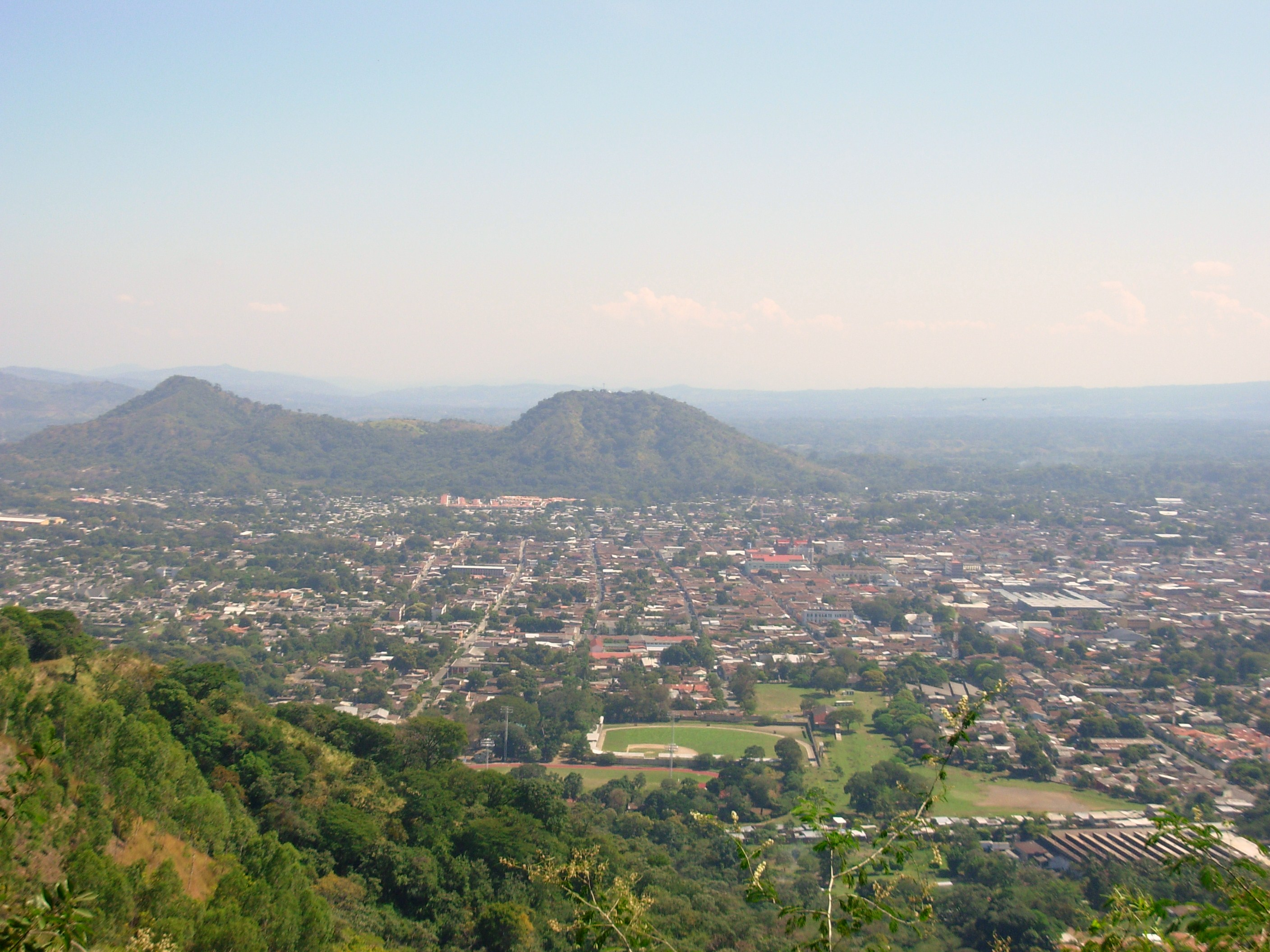
Vista parcial de la ciudad de Santa Ana desde el cerro Santa Lucía en el año 2006

#### Sucesos durante la administración municipal de Orlando Mena (2000-2009)
En las elecciones llevadas a cabo en el año 2000, el alcalde Macall buscó la reelección como candidato del partido Unión Social Cristiana debido a que el FMLN decidió no llevarlo candidato, en cambió el FMLN formó una coalición con el Partido Demócrata Cristiano (PDC) y llevó como candidato a Orlando Mena quien ganó las elecciones.

##### Primer y segundo período como alcalde de Orlando Mena
A finales del año 2000 se suscitó un incendio en la sección de cocinas del Mercado Central de la ciudad que ocasionó la pérdida de varios negocios, ante ello la alcaldía decidió trasladar a los vendedores afectados a una galera provisional construida en el parque Colón mientras se reparaba la sección del mercado afectada por el incendio. Por otro lado, en el año 2001 se suscitaron dos terremotos en el país (específicamente el 13 de enero y el 13 de febrero), estos terremotos causaron daños a la infraestructura de la ciudad entre ellos el derrumbe casi total de la parroquia El Calvario (la cual posteriormente fue reconstruida) y daños en el edificio de la alcaldía debido a lo cual las oficinas tuvieron que trasladarse a una bodega y taller de vehículos temporalmente.
Para las elecciones efectuadas en 2003, Orlando Mena se presentó nuevamente como candidato del FMLN para buscar la reelección, asimismo el exalcalde Macall se presentó como candidato del partido ARENA. Tales elecciones fueron ganadas por Orlando Mena, convirtiéndose de esa forma en el primer alcalde en ser reelecto desde que entró en vigencia la constitución de 1983.
En el 2004, el gobierno salvadoreño presentó el Plan Nacional de Ordenamiento y Desarrollo Territorial (PNODT), el cual es una guía que propicia el desarrollo, integración y la competitividad de los municipios salvadoreños. Para los fines de la planificación y el desarrollo de los municipios han estructurado los municipios en regiones, subregiones y microrregiones. Quedando integrado el municipio de Santa Ana a la región Centro Occidental, Subregión Santa Ana - Ahuachapán y la Microrregión de Santa Ana; esto significa que Santa Ana debe desarrollarse dentro de la región como una ciudad periférica a la capital debido a que la distancia con la capital hacia que sea muy dependiente de esta, y a la vez ser un centro integracionista de las tres microrregiones de la subregión (Santa Ana, Chalchuapa - Atiquizaya, y Ahuachapán) convirtiéndose en un centro de desarrollo de esa área, e integrarse y desarrollarse con las demás municipios de la microrregión de Santa Ana (Santa Ana, Coatepeque, Texistepeque, El Congo, Candelaria de la Frontera, Santiago de la Frontera y San Antonio Pajonal).
Desde agosto de 2005 el volcán Ilamatepec o de Santa Ana empezó a presentar gran actividad que señalaba una eminente erupción que se dio el sábado 1 de octubre de ese mismo año a las 8:00 a. m. (GMT−6), ante tal problema se evacuó alrededor de 1900 personas de los cantones Palo Campana, Lomas de San Marcelino, Flor Amarilla Arriba, Flor Amarilla Abajo, Calzontes Arriba, Calzontes Abajo y Potreríos de la Laguna, siendo ubicados en distintos albergues; la erupción se caracterizó por la expulsión de cenizas y rocas, y un alud agua caliente que provocó la muerte de dos personas y forzó la evacuación de las poblaciones ubicadas en la meseta de San Blas (ubicada entre el Ilamatepec y el Cerro Verde).
Para el año 2005, 1 año antes de las elecciones, Mena había inaugurado con la ayuda de la Federación de municipalidades de Extremadura el centro de usos múltiples de la colonia El Palmar (que había sido construido en la década de 1960; sin embargo había estado abandonado hasta que se lo recuperó durante el mandato de Mena). Por otro lado, para ese entonces las calles estaban deterioradas y los vendedores afectados por el incendio del mercado central aún seguían ubicados en el parque debido a que no se había arreglado el mercado. Ese mismo año de 2005, el FMLN expulsó a Mena del partido impidiéndole de esa forma ir nuevamente como candidato de ese partido; debido a ello, Mena se inscribió en el PDC.

Crecimiento urbano de la ciudad de Santa Ana desde 1916 hasta 2008

##### Tercer período como alcalde de Orlando Mena
Para las elecciones de 2006 los contendientes fueron el alcalde Orlando Mena buscando la reelección bajo la bandera del PDC en coalición con el en ese entonces movimiento Frente Democrático Revolucionario (FDR), Nelson García como candidato de la coalición conformada por el FMLN y  Cambio Democrático (CD), Gonzalo Henríquez por ARENA, y José Trinidad por el Partido de Conciliación Nacional (PCN). Resultando ganador por tercera vez Orlando Mena, siendo el primer alcalde en ser reelecto en dos ocasiones desde que entró en vigencia la constitución de 1983.
Entre las obras realizadas por Orlando Mena durante su tercera gestión están: la apertura de la Plazuela del Mercado Colón (la cual empezó a ser reconstruida y remodelada en el 2005), el edificio del triángulo del mismo mercado (con estos dos se despejó de ventas la Escuela de Artes y Oficios José Mariano Méndez, para luego darle mantenimiento y mejoramiento a las ruinas para evitar su colapso), la construcción del techo en la parte afectada por el incendio en el Mercado Central y la construcción de la parte final de la avenida Fray Felipe de Jesús Moraga Norte (de esa forma conectando esta vía con la carretera panamericana y creando una vía alterna para la salida y entrada a la ciudad).
Los principales problemas que afectaron a la ciudad durante la tercera gestión consecutiva del alcalde Mena, fue el mal estado de las calles y la recolección de desechos sólidos, esto último se complicó más cuando la Asamblea Legislativa aprobó la moción que apoyaba el cierre de los botaderos de basura a cielo abierto, lo cual provocó el cierre del botadero de Camones, debido a ello la alcaldía hizo un acuerdo con la empresa Mides para trasladar los desechos sólidos al relleno sanitario ubicado en el municipio de Nejapa temporalmente mientras se construía un relleno sanitario para la municipalidad, la alcaldía inició la construcción de un relleno sanitario en la comunidad Santa Gertrudis (ubicada en el caserío homónimo del cantón Cutumay Camones del municipio santaneco) pero los pobladores se levantaron en protesta por esa construcción apoyados por varias entidades hasta que lograron paralizarlo haciendo que la basura siguiera siendo llevada al relleno de Nejapa lo cual hizo que el costo para el tratamiento de los desechos sólidos aumentara considerablemente, debido a ello y a otras cuestiones principalmente administrativas el endeudamiento de la alcaldía aumentó considerablemente llegando a tener la municipalidad al final de la terca gestión de Mena una deuda de alrededor de 13,5 millones de dólares.

#### Elecciones de 2009 y Sucesos durante la administración municipal de Francisco Polanco

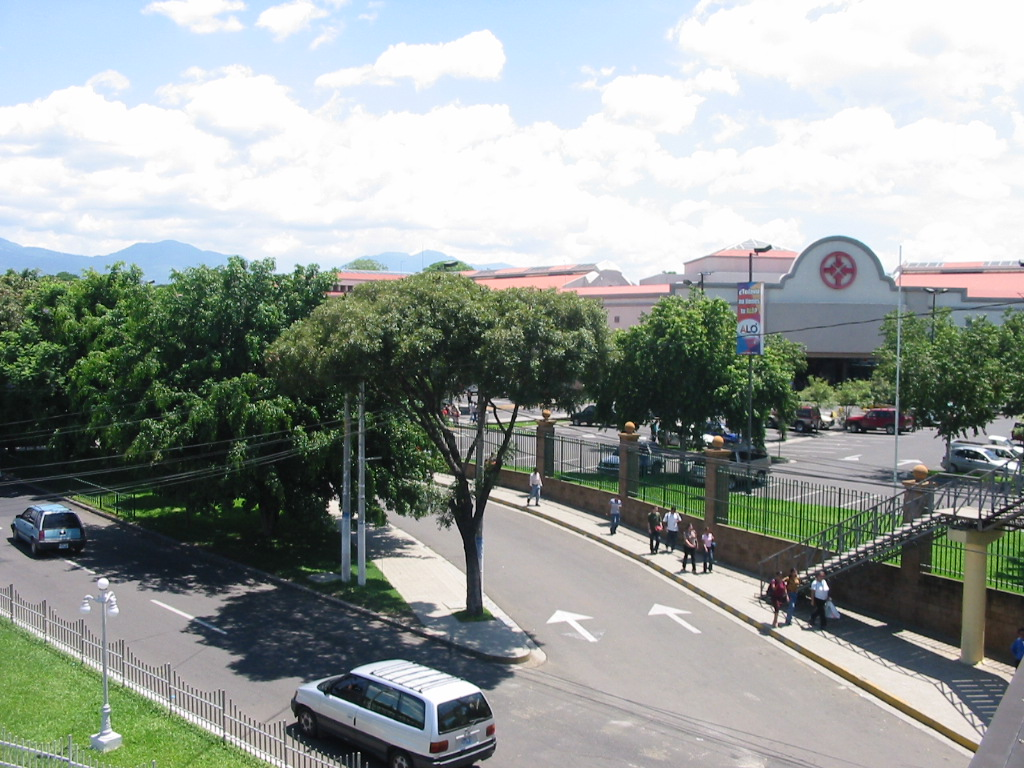
Vista al centro comercial Metrocentro Santa Ana en el año 2004 desde la pasarela de la avenida Independencia sur.

El domingo 18 de enero de 2009 se llevaron a cabo las elecciones legislativas y municipales, para tales elecciones se presentaron como candidatos para alcalde municipal los siguientes: el alcalde Orlando Mena buscando nuevamente la reelección con el PDC, Francisco Polanco por el FMLN en coalición con el (CD), el entonces gobernador de Santa Ana Luis Alfredo Lemus por ARENA (debido a su candidatura dejó la gobernación, y en su lugar se nombró como gobernador a Mario Roberto Paz), Vladimir Orellana como candidato del PCN, y Arturo Magaña por el FDR. Resultando como ganador Francisco Polanco con lo que el FMLN recuperó la municipalidad.
En el 2011, como parte del programa gubernamental Casa Para Todos del presidente de la república Mauricio Funes, el Fondo Social de la Vivienda (FSV) y el Fondo Nacional para la Vivienda Popular (FONAVIPO) en conjunto de la empresa constructora DISA empezaron a construir los complejos de departamentos o condominios Santa Lucía (en el terreno donde antes había estado la estación de tren del IRCA en el barrio Santa Lucía) y Procavia (en el terreno originalmente propiedad del ejército y llamado primeramente Campo Marte y luego Campo de Aviación; y que luego fuese usado para la instalación de los juegos mecánicos durante las fiestas julias, anteriormente tales juegos eran instalados en el parque Colón pero desde finales del siglo XX se trasladó los juegos mecánicos a ese campo); debido a ello la municipalidad decidió instalar los juegos mecánicos de ese año en un terreno ubicado al comienzo del bulevar Nicolás Salume, ahí se instaló la mayoría y el resto fue ubicado en el estadio Óscar Quiteño.
Debido a la deuda heredada por la administración municipal de Orlando Mena, la municipalidad presidida por Francisco Polanco se ocupó principalmente de pagar la deuda ya que está retrasó la implementación de obras propuestas por el edil; además de ello la administración de Polanco se encargó de mejorar la recolección de basura con la compra de nuevos camiones encargados para esa tarea y de arreglar algunas calles y avenidas de la localidad. Para el 2011, la municipalidad había pagado de la deuda 1 millón de dólares a los acreedores, en marzo de 2011 la comuna o municipalidad solicitó una reestructuración de $6 970 889 (que se debían a acreedores del sistema financiero y cajas de crédito) a través del Fideicomiso de Reestructuración de Deudas de las Municipalidades (FIDEMUNI) al Ministerio de Hacienda, lo cual permitió un ahorro a la municipalidad para proyectos de bacheo y reparación de calles.
En junio de 2011 el Banco Interamericano de Desarrollo (BID) escogió a Santa Ana como ciudad emergente, por lo cual a partir de entonces el BID implementaría planes de inversión y desarrollo para convertir a la ciudad en una ciudad autosostenible.
El 6 de octubre de 2011, el alcalde Polanco es internado en el hospital general del Instituto Salvadoreño de Seguro Social debido a complicaciones de salud a lo que más tarde se diagnosticó la presencia de un tumor cerebral en el alcalde, por lo que dejó el cargo y permaneció hospitalizado desde ese día hasta el 18 de enero de 2012 cuando falleció. En su lugar el concejo municipal de Santa Ana, en octubre de 2011, nombró en calidad de alcalde interino a Joaquín Alfredo Peñate Ardón quién antes fungía como 7.º regidor propietario del concejo municipal santaneco.

#### Sucesos durante la administración municipal de Alfredo Peñate
Desde octubre de 2011, Joaquín Alfredo Peñate Ardón se encargó de la municipalidad como alcalde interino y se presentó el 11 de marzo de 2012 como candidato a alcalde por el partido FMLN en coalición con el CD en las elecciones legislativas y municipales acaecidas ese día; además de él se postularon como candidatos a alcalde: la entonces gobernadora del departamento santaneco Patricia Costa por el partido ARENA (tras ser nombrada como candidata dejó el cargo de gobernadora y en su lugar se nombró como gobernador a Mario Jovel), el exalcalde Orlando Mena por el PDC, Alfredo Lemus por el partido Gran Alianza por la Unidad Nacional (GANA) y Margarita de Salguero por el PCN; resultando ganador Joaquín Alfredo Peñate, por lo que se siguió desempeñando como alcalde interino hasta el 1 de mayo cuando empezó a ejercer como alcalde electo.
El 12 de marzo de 2012 fue publicado el plan de acción de Santa Ana sostenible en donde se nombran los pasos y lineamientos en los que la municipalidad con ayuda del Banco Interamericano de Desarrollo implementara para convertir a la localidad en una ciudad autosostenible. Este plan retoma ideas y propuestas del Plamadur y el Plan para el desarrollo territorial de la Región Santa Ana - Ahuachapán; por otro lado define 6 áreas estratégicas: seguridad y convivencia, participación ciudadana, urbanismo social y protección al medio ambiente, inclusión social, gobernabilidad trasparente y eficiente, y desarrollo económico integral y sustentable. Entre lo desarrollado en la municipalidad tras la publicación del plan de acción en el período municipal 2012-2015, está: el traslado de los juegos mecánicos de las fiestas julias a las afueras de la ciudad (específicamente al extremo sur poniente de la urbanización El Sinaí), la inauguración del paseo peatonal Villa Morena en la 2.ª calle poniente, fomento del turismo en el centro histórico y al necroturismo en el cementerio Santa Isabel, la remoción de vallas publicitarias en el centro histórico (las cuales fueron sustituidas por unas que no generen contaminación visual del centro de la ciudad), reparación y pintado de varias casas y mansiones del centro histórico, agilización de trámites de inscripción u otros llevados a cabo por las empresas en la alcaldía, creación de un centro de monitoreo y colocación de cámaras de videovigilancia en varios puntos de la ciudad, entre otros.
Para inicios de la década de 2010 se observan inundaciones en varios puntos de la ciudad durante la época lluviosa debido a lo obsoleto del sistema de drenajes de la ciudad. Entre estas inundaciones destaca la sucedida el 24 de octubre de 2014 cuando una fuerte lluvia torrencial de 45 minutos de duración provocada por el ingreso de una onda tropical ocasionó la inundación de varios puntos del centro histórico de la ciudad (específicamente el área del mercado central y las calles Libertad y 4.ª y 5.ª calle poniente), el desbordamiento de la quebrada Santa Lucía, el colapso del muro perimetral del balneario de Apanteos y también daños en la piscina del Complejo Polideportivo Indes; junto con ello resultaron 14 vehículos dañados y el rescate de personas en 4 de esos vehículos.

#### Sucesos durante las administraciónes de Mario Moreira y Milena Calderón de Escalón
El 1 de marzo de 2015 se llevaron a cabo las elecciones municipales y legislativas, que se diferencia de las demás hechas anteriormente en que, debido a sentencia emitida por la Corte Suprema de Justicia salvadoreña, el concejo municipal (y todos los demás concejos municipales de las siguientes elecciones municipales a partir de entonces) será de carácter plural repartiéndose los cargos del concejo entre los partidos políticos que hayan obtenido más votos, correspondiendo al partido político con mayor cantidad de votos los cargos de alcalde, síndico y un mínimo de 6 regidores propietarios y 2 regidores suplentes. Para estas elecciones se presentaron como candidatos: el entonces alcalde Alfredo Peñate como candidato del FMLN, Mario Moreira por ARENA en coalición con el PDC, Mario Jovel por GANA, Edgar Salas por el partido Fraternidad Patriota Salvadoreña (FPS), Liduvina Torres por el Partido Social Demócrata (PSD), Ernesto Juárez por el partido Cambio Democrático (CD), Mauricio Rodríguez por el PCN, y Briseida Reyes por el partido Democracia Salvadoreña (DS). Resultando como ganador Mario Moreira, por lo que el partido ARENA recuperó la alcaldía luego de 18 años; mientras que el concejo municipal quedó conformado con el síndico, 6 regidores propietarios y regidores suplentes por el la coalición de ARENA - PDC, 5 regidores propietarios y 2 regidores suplentes por el FMLN (siendo uno de los regidores propietarios el exalcalde Alfredo Peñate), y 1 regidor propietario por Gana (específicamente el candidato para alcalde de tal partido y exgobernador del departamento santaneco Mario Jovel).
En las elecciones legislativas y municipales de 2018, llevadas a cabo el 1 de marzo, estuvieron como candidatos más destacados: Milena Calderón de Escalón, por ARENA; Cecibel LAU, por la coalición FMLN-PSD; Orlando Mena, del PDC; y Érick Mendoza, de GANA. Resultando como ganador Milena Calderón, convirtiéndose en la primera mujer en ser electa como alcaldesa. El concejo municipal se vio repartido de la siguiente forma: el síndico, seis regidores propietarios y 2 suplentes quedaron en manos de ARENA; tres regidores propietarios y uno suplente para el PDC; dos regidores propietarios y uno suplente por la coalición FMLN-PSD; y un regidor propietario y uno suplente para GANA.

#### Sucesos durante la administración de Gustavo Acevedo
En las elecciones legislativas municipales de 2021, celebradas el 28 de febrero, se presentaron como candidatos: Milena Calderón, buscando la reelección por ARENA; Gustavo Acevedo, por Nuevas Ideas; Érick Mendoza por GANA; Ismael Quijada por el FMLN; Érick Orellana, por el CD; Verónica Silva, por el PCN; y José Francisco Joya Gómez por el PDC. Resultando como ganador, con el 67.14%, Gustavo Acevedo. El concejo municipal quedó repartido de la siguiente forma: el síndico, 8 regidores propietarios y 3 suplentes para Nuevas Ideas; 2 regidores propietarios y 1 suplente para GANA; 1 regidor propietario para ARENA; 1 regidor propietario para el FMLN.
A partir de la entrada en vigencia de Ley Especial para la Reestructuración Municipal, aprobada por la Asamblea Legislativa de El Salvador el 13 de junio de 2023, ratificada por el presidente Nayib Bukele el 14 de junio y publicada el mismo día en el Diario oficial N.º 110, Tomo N.º 439), los antiguos municipios del país pasarían a convertirse en distritos de nuevas municipalidades (nombradas por su ubicación en su respectivo departamento). De esa forma el municipio santaneco pasaría a ser el distrito de Santa Ana, siendo el único que conforma el municipio de Santa Ana Centro.